# Пири, Роберт
Ро́берт Э́двин Пи́ри (англ. Robert Edwin Peary; 6 мая 1856 — 20 февраля 1920) — американский исследователь Арктики, путешественник. Посвятил 23 года жизни задаче достижения Северного полюса, осуществил несколько экспедиций в Гренландию и Центральную Арктику. Официально считается первым человеком, достигнувшим Северного полюса. По его утверждению, это произошло 6 апреля 1909 года. Почти одновременно о своём достижении заявил американец Фредерик Кук (по его утверждению, он добрался до полюса 21 апреля 1908 года), разбирательства между ними длились до самой смерти Пири. Дискуссия по этому вопросу не закончена.
Происходил из обеспеченной семьи, получил инженерное образование. С 1881 года служил в ВМФ США в Корпусе гражданских инженеров в звании лейтенанта, в 1902 году присвоено звание коммандер, в 1910 году присвоено звание капитан . В 1886 году разработал собственный проект пересечения Гренландии и на лыжах продвинулся вглубь ледника на 160 км. В 1887 году участвовал в работах по прокладке трассы Никарагуанского канала. В экспедициях в Гренландию его сопровождала жена Джозефина (в Арктике у них в 1893 году родилась дочь), норвежец Эйвин Аструп и врач Фредерик Кук, который позднее стал его главным соперником в достижении главной цели. В экспедиции 1893—1895 годов был открыт гигантский железный метеорит «Мыс Йорк», который позднее был вывезен в США. Открытия позволили путешественнику привлечь внимание правительства и истеблишмента и организовать «Арктический клуб Пири». Во время экспедиции 1898—1902 годов была открыта северная оконечность Гренландии — мыс Джесуп. Экспедиция 1905—1906 годов была специально посвящена достижению Северного полюса. Пири утверждал, что 20 апреля 1906 года достиг широты 87° 06'. Последняя экспедиция Пири в 1908—1909 годах увенчалась, по его словам, полным успехом. Во всех экспедициях Пири использовал эскимосов племени, проживавшего на мысе Йорк, которые поставляли ему мясо, меха, ездовых собак, шили полярную одежду и служили проводниками и каюрами. После долгих разбирательств с Куком специальным актом Конгресса Пири был официально провозглашён первооткрывателем Северного полюса и при отставке повышен в звании до контр-адмирала (1911). Был удостоен множества наград географических обществ всего мира и ордена Почётного легиона. Похоронен на Арлингтонском национальном кладбище.

## Становление. Выбор призвания

### Ранняя биография

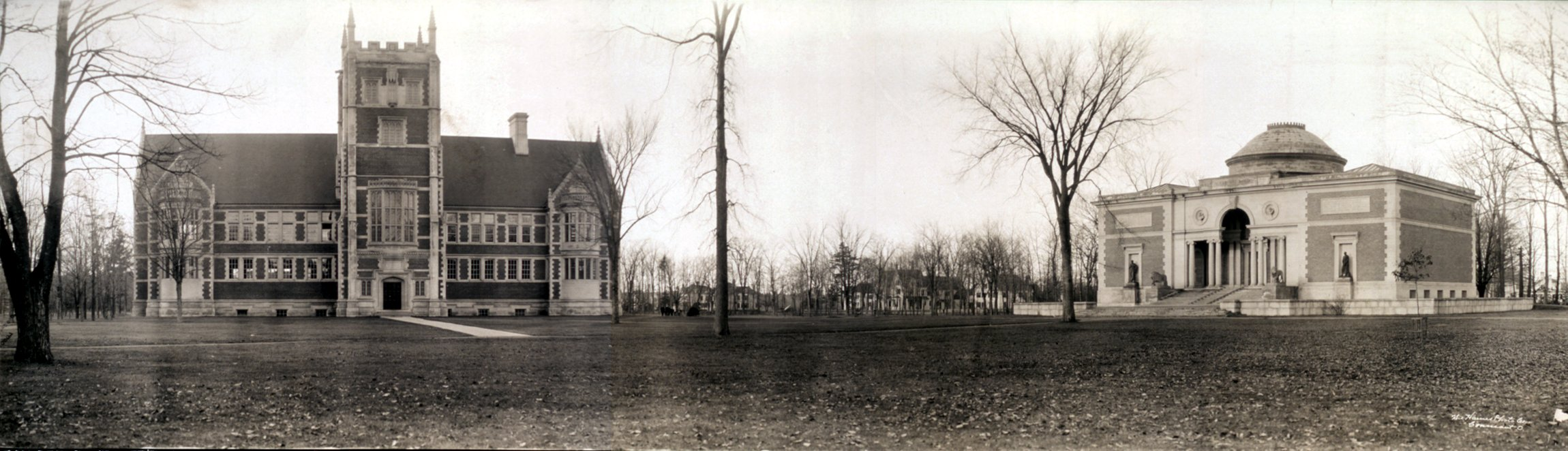
Боудинский колледж. Фото 1910-х годов

Роберт Эдвин Пири родился 6 мая 1856 года в пенсильванском городе Крессон, расположенном в Аллеганских горах в 80 милях к востоку от Питтсбурга. Он был единственным сыном производителя бочек Чарльза Наттера Пири и Мэри Уили. Отец скончался от пневмонии, когда Роберту ещё не исполнилось трёх лет, мать после этого увезла сына к родственникам в штат Мэн. Семейство было состоятельным: Чарльз Пири оставил вдове наследство в 12 000 долларов — значительная по тем временам сумма. Роберт рос очень активным ребёнком и охотно участвовал в драках, но хорошо успевал в Портлендской школе, питая любовь к чтению и естественным наукам. Много времени проводя в лесу, он стал неплохим охотником и чучельником и даже зарабатывал себе этим на карманные расходы. Он пользовался популярностью среди однокашников, у него была возлюбленная — Мэй Килби, с которой Роберт долго переписывался и после окончания школы. Завершив среднее образование, Берт (таково было его семейное прозвище) выиграл стипендию фонда Брауна для обучения в Боудинском колледже, но ему пришлось продать коллекцию чучел, чтобы приобрести необходимые для учёбы книги. Вместе с ним переехала и мать, чтобы Роберту не надо было снимать жильё. В колледже он также был одним из первых учеников и получил специальность гражданского инженера. В колледже он вступил в братство «Дельта-Каппа-Эпсилон» и был избран в почётное братство «Фи-Бета-Каппа», считался неплохим спортсменом.

### Начало карьеры

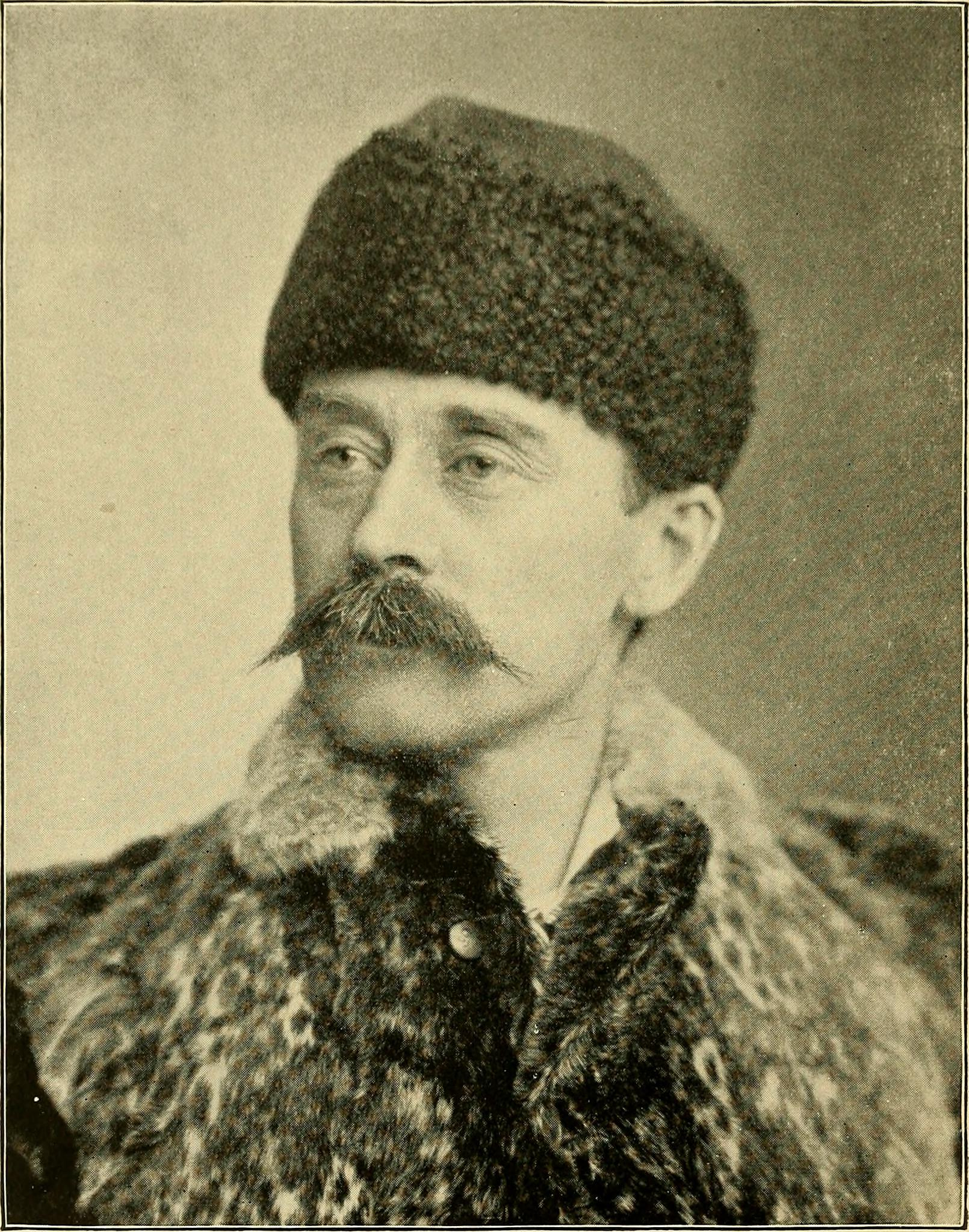
Фотография Пири из книги «Northward over the great ice» (1898)

В конце 1870-х годов Роберт Пири испытывал серьёзный душевный кризис, свидетельства которого отражены в переписке с Мэй Килби: он мечтал о каких-то необыкновенных свершениях, не желая вести тихую жизнь обывателя в родных местах. Похожие мысли содержались и в дневнике; в тот период Роберт даже пытался писать стихи и участвовал в театральных постановках (в частности, в роли Ланселота Озёрного). В 1877 году он окончил колледж вторым в выпуске и переехал с матерью во Фрайберг, где устроился работать землемером и обручился с местной уроженкой Лорой Хармон. В декабре 1878 года он участвовал в длительном лыжном походе на гору Катадин. Стремление вырваться из родных мест привело к соисканию места в Береговой и геодезической службе США в Вашингтоне, куда Пири приняли с испытательным сроком. После полутора лет работы картографом, в 1879 году, он подал в отставку, что привело и к разрыву помолвки. В поисках более интересной работы Пири сдал экзамен на службу ВМФ США, был зачислен в Корпус гражданских инженеров в звании лейтенанта и быстро зарекомендовал себя. В общем, Роберт Пири того времени был эмоциональным человеком, настроение которого постоянно колебалось от оптимизма к сильнейшим сомнениям в собственной состоятельности. Находясь на службе в Вашингтоне, он решил, что ему не повредят знакомства в светском обществе, и посещал курсы этикета и танцев. В 1882 году в школе танцев он познакомился с 19-летней Джозефиной Дибич, дочерью библиотекаря Смитсоновского института, немца по происхождению.
В том же 1882 году Пири был направлен на строительство пристани в Ки-Уэст, где тяжело переболел жёлтой лихорадкой, но к апрелю 1883 года причал и мол были построены, а молодой инженер получил жалованье в 3000 долларов. В 1884 году он впервые был командирован в Никарагуа для разведки трассы предполагаемого трансокеанского канала в должности заместителя главного инженера. Вернувшись из Никарагуа, он купил в букинистическом магазине книгу об экспедиции Илайши Кейна, после чего в его дневнике и письмах к матери появились новые мотивы: он писал, что хотел бы сделать своё имя известным не только в родных местах, но и повсеместно. Полярные исследования казались ему подходящим объектом приложения сил, в дневнике впервые появились намётки плана пересечения Гренландии (свою трассу он именовал «an imperial highway») и даже покорения Северного полюса.

### Первая экспедиция

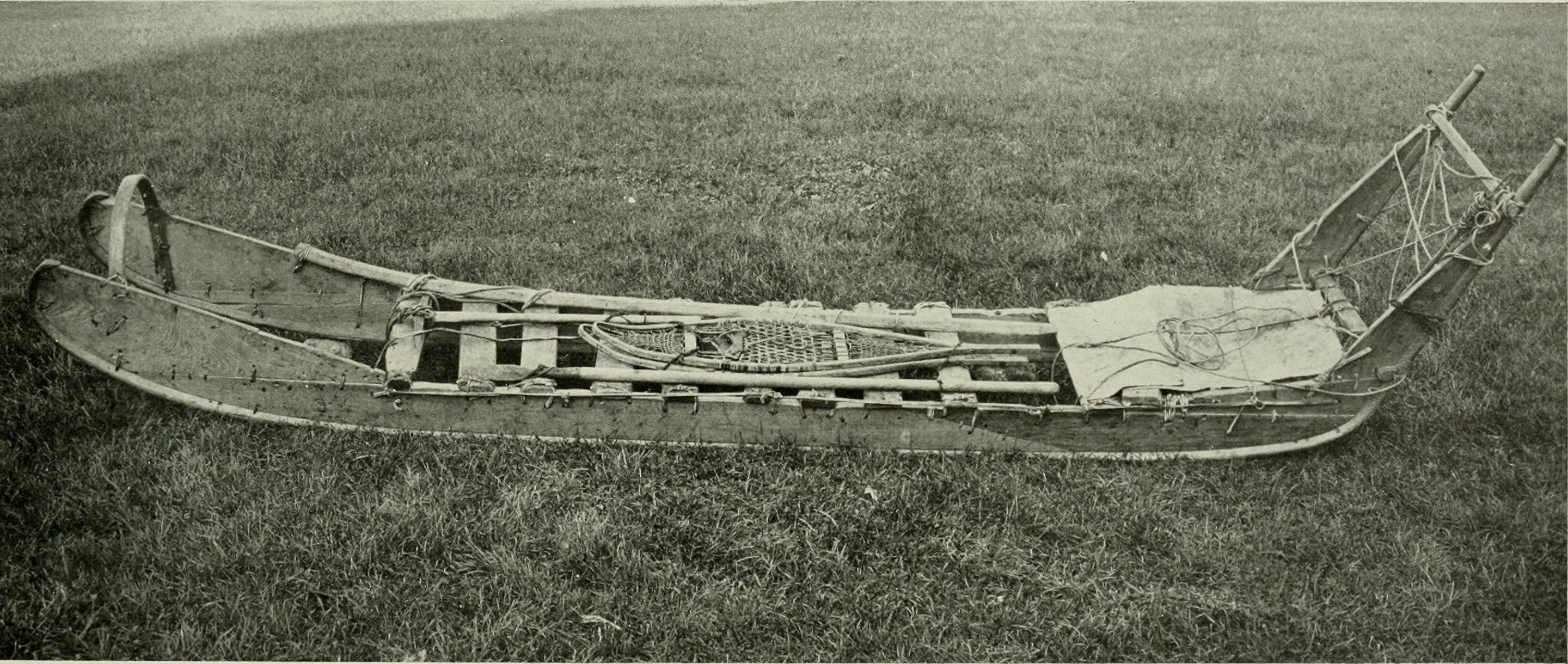
Нарты эскимосского образца, используемые Пири в экспедициях

Приняв решение стать полярным путешественником, Пири взял отпуск на службе и отправился в Гренландию, чтобы осмотреться на местности. У него даже не было определённого плана, как и научной цели, хотя позднее он заявлял, что якобы собирался пройти с запада на восток от моря Баффина до нунатака Петермана. Начальство не заинтересовалось его планами, а жалованье инженера не позволяло снарядить сколько-нибудь масштабную экспедицию. Мэри Пири — мать — выдала ему 500 долларов собственных денег, которых должно было хватить на плавание до Годхавна. Роберт Пири пошёл на китобое «Игл» до острова Диско, куда прибыл 6 июня 1886 года. Оттуда он добрался до Ритенбенка — небольшого посёлка на материке, где вице-губернатор датчанин Кристиан Майгор (Christian Maigaard) предложил ему совместный поход вглубь острова. Снаряжение они погрузили в пару саней длиной 9 футов и собственным весом в 23 фунта, в качестве тягловой силы были наняты восемь эскимосов. Сани получили женские имена: свои Пири назвал «Sweetheart» (намёк на Джозефину Дибич, с которой он продолжал общаться), а Майгор назвал свои нарты в честь младшей из датских принцесс — «Тира». Поход начался 28 июня во фьорде Пакитсок и оказался тяжёлым — лето было тёплым, неоднократно выпадал мокрый снег, временами ветер достигал штормовой силы. Несколько раз Пири и Майгор преодолевали ледниковые трещины по хрупким снежным мостам, однажды Пири чуть не сорвался, но зацепился за сани, и его вытащили. Несмотря на отсутствие полярного опыта, к 19 июля путешественники прошли 160 км по совершенно неизвестной стране, достигнув высоты 2294 м. Они были вынуждены повернуть обратно только когда у них кончились припасы, — пищи и топлива оставалось на шесть дней пути. Впрочем, обратный путь под гору при попутном ветре занял в три раза меньше времени, чем подъём. Пири и Майгор прошли немногим далее, чем разведчики-саамы в экспедиции Норденшёльда 1883 года, но для самого Роберта этот опыт стал бесценной школой полярных путешествий, кроме того, он укрепился в выборе призвания. Отчёт о походе 1886 года привлёк некоторое внимание общественности в США, и Пири был избран в Американскую ассоциацию содействия развитию науки. Матери он писал, что «побывал в другом мире», в котором ни на минуту не испытывал беспокойства о своей судьбе или сомнений в избранной цели. Позднее, осмысливая свой полярный опыт, он писал:

Тем людям, которые… спрашивают: «Какой смысл в полярных исследованиях?», я могу ответить: «Какую пользу приносят соревнования яхт, состязания атлетов, испытания машин и военных кораблей или любое другое из бесчисленных испытаний, бывших со времен сотворения мира единственным способом определить превосходство одних людей, машин, методов, наций над другими?» Если бы меня просили перечислить все возможные выгоды полярных исследований, я должен был бы откровенно сказать, что не могу этого сделать, точно так же, как ни я и никто другой не могли сказать пятнадцать или двадцать лет тому назад, что ничем не примечательная трава, растущая на берегах тропических рек, сделает реальностью электрическую лампу накаливания. Нет ничего удивительного в том, что в области удивительнейших контрастов, где действующие вулканы окружены вечным льдом и снегом, и где маки, эти символы теплоты, сна и роскоши цветут у самого подножия ледников, будут найдены вещества, которые принесут пользу будущим поколениям.

Но предположим, что полярная экспедиция — это только эмоции, и она не приносит денег, не развивает торговли, не служит делу колонизации, не делает богатыми многих людей. Пусть она и остаётся эмоциями. Любовь, патриотизм и религия — тоже чувства и эмоции, и мы не ждём от них прибыли.

## Женитьба. Дальнейшие планы

Джозефина и Роберт Пири в день свадьбы 11 августа 1888 года

Пири рассчитывал организовать новую экспедицию уже на следующий год, но жизненные обстоятельства не позволили этого сделать, в Гренландию он вновь вернулся только спустя 5 лет. Из писем к матери следует, что Пири считал, что должен оставаться на службе в Корпусе гражданских инженеров, а также должен был повысить свой социальный статус и, соответственно, доходы. В 1887 году Роберт был вновь командирован в Никарагуа, на сей раз — для прокладки маршрута проектируемого канала через весь материк. Перед поездкой в тропики он познакомился в Вашингтоне с молодым чернокожим Мэттом Хенсоном, который тогда служил в магазине одежды. Хенсон, имевший опыт морской службы и отличавшийся физической силой и выносливостью, с тех пор стал личным слугой Пири, сопровождавшим его во всех последующих экспедициях.
Перед отъездом в Никарагуа, в сентябре 1887 года Пири сделал предложение Джозефине Дибич. Судя по дневниковым записям, он колебался и опасался «прозы повседневности», хотя и признавал, что из всех знакомых ему женщин только «Джо» (повседневное имя Д. Дибич) не будет препятствием для его планов. Свадьба прошла 11 августа 1888 года, после возвращения Роберта из командировки. Медовый месяц они провели в Сибрайте в сопровождении Мэри Пири. Через год Джозефина едва не умерла от тяжёлого воспаления почек, но смогла полностью излечиться.
После женитьбы два года молодая семья жила в Нью-Йорке и Филадельфии, куда Роберта назначили для строительства доков. Карьерного роста не получилось, как не началось строительства Никарагуанского канала, на которое Пири возлагал большие надежды. Постепенно он вернулся к своим гренландским планам. По свидетельству жены, на Пири чрезвычайно болезненно подействовали новости о том, что норвежец Ф. Нансен в 1888 году первым пересёк всю Гренландию с востока на запад. В частных беседах американец утверждал, что Нансен воспользовался его идеей, а спустя 10 лет писал в книге «По большому льду к северу»:

В 1888 г. Нансен пересёк южную Гренландию, отправившись по кратчайшему из указанных мною путей; он был вынужден, однако, изменить свои планы и окончательно прошёл по пути в 280 миль длиной. Это исполнение задуманного мною предприятия оказалось для меня серьёзным ударом.
Отныне целью Пири стала малоизученная Северная Гренландия. Почти двухлетние попытки обратиться в различные научные общества закончились неудачей, и лишь в 1890 году Роберта пригласили читать лекции в Бруклинский институт искусств и наук, где он рассказывал о своей поездке 1886 года и изложил план исследования северной оконечности Гренландии. После успеха лекций Пири им заинтересовались в Филадельфийской академии естественных наук и Американском географическом обществе. Члены академии проголосовали за ассигнование 6000 долларов на экспедицию, с условием, что Пири доставит в Гренландию группу учёных и туристов.

## Экспедиции в Гренландию (1891—1897)

### Первая экспедиция в Гренландию (1891—1892)

#### Подготовка и отправление

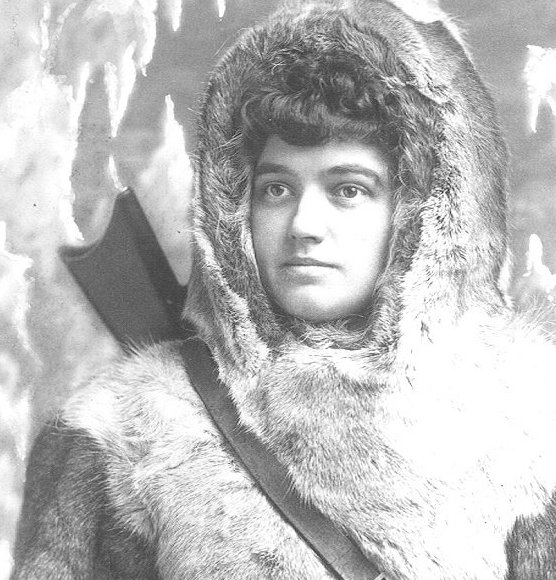
Джозефина Пири во время экспедиции 1892 года

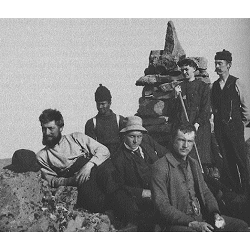
Слева направо: Ф. Кук, М. Хенсон, Э. Аструп, Дж. Вергоев, Джозефина и Роберт Пири

Получив поддержку Филадельфийской академии, Пири продолжил поиск спонсоров. Ему удалось заключить договор с газетой Sun об исключительных правах на публикацию сообщений об экспедиции, за что он получил 1000 долларов. Джозефина Пири вспоминала, что Роберт злорадствовал из-за того, что аналогичное предложение ему сделали в редакции «Нью-Йорк Геральд», но он его отверг из-за того, что в 1886 году там не пожелали иметь с ним дел. Судя по письмам к матери, единственной его целью было «сделать имя Пири известным всему миру и всем будущим поколениям». По просьбе главного редактора Sun С. Адамса и президента Американского географического общества начальство Корпуса инженеров предоставило Роберту 18-месячный отпуск. Нашлось достаточное количество желающих участвовать к экспедиции, несмотря на то, что жалованья не полагалось, а сверх того предстояло заплатить начальнику 300 долларов для централизованной закупки необходимого снаряжения. Пири требовал указывать в заявке не только физические параметры и род занятий, но и темперамент, а также прилагать врачебное заключение о физической и психической пригодности к полярным нагрузкам. Были и исключения: чучельника и охотника из Питтсбурга Лэнгдона Гибсона Пири освободил от вступительного взноса, а геолога и метеоролога Джона Вергоева приняли даже без собеседования, поскольку он предложил за участие в походе 2000 долларов. Пири отчаянно не хватало средств, а китобойная компания братьев Боуринг запросила 2500 долларов за фрахт судна, на что и пошёл взнос геолога. Все члены команды подписали договор о лояльности, в котором соглашались на «поддержку Пири всеми способами», а также на то, что все заметки, дневники, фотографии и прочие материалы членов экспедиции принадлежат её начальнику. Участникам экспедиции запрещалась публикация любых материалов, включая газетные интервью, в течение года после выхода в свет официального отчёта. В команду была включена и Джозефина Пири (как кок и диетолог), что вызвало сенсацию в прессе. Кроме того, в составе экспедиции в Гренландию отправлялась научная команда из 9 человек под началом профессора Анджело Гелиприна, американского натуралиста и геолога автро-венгерского происхождения, но они должны были оставаться на зимовку в другом месте.
Для нужд экспедиции был зафрахтован 280-тонный китобой «Кайт». Команда и капитан Ричард Пайк были из Ньюфаундленда, Пайк в 1881 году руководил эвакуацией Грили из Форт-Конгера. В качестве судового врача был зачислен Фредерик Кук, которому отказали несколько страховых компаний, считая поход в Арктику разновидностью самоубийства. В состав команды вошёл также норвежский лыжник Эйвин Аструп. Отплытие состоялось 6 июня 1890 года.

#### Первая зимовка. Отношения внутри команды

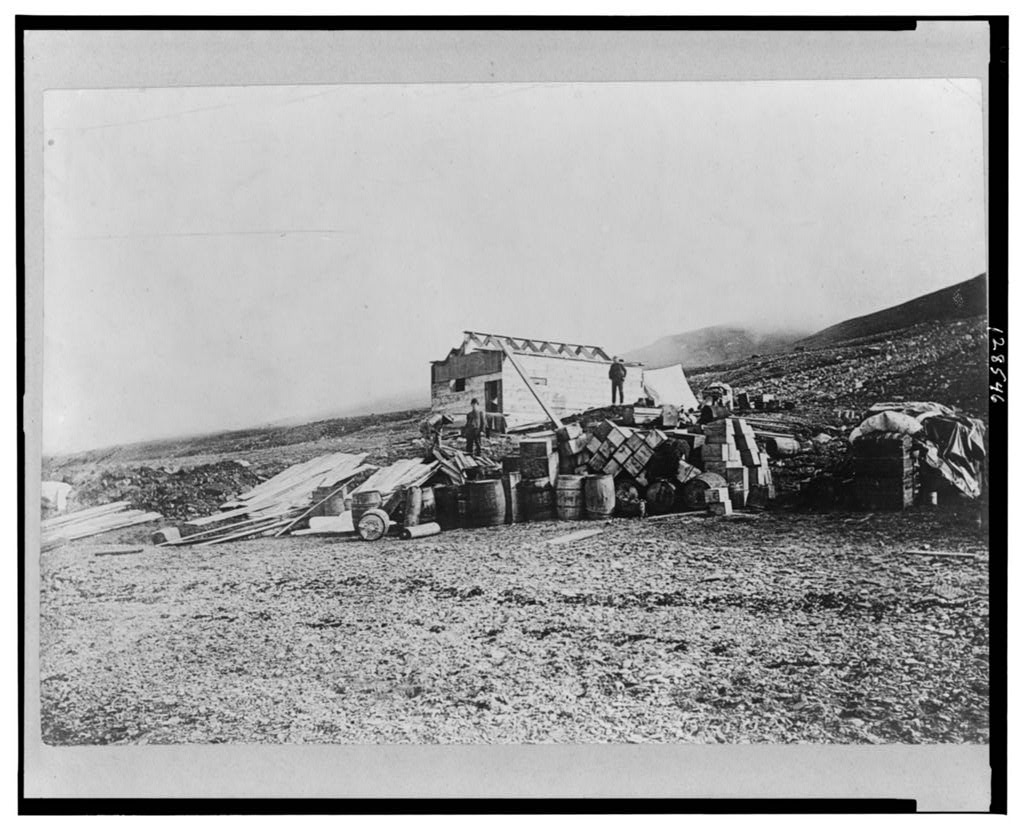
Возведение базы Редклифф. Фото 1891 года

Всего в экспедиции участвовали 16 человек: Западная партия Гелиприна и Северная партия Пири. Группа Пири высаживалась в Китовом проливе, чтобы начать поход как можно раньше. Незадолго до высадки 23 июня, Пири сломал ногу, и не мог сам участвовать в походах. Зимовочная база была размещена в заливе Маккормик, (77° 40’ с. ш., 40° 40’ з. д.), здесь собрали походный дом, получивший имя «Редклифф», из-за нависших над бухтой красно-коричневых скал. Дом включал две комнаты, одну из которых занимали супруги Пири, а вторая — в два раза больше площадью — предназначалась для остальных; угольная печь была встроена в перегородку между помещениями. База располагалась неподалёку от места двукратной зимовки И. Кейна. Снаряжение среди прочего включало шесть с половиной тонн угля и двух собак лабрадорской породы, принадлежащих миссис Пири.
До наступления полярной ночи Гибсон, Кук, Вергоев и Аструп побывали на островах Герберт, Нортумберленд и Хаклют, где охотились и впервые вступили в контакт с эскимосами. В дальнейшем Пири оценил опыт выживания эскимосов и их навыки и приспособления для путешествий в Арктике (включая одежду, ездовых собак, и прочее) и сделал его основой собственной работы. Этому способствовало то, что племя эскимосов обосновалось в окрестностях зимовочной базы. Благодаря искусству Ф. Кука уже к февралю 1892 года Пири полностью встал на ноги. В то же время отношения между участниками экспедиции были весьма напряжёнными, прежде всего, из-за конфликта миссис Пири с Куком и Вергоевым. Она сама в дневнике признавала себя «слишком аристократичной» для всей этой компании. В своём дневнике Вергоев описывал, как Джозефина Пири на встрече Нового года появилась в кают-компании в вечернем платье и бриллиантах, в то время как остальные щеголяли в эскимосской меховой одежде. Кук казался ей неотёсанным, но не обращал внимания на подначки, в крайнем случае, он мог уйти к эскимосам, а иногда оставался ночевать на улице в меховом спальном мешке, даже если температура была ниже −40 °С. Самолюбивый Вергоев однажды заявил, что не пойдёт обратно с супругами Пири на одном корабле. Другими причинами конфликта были жёсткий распорядок дня, введённый начальником (в частности, запрещалось отходить от дома более чем на 500 метров, с 8 утра до 7 вечера следовало заниматься каким-либо делом, даже по воскресеньям), а также то, что Джозефина и Мэтью Хенсон были освобождены от ночных вахт. Кроме того, в свою смену дежурства по дому Вергоев экономил уголь, из-за чего в жилом помещении замерзала вода.

#### Походы 1892 года

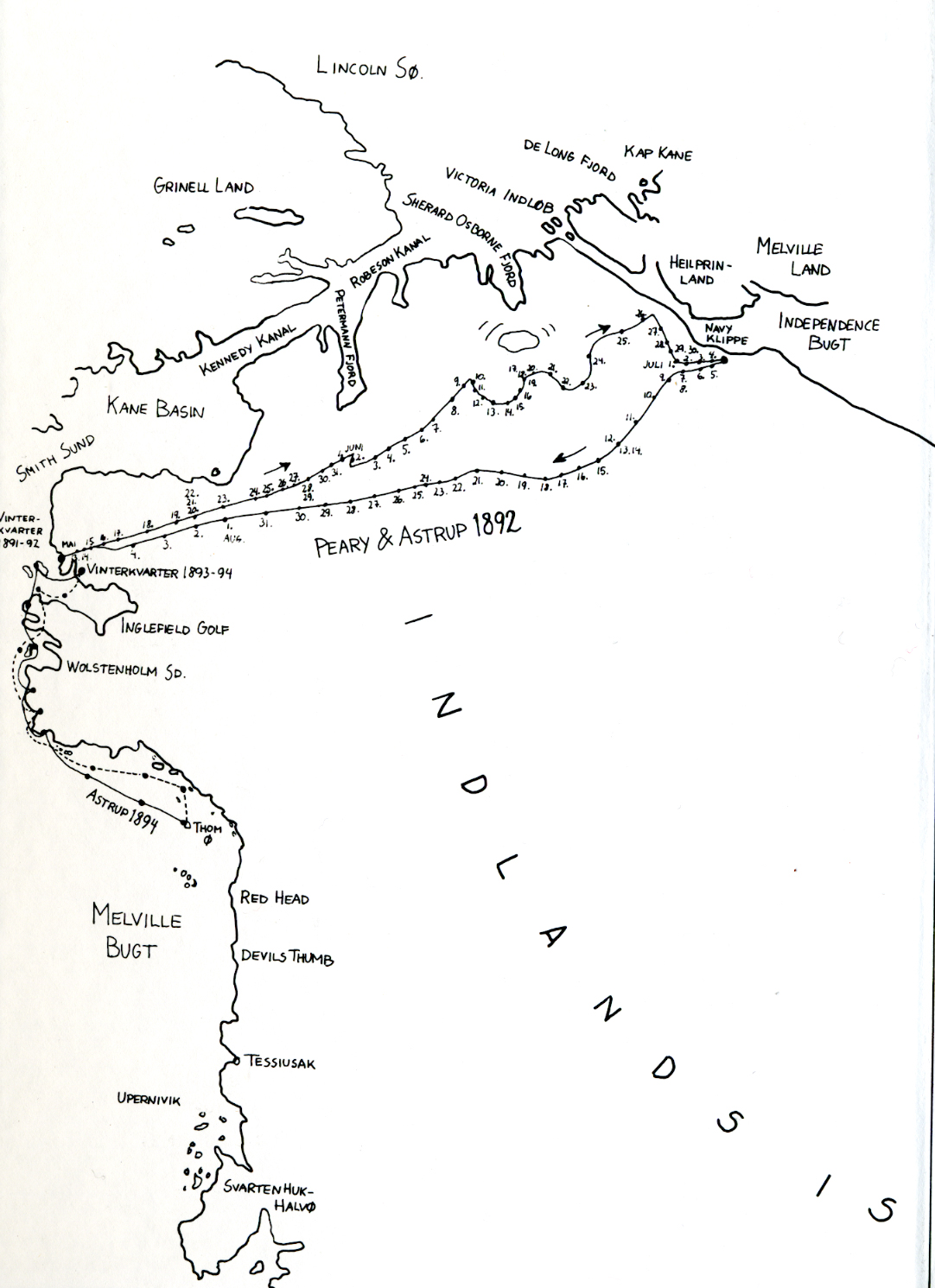
Карта похода Пири и Аструпа в 1892 году. Эскиз Э. Аструпа

В апреле 1892 года супруги Пири отделились от остальной команды и занимались обследованием побережья залива Инглфилд, причём Роберт картографировал почти 400 км пути. Наняв охотников и каюров-эскимосов, 3 мая 1892 года Пири и Аструп, Кук и Гибсон на 20 собаках выступили в поход через всю Гренландию, причём последним предстояло возвратиться, отдав начальнику свои припасы. Пройдя 150 миль, Кук и Гибсон были отправлены назад (на врача было возложено командование экспедицией до возвращения Пири); эскимосы также отказались следовать вглубь ледника, считая его страной мёртвых. Продолжив путь вдвоём, Пири и Аструп с 13-ю собаками 4 июля достигли большого фьорда, которому дали название Индепенденс, он глубоко рассекал местность; ледник над ним имел толщину около 1000 м. Пири посчитал, что это водное пространство является частью пролива, являющегося северной границей Гренландии, за которым лежит некий остров или архипелаг. Убедившись, таким образом, что Гренландия является островом и не простирается дальше на север, они с Аструпом повернули назад. 6 августа путешественники вернулись на базу, преодолев за 85 дней 1250 миль, — их дистанция была в 5 раз длиннее, чем у Нансена. Обнаруженную к северу от Индепенденс-фьорда сушу Пири назвал в честь Гелиприна, и лишь позднее, когда было выяснено, что она является не отдельным от Гренландии островом, а полуостровом, она была переименована в честь него самого. За время отсутствия мужа и Аструпа Джозефина Пири смогла примириться с Куком, который стал её главным собеседником, но отношения с Вергоевым оставались натянутыми. 12 августа, почти накануне отъезда, произошла трагедия: пропал без вести Вергоев, по-видимому, сорвавшись в ледниковую трещину во время одиночной экскурсии, которые запрещал ему Пири. Пятидневные попытки найти его останки оказались безрезультатны. Из-за резкого ухудшения погоды 23 августа команда отплыла на «Кайт» и благополучно возвратилась. 11 сентября, достигнув Сент-Джонса, лейтенант Пири отправил первый отчёт своему начальству в ВМФ, сообщив, что открыл Индепенденс-фьорд на северном побережье Гренландии и достиг северного края ледника на 82° с. ш., 34° з. д. Экспедиция прибыла в Филадельфию 23 сентября.

#### Результаты
По словам В. Глушкова, Пири своей экспедицией поставил себя в ряд величайших полярников прошлого и настоящего. В то же время В. С. Корякин отметил: «Не изучение полярной природы занимало Пири, а совершенствование техники и организация маршрутов в экстремальных условиях Арктики. Природа, наука — это не для него…». Его одержимость славой и первенством во всём впервые проявилась на публике. Например, он заявил, что является изобретателем нарт с упряжными собаками и пионером их использования на Гренландском леднике, хотя впервые их использовали на арктическом льду эскимосы, а для исследования острова датчане — ещё в XVIII веке. Пири объявил об изобретении «системы Пири»: использование нескольких вспомогательных отрядов, прокладывающих путь и создающих продовольственные базы для небольшой по численности главной партии. Последняя шла по этому пути, сберегая свежие силы для последнего броска к конечной цели. Однако, как отмечал А. Ф. Трёшников, такую систему издревле использовали чукчи и эскимосы, а из европейских исследователей — Ф. П. Врангель и некоторые другие. Р. Пири также заявил, что «ввёл в первый раз и показал годность различных новых черт выдающейся ценности для полярных путешествий: выбор зимних квартир, употребление путемера, барометра и термографа». После окончания экспедиции наметилась и первая трещина в отношениях Кука и Пири. Ф. Кук по должности занимался полярной медициной и этнографией гренландских эскимосов и к концу экспедиции собрал весьма обширный научный материал, который Пири категорически запретил ему публиковать.

### Кризис 1892 года

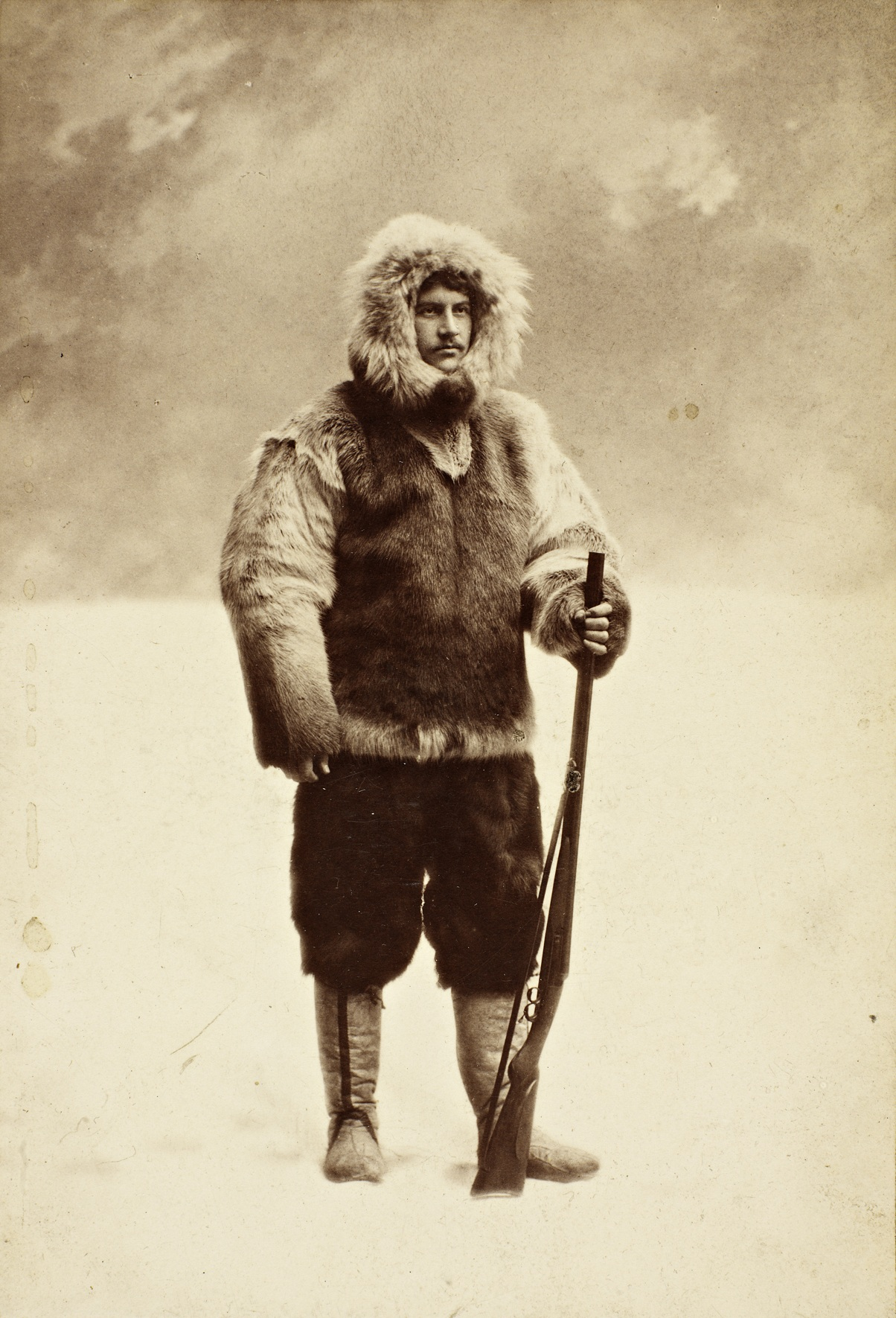
Эйвин Аструп в полярной одежде и с ружьём. Фото 1893 года

После возвращения Пири рассчитывал сразу же организовать ещё одну экспедицию. Главной её целью было дальнейшее исследование Гренландии как наиболее близкой к Северному полюсу суши. Пири спешил: на подготовку и отправление в 1892 году у него было всего 6 месяцев. Вместе с тем, успехи Пири вызвали раздражение на флоте: Роберт ходатайствовал перед министром военно-морских сил США Б. Трейси о предоставлении очередного отпуска, но получил резкий ответ, что не является военнослужащим, окончившим академию в Аннаполисе, не имеет военного чина, а звание «лейтенанта» является лишь аналогом для гражданского инженера-строителя. Р. Пири назначили инженером на верфь Норфолка. Одной из причин скорейшего снаряжения нового похода было и то, что достижения Роберта были скептически восприняты в Европе. Аструп опубликовал в Norsk Geografisk Tidsskrift доклад, в котором сообщал, что выводы Пири являются слишком поверхностными, а данных наблюдений недостаточно, чтобы судить о природе Северной Гренландии. Географические общества Германии и Франции заявили, что норвежцы являются лучшими полярниками, чем американцы, и также отказались рассматривать результаты экспедиции Пири. В этих условиях президент Американского географического общества генерал Вистар (в честь которого Пири назвал гору в Гренландии) нашёл возможность отменить распоряжение Трейси, и Роберту был предоставлен двухлетний отпуск. Пири зарабатывал на снаряжение экспедиции публичными лекциями: во время турне 1892 года он прочёл 168 лекций за 103 дня, заработав на этом 18 000 долларов.
Денег катастрофически не хватало: Пири рассчитал, что бюджет новой экспедиции должен был составить не менее 80 000 долларов. Это сказывалось как на его настроении (чтобы отправиться в срок, нужно было зарабатывать в день от 2000 до 3000 долларов, что было совершенно невозможно), так и на отношениях с Джозефиной. Супруги переживали явный кризис: по словам Р. Брайса, «Джо поняла, что как бы Берт ни любил её, свои амбиции он любил больше, и она была в его жизни второй после полярной одержимости мужа». Она отказалась участвовать в новой экспедиции и осталась дома на время турне. Пири в тот период изыскивал средства из любых источников. Профессор Ф. Патнэм из Музея Пибоди перечислил ему 1000 долларов в компенсацию за этнографические материалы из Гренландии, собранные Ф. Куком и выставленные на Колумбовой выставке. Кук, также рассчитывая отправиться в Арктику, предложил начальнику устроить отдельную передвижную выставку для зарабатывания денег на новую экспедицию. Пири планировал привлечь к новому походу и Аструпа, как представителя европейских географов.
В январе 1893 года Пири получил письмо от крупного предпринимателя Герберта Бриджмена, знакомого с Ф. Куком и заинтересованного в опубликовании его медицинских и этнографических исследований. Будучи владельцем газеты Brooklyn Standard Union, он оценил перспективы экспедиции в Арктику и был готов спонсировать предприятие. Удалось уговорить и Джозефину, несмотря на то, что к моменту отплытия она была на четвёртом месяце беременности. Однако вскоре из-за конфликта Кука и Пири доктор начал подготовку собственной экспедиции при поддержке Йельского университета .

### Неудачная экспедиция 1893—1895 годов

#### Первый год

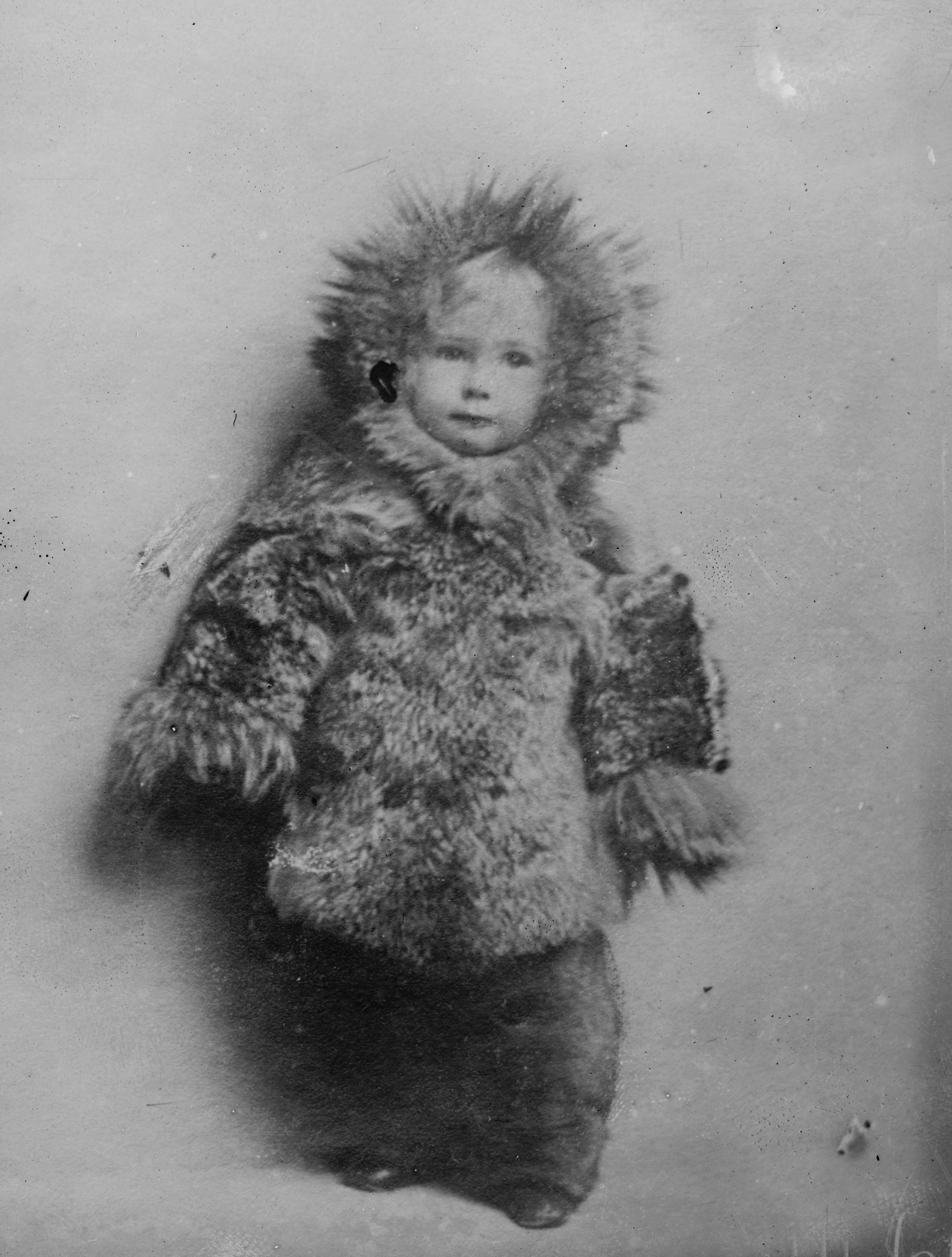
Мэри Пири в эскимосской одежде. Фото из книги Джозефины Пири «The Snow Baby» (1901)

Экспедиция планировалась весьма амбициозной, что отразилось на её составе и снаряжении. Зимовочный дом был снабжён портативной электростанцией, были взяты почтовые голуби и 8 мулов, а также два сенбернара. В команду, кроме самого Пири, Аструпа, Хенсона и Джозефины, включили медсестру и няньку Сьюзан Кросс, помощника командира Сэмьюэла Энтрикина, врача Эдвина Винсента, метеоролога Ивлина Болдуина, чучельника Джорджа Кларка, туриста Фрэнка Стокса (он был художником — учеником Томаса Икинса) и разнорабочих Джорджа Карра, Джеймса Дэвидсона, Хью Ли и Уолтера Суэйна. Это был существенный отход от проверенной в 1892 году тактики работы малой командой с минимальными ресурсами, но Пири был вынужден работать на публику и отчитываться перед спонсорами.
Экспедиционным судном был китобой «Фалкон». Отплыв из Филадельфии 26 июня 1893 года, команда высадилась в заливе Инглфилд 3 августа. Выяснилось, что прежний зимовочный дом Пири разрушен. Зимовочная база получила название Эннивёрсари-Лодж (Anniversary Lodge), её разместили во фьорде Бодойн; отличительной особенностью дома была стеклянная крыша, которая должна была обеспечивать естественное освещение. 20 августа судно отбыло, а 12 сентября 1893 года Джозефина родила дочь, названную Мэри. Местные эскимосы, поражённые цветом её кожи, прозвали девочку «Снежное дитя».
Экспедиция проходила очень тяжело, несмотря на отличное оснащение. 31 октября от берегового ледника отделился айсберг, вызвав опустошительную приливную волну. Почти все запасы топлива были смыты в залив Мелвилла, из-за чего пришлось отказаться от электрического освещения. Привезённые из США мулы оказались бесполезны, их забили на корм для собак. Выжившие во время полярной зимы почтовые голуби были тоже съедены эскимосскими собаками. Остеклённая крыша вызывала огромную потерю тепла, её пришлось запрессовать снегом и завалить ледяными блоками, насколько позволяла прочность рам и стропил. К марту 1894 года закончился уголь, после чего пришлось охотиться на моржей и жечь в печке их ворвань. Во внутренних помещениях базы поддерживалась температура около точки замерзания воды, по углам лёд намерзал слоем до дюйма толщиной.
6 марта 1894 года Пири отправился в поход на 12 санях, запряжённых 90 собаками. Команда включала 7 американцев и 5 эскимосов. Поход также оказался крайне неудачным: держались сильнейшие морозы, 14 марта Х. Ли отморозил ногу и был отправлен на базу, вдобавок оказалось, что пеммикан, поставленный экспедиции, оказался негодным, из-за чего отравился Аструп, возвратившийся на базу вместе с Ли. У ездовых собак из-за сильных морозов начались нервные припадки, которые эскимосы называли пиблокто (piblockto). 22 марта 1894 года началась сильнейшая метель, ветер со скоростью 45 миль в час привёл к падению температуры до −60 °С, при которой люди в течение 34 часов были вынуждены сидеть в палатках. Д. Дэвидсон и Кларк также оказались обмороженными, их отправили на базу с доктором Винсентом. Наконец, 10 апреля Пири решил повернуть на базу. Только 1 мая Аструп, вылечившись от кишечной инфекции, предпринял поход по побережью залива Мелвилл.

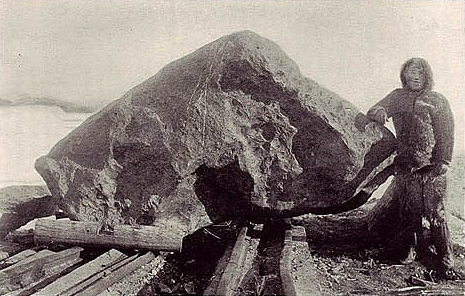
Пири у крупнейшего из обломков метеорита — «Палатки». Фото 1897 года

В мае Пири принял решение разыскать «Железную гору» о которой было известно из отчёта Джеймса Росса 1818 года, в свою очередь, основанного на рассказах эскимосов. Росс же впервые предположил, что речь идёт о гигантском метеорите. Пири предложил одному из эскимосских проводников — Паникпа — револьвер в качестве гонорара, и тот согласился провести Роберта и Хью Ли через залив Мелвилла. Однако вскоре Паникпа дезертировал, и Пири пришлось искать другого провожатого. Им оказался Таллакотеа, который заявил, что знает о громадном камне «Савиксоя». После долгих проволочек, 16 мая Пири обнаружил огромную железную глыбу, которую эскимосы именовали «Женщина» из-за отдалённого сходства формы с женской грудью. Пири выцарапал на его поверхности свой инициал и стал строить планы вывоза метеорита в Америку, поскольку небезосновательно полагал, что его продажа и выставка принесут большие средства и помогут спонсировать будущие экспедиции. 6 июня вся команда собралась в Эннивёрсари-Лодж. К тому времени ситуация в команде была близка к бунту, поскольку супруги Пири обитали в отдельных апартаментах, тратили много топлива и имели возможность мыться, в то время как остальная команда окончательно завшивела. Меню семьи Пири сильно отличалось от пищи остальных членов команды, сидящих на мясе моржей и сухарях.
В начале августа «Фалкон» вернулся, после чего Пири решил остаться на вторую зимовку вместе с Хенсоном и Ли, хотя Энтрикин и Кларк также предложили свои услуги. Пири отклонил это предложение, причины его стали известны после возвращения Джозефины в Филадельфию. Она привезла генералу Вистару письмо мужа с резкой критикой членов команды, на которых возлагалась вина за все осенние и весенние неудачи, а их возвращение описывалось как дезертирство. Э. Аструп в ответ, несмотря на запрет Пири, написал книгу о своих путешествиях по Гренландии. Там почти не упоминались трудности сезона 1894 года, зато немало критиковались методы навигационных исследований 1892 года и намекалось на неточность выводов начальника. Далее Аструп опубликовал в журнале Норвежского географического общества статью, в которой выражал сомнения по поводу гренландских открытий Пири — на его карте остров простирался далеко на север. Европейские географы (Шарль Рабо) сочли главным результатом экспедиции 1893—1894 годов работы Аструпа в Заливе Мелвилла. Аструпу и Рабо оппонировал принстонский профессор Уильям Либби-младший, который назвал ситуацию «заговором».

#### Второй год
Главной задачей Джозефины было набрать средств для эвакуации Роберта в 1895 году (на крайний случай он собирался пройти на собаках 700 миль к югу до датских колоний и вернуться с попутным пароходом). Стоимость фрахта составляла около 12 000 долларов, и нужно было спешить: в США хорошо помнили, во что вылилась вынужденная зимовка Грили. Джозефине удалось заинтересовать Гардинера Хаббарда из Национального географического общества и нью-йоркского филантропа Морриса Джесупа (сооснователя ИМКА и директора Музея естественной истории). Хотя в средствах ей было отказано, Джессуп убедил Джозефину обращаться в ряд учреждений за меньшими пожертвованиями, в результате Музей естественной истории, Бруклинский институт искусств и наук, Американское географическое общество, Боудинский колледж и Ньюпортское общество естественной истории перечислили ей по 1000 долларов каждое. Джозефине удалось договориться с импресарио Пондом, который организовывал Пири выступления; на своих публичных лекциях Джозефина преимущественно рассказывала о муже и собственном полярном опыте.

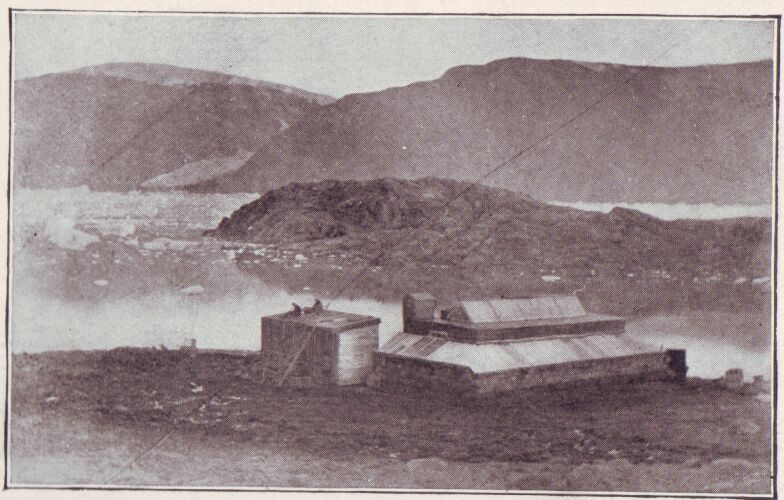
Экспедиционная база Пири в 1893—1895 годах. Хорошо видна стеклянная крыша

Осенью 1894 года Пири и Хенсон едва не погибли, пытаясь найти прошлогодний склад для санного путешествия. Все оставленные вехи были уничтожены зимними ураганами, а сами они едва не задохнулись в пурге под наметённым снегом, слой которого достиг трёхметровой высоты. Зима прошла в очень тяжёлых условиях: не хватало топлива и керосина для освещения, в письме к Джозефине Пири сравнивал свою каюту с могилой. 1 апреля 1895 года Пири, Ли, Хенсон и шесть эскимосов на 65 собаках выступили к Индепенденс-фьорду. Питались они исключительно моржовым и оленьим мясом, добытым на охоте, а для приготовления пищи использовали спирт вместо керосина. Эскимосы повернули, когда Пири не удалось отыскать промежуточного склада, устроенного в 128 милях от базы. Трём путешественникам удалось достигнуть цели, но у них полностью закончились припасы. Ли находился в критическом состоянии, после чего Пири и Хенсон бросили всё и занялись отстрелом мускусных быков, парное мясо которых ели сырым. Это привело к расстройству пищеварения, от которого особенно страдал Ли. Мясом овцебыков удалось откормить собак, которые стали основным продовольственным ресурсом на обратном пути. Путешественники вернулись в Эннивёрсари-Лодж 25 июня 1895 года с единственной собакой, которая была слишком слаба, чтобы можно было запрячь её в нарты. Судя по дневниковым записям Х. Ли, у Пири развилась тяжёлая депрессия, в пути он явно рассчитывал упасть в ледниковую трещину, а на базе испытал тяжёлый нервный срыв и даже утверждал, что Хенсон пытался его отравить.
Когда прибыл «Кайт», Пири настоял, чтобы на борт были погружены два меньших из обломков метеорита («Женщина» и «Собака»), которые позволили бы оправдать для публики отсутствие результатов обоих сезонов экспедиции. Депрессия его не проходила, журналисты, встречавшие его дома, даже предполагали, что он больше никогда не отправится на Север.

### Летние поездки 1896—1897 годов

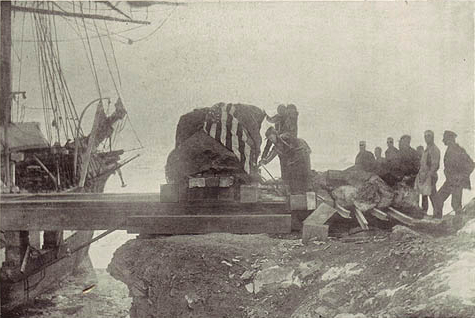
Погрузка метеорита «Анигито» на борт парохода «Хоуп». Фото 1897 года

После возвращения Пири публично заявил, что перенесённые им испытания означают, что для покорения Северного полюса требуется более молодой человек, чем он сам. По словам Р. Брайса, Пири, казалось, полностью отказался от своих полярных планов ещё и на фоне двух арктических сенсаций 1896 года: успешного возвращения Нансена из трёхлетней экспедиции в Северный ледовитый океан и проекта шведского инженера С. Андре о достижении полюса на воздушном шаре.
Тем не менее, нуждаясь в деньгах, Пири в 1896 и 1897 годах организовал две летние поездки к мысу Йорк, чтобы вывезти самые большие обломки метеорита, за которые Музей естественной истории после долгого торга заплатил ему 40 000 долларов. Метеорит «Палатка» имел массу около 40 тонн, — он в 10 раз превышал по объёму метеориты, вывезенные в 1895 году. Гигантскую железную глыбу удалось сдвинуть с места и даже подтащить к самому берегу, но сильная непогода помешала переместить её на борт. Поскольку Пири уже тогда критиковали в американской прессе, небезосновательно подозревая, что он лишает эскимосов источника металла, в своей книге об экспедиции он особо подчёркивал, что эскимосы принимали участие в вывозе обломков наравне с американскими моряками и не выказывали недовольства. Он писал в отчёте, что эскимосы не меньше, чем сам Пири, были разочарованы тем, что не удалось загрузить метеорит на корабль.
В следующем году пришлось рискнуть и пришвартовать пароход «Хоуп» вплотную к берегу Метеоритного острова, рискуя разбить корабль о скалы, если разразится шторм. Для доставки груза на берег и его погрузки на борт были использованы рельсы со шпалами и сложные гидравлические подъёмники, привезённые с собой из Нью-Йорка. Когда глыба опустилась на палубу, четырёхлетняя дочь Пири — Мэри — разбила о неё бутылку вина и воскликнула не имеющую значения фразу «а-ни-ги-то!». С тех пор название «Анигито» прочно закрепилось за глыбой, став более популярным, чем эскимосское «Палатка»; это же прозвище использовалось как второе имя Мэри Пири. Помимо погрузки, сложности вызвала доставка метеорита в США, поскольку глыбу неправильной формы следовало надёжно закрепить в трюме, чтобы она не нарушила центровки. Метеорит обладал магнитными свойствами, поэтому огромные трудности вызвала навигация на обратном пути из Арктики: все судовые компасы указывали на «Палатку», а не на магнитный полюс.
Метеорит был выгружен на берег 2 октября 1897 года, и хранился на территории Бруклинской верфи до 1906 года. Только тогда он был перевезён в Музей естественной истории, для этой операции понадобились 28 лошадей. Кроме самого метеорита, Пири привёз в Нью-Йорк пятерых или шестерых эскимосов, которых также демонстрировали в музее, но они быстро скончались от пневмонии — их поселили в душном и влажном подвале. Их тела и скелеты пополнили музейную коллекцию.

### «Арктический клуб Пири»

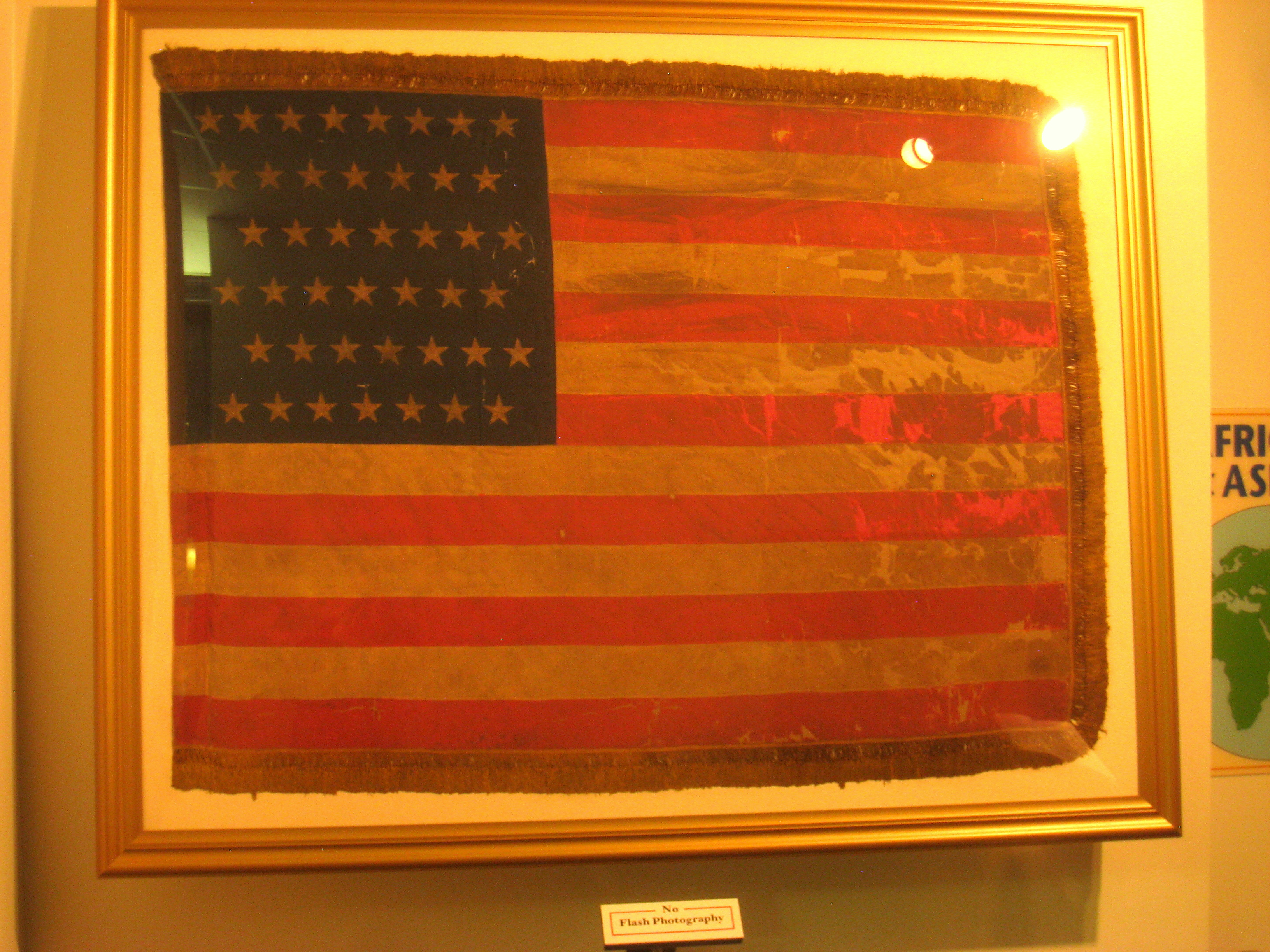
Флаг США, которым пользовался Пири в Гренландской экспедиции 1890—1891 годов (в синем крыже — 43 звезды). Экспонируется в Филадельфийской академии естественных наук

В 1897 году Пири решился вернуться в Гренландию, цель своего нового предприятия он сформулировал как «достижение крайней северной широты Западного полушария». Попытка получить государственное финансирование провалилась из-за принципиальной разницы в отношении Арктики у Великобритании и США. Британцы ещё с начала XIX века готовили специалистов своего ВМФ в экстремальных условиях, и полярные экспедиции часто имели государственную поддержку. После катастрофы с экспедицией Франклина и неудачной экспедиции Нэрса ВМС США попытались начать исследования Арктики, но после провальной экспедиции А. Грили правительство США исключило арктические регионы из списка национальных приоритетов. Военно-морские силы США в те времена были невелики, и руководство не собиралось рисковать судами и людьми. Пири мог рассчитывать только на частную поддержку; единственным его преимуществом было то, что из-за истребления китообразных в Северной Атлантике к 1890-м годам образовался большой рынок простаивающих китобойных судов с опытными экипажами, которые отлично подходили для работы в условиях Крайнего Севера. Однако Роберт Пири вновь оказывался в обстановке цейтнота, имея менее полугода для изыскания средств и отправки команды в Гренландию.
Пири в 1897 году изменил свою маркетинговую стратегию: доставка гигантского метеорита для общественного мнения США была грандиозным успехом, который полностью скрыл неспособность Роберта решить поставленные им самим задачи. Планами Пири стали больше интересоваться в американских университетах, и он отказался от поиска отдельных спонсоров, решив сформировать организацию богатых и влиятельных людей, которые имели возможность влиять на правительственные учреждения и общество. В первую очередь его поддержал Морис Джесуп, музею которого достался метеорит «Кейп-Йорк», он был заинтересован в поставках предметов искусства и быта эскимосов, а также других ценных арктических ресурсов, особенно мехов, моржовой и нарваловой кости. Всё это было изложено им в письме к Пири от 14 января 1897 года. В своём ответе лейтенант Пири прямо указывал, что будет присваивать найденным географическим объектам имена своих благодетелей, «поскольку ни один человек не сможет получить более королевского по масштабам, и, вдобавок, нетленного памятника, нежели его имя, навсегда вписанное среди скал и льдов». Так родилась идея «Арктического клуба Пири»; юридически он был оформлен уже после его отъезда в 1898 году, а первым его президентом стал Морис Джесуп. Членские взносы составляли 1000 долларов в год — весьма значительную по тем временам сумму. Ещё в 1896 году Американское географическое общество учредило Медаль Каллума, спонсоры добились, что первым награждённым ею стал именно Пири. В своей речи он прямо заявил слушателям, что его главной целью отныне является Северный полюс. В декабре 1897 года Пири впервые посетил Великобританию и был удостоен Почётной медали Королевского географического общества. В Лондоне его главным покровителем стал газетный магнат Альфред Хармсворт, который уже финансировал экспедицию на Землю Франца-Иосифа. Хармсворт предоставил в его распоряжение яхту «Виндворд» в качестве экспедиционного судна, и даже пообещал его отремонтировать и переоснастить новым двигателем. Однако, когда Пири вернулся в США, начальство категорически отказало ему в отпуске для новой экспедиции, и направило на строительство в Калифорнию. Благодаря одному из покровителей — Чарльзу Муру — Пири добрался до президента Мак-Кинли, после чего получил освобождение от службы и длительный отпуск.

## Четыре года на острове Элсмир: 1898—1902

### Пири и Свердруп

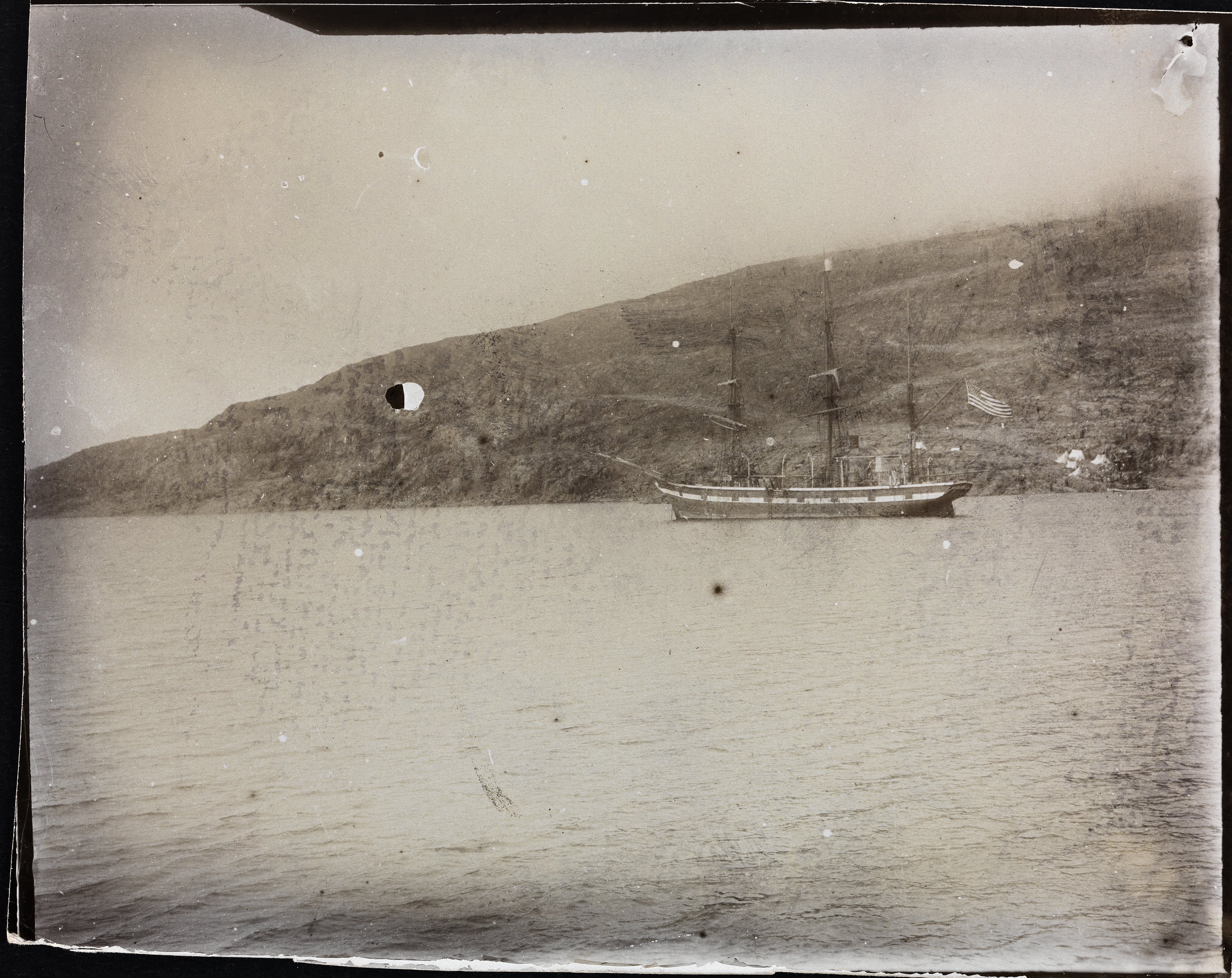
Судно экспедиции Пири «Виндворд» в Западной Гренландии. Снимок сделан с борта «Фрама», август 1899 года

Пири был вынужден спешить ещё и потому, что осенью 1897 года было объявлено о новой норвежской полярной экспедиции на знаменитом «Фраме», целью которой тоже была Гренландия. Пири лично написал её главе Отто Свердрупу, что американцы уже «застолбили дорогу к полюсу», а планы норвежцев освещались прессой США в крайне негативном ключе. В газетах Свердрупа даже называли «узурпатором» и обвиняли в нарушении неписаных джентльменских соглашений: якобы норвежцы, используя методы и опыт Пири, посягнули на область его исследований и будут отнимать ресурсы — эскимосов и ездовых собак. Вскоре в Америку прибыл «Windward», который оказался слишком мал для планов Пири; вдобавок, судно не удалось отремонтировать из-за забастовки на британских верфях. Но менять что-либо было уже поздно. Командование судном было поручено опытному арктическому капитану Джону Бартлетту, с которым Пири был знаком с 1894 года, когда он эвакуировал Джозефину и Мэри из Арктики. В дальнейшем Пири постоянно пользовался услугами этого ньюфаундлендского семейства арктических промысловиков.
Свердруп ответил Пири, что полюс его не интересует, а норвежцы собирались подробно исследовать северные побережья Гренландии и острова Элсмир и проследовать по архипелагам возможно западнее. Пири не поверил и спрашивал у Свердрупа, для чего требовалось дублировать его собственные работы. В частной переписке Пири не скрывал раздражения и в одном из писем к Джесупу прямо назвал Свердрупа «беспринципным» и обвинил в попытке «присвоить мой маршрут, мои планы и мои цели». 7 июля 1898 года, оставив беременную Джозефину, Пири рейсовым пароходом отбыл в Сидни, куда должен был прийти и «Виндворд». Он торопился до такой степени, что отказался от захода в датские колонии на юго-западном берегу Гренландии, в дневнике Пири откровенно писал, что владеет Северной Гренландией по праву первооткрывателя и она навсегда связана с его именем. На этот раз его сопровождали всего двое спутников — бессменный М. Хенсон и врач Томас Дедрик.

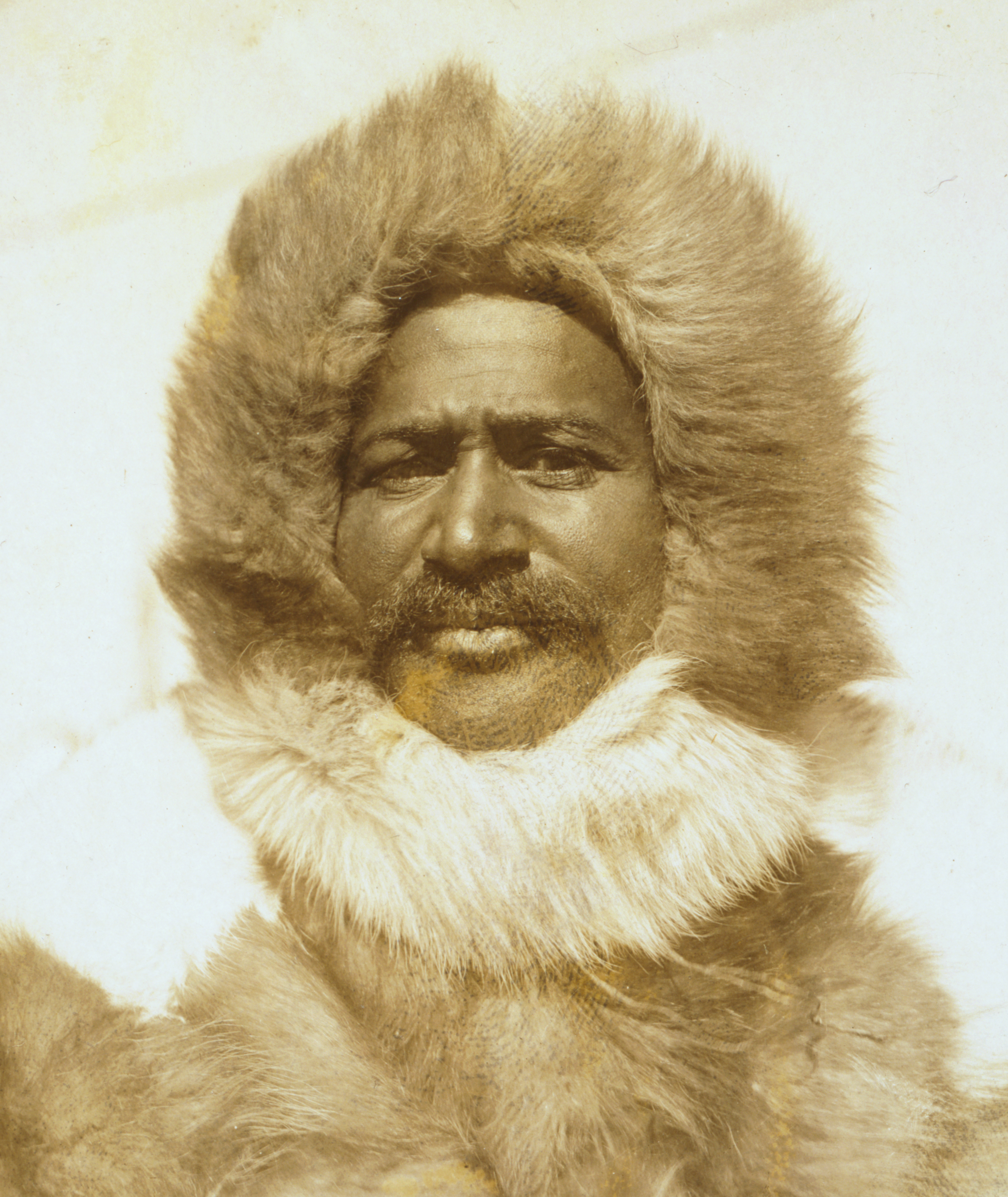
Мэтью Хенсон в полярной одежде эскимосского образца

13 августа Пири прибыл в пролив Смита, но ледовые условия не позволяли «Виндворду» с его 75-сильной паровой машиной пробиться сквозь заторы: достигнув Залива Принцессы Марии, корабль встал. Пришлось высаживаться на мысе Дюрвиля в заливе Алман на острове Элсмир (79° с. ш., 30' з. д.) в 250 милях южнее зимовки Грили в Форт-Конгере. Расположившись (зимовье возвели из упаковочных ящиков), Пири начал разведочные экскурсии с проводниками-эскимосами, которых забрали на вспомогательном судне «Хоуп» из Эта́. 6 октября, достигнув одного из фьордов, Пири неожиданно наткнулся на своих норвежских конкурентов — это был капитан Свердруп и сопровождавший его зоолог Эдвард Бай; они обустраивали лагерь для охоты на овцебыков. Норвежцы завтракали и варили кофе, когда на них вышел Пири с проводником на нартах, запряжённых восьмёркой собак. Пири был настолько обескуражен, что пренебрёг элементарной вежливостью, отказался от горячей пищи и кофе и поспешно ретировался. Он ни слова не написал об этом ни в дневнике, ни в опубликованных отчётах экспедиции, об этой встрече известно только из весьма благожелательных свидетельств Свердрупа в его книге «Новая земля». Страх, что Свердруп перебазируется в Форт-Конгер, вынудил Пири на отчаянный шаг: вместе с Хенсоном, Дедриком и четырьмя эскимосами он выступил на север в полярную ночь. При свете керосиновых фонарей и лунном свете (когда это было возможно) команда в буквальном смысле на ощупь продвигалась вдоль побережья. Морозы в ту зиму держались постоянно ниже −50 °С, в результате двое эскимосов со своими упряжками отказались двигаться дальше и закопались в снег, чтобы переждать самый экстремальный холод. Пири настоял на своём, и 6 января 1899 года они наткнулись на остатки зимовья Грили, брошенного 16 лет назад. Физическое состояние Пири было критическим: его правая рука не действовала и причиняла сильную боль, он также совершенно не чувствовал ног. При осмотре доктор Дедрик установил, что начальник сильно обморозился, обувь с него пришлось срезать. Когда удалось восстановить кровообращение, Пири испытывал такие боли, что не мог передвигаться, его посадили на нарты. Когда занялась заря после полярной ночи, экспедиционеры воспользовались попутным ветром, и вернулись на базу, преодолев 250 миль за 11 дней. Там Дедрику пришлось ампутировать Пири семь пальцев на ногах. Моральные страдания Пири усугубились визитом старшего помощника норвежцев — Виктора Бауманна, который предложил американцам перейти на «Фрам», на котором их доставят так далеко на север, как позволят ледовые условия. Пири ничего не хотел слушать и заявил Бауманну, что норвежцам придётся смириться с его первенством; он также подозревал, что они хотели вызнать его планы.

### Кризис 1900 года

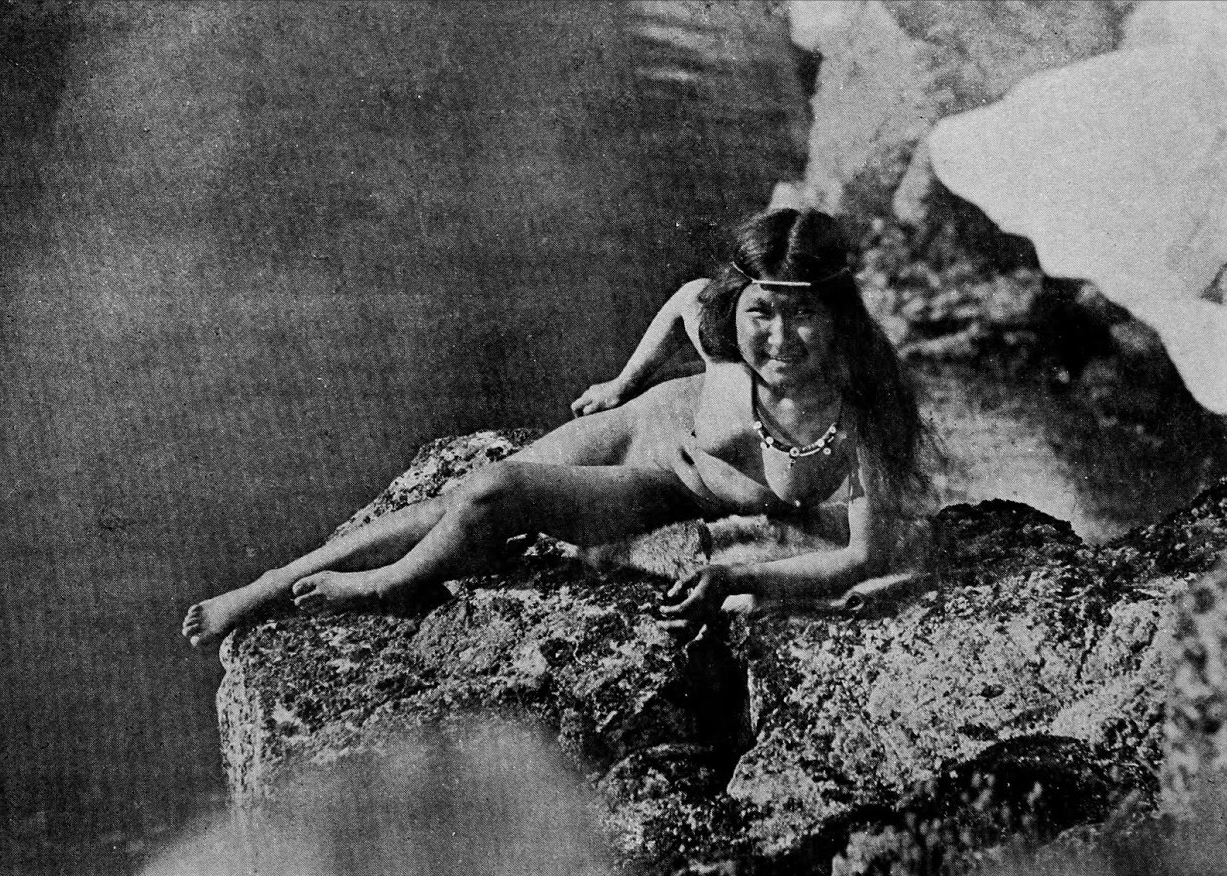
«Mother of the seals». Фото Р. Пири, 1898

Полярным летом 1899 года к Пири прибыл китобой «Диана», снаряжённый Арктическим клубом; командовал им Сэм Бартлетт, на борту находился и Герберт Бриджмен. Пири передал ему некоторые вещи и документы Грили, найденные в Форт-Конгере. Бриджмен был сильно озабочен его состоянием и предложил эвакуироваться, однако Роберт заявил, что вернётся только когда достигнет полюса или когда истечёт срок его отпуска. В его отсутствие Джозефина родила вторую дочь, названную Фрэнсин, но 7 августа 1899 года она внезапно умерла от кишечной инфекции в возрасте 7 месяцев. Пири узнал об этом в 1900 году, когда Джозефина и дочь Мэри прибыли к нему вместе с капитаном Сэмом Бартлеттом. Визит супруги привёл к большому скандалу: на зимовке Пири сошёлся с эскимосской женщиной по имени Аллакасингва, у которой был двухлетний сын от путешественника. Р. Брайс писал, что Джозефина могла узнать о её существовании из первого тома книги «По большому льду», вышедшей в 1898 году, где Аллакасингва была запечатлена обнажённой на фотографии под названием «Мать тюленей: эскимосская легенда». Особое возмущение Джозефины, на фоне недавней потери ребёнка вызвало то, что её муж связался с «существом, которое едва ли можно назвать человеком». Тем не менее, когда Аллакасингва тяжело заболела, Джозефина выхаживала её и даже настояла, что её соплеменники не удавят ребёнка в случае её смерти, — таков был эскимосский обычай по отношению к сиротам, которым не исполнилось трёх лет. Джозефина решила вернуться домой на «Виндворде», но зима наступила раньше обычного, и судно оказалось блокировано. Зиму 1900—1901 годов супруги Пири провели в Арктике на расстоянии 250 миль друг от друга. Роберт узнал об этом только 30 апреля 1901 года, когда нарочные-эскимосы доставили почту, в том числе и письмо Джо; она ещё оставалась на месте зимовки. Отсутствие всей семьи Пири вызвало в Арктическом клубе состояние, близкое к панике, и Бриджмен, избранный секретарём, настоял на отправке спасательной экспедиции. Он принял решение нанять Фредерика Кука и отправить его на пароходе «Эрик», с ним пошли сам Бриджмен, Кларенс Викофф — сын директора компании «Ремингтон», и другие члены клуба. Команда отправилась в Арктику 14 июля 1901 года; плавание с самого начала оказалось тяжёлым — перед выходом дезертировали трое матросов и кок, дальше начались сильнейшие штормы.
28 июля «Эрик» прибыл на остров Диско, где спасатели узнали, что миссис Пири благополучно прибыла в Упернавик, о местонахождении самого Роберта не было известно ничего. Залив Мелвилл был забит плавучим льдом, и тогда капитан Блейкни воспользовался крайне рискованным приёмом, разработанным китобоями: судно провели по трещинам, образующимся на стыке берегового припая и паковых льдов. Дальше пришлось прибегнуть к взрывчатке, но всё-таки «Эрик» дошёл до мыса Йорк 2 августа. Местные эскимосы были в курсе, что Джозефина и Мэри-Анигито хорошо перенесли зиму, но о самом Пири они тоже ничего не знали. Наконец, 4 августа американцы добрались до Анноатока, где встретились с Джозефиной и Мэри Пири. Вскоре удалось достигнуть Пайер-Харбора, где, наконец, спасательная партия встретила Роберта Пири.

### Первая попытка достигнуть полюса

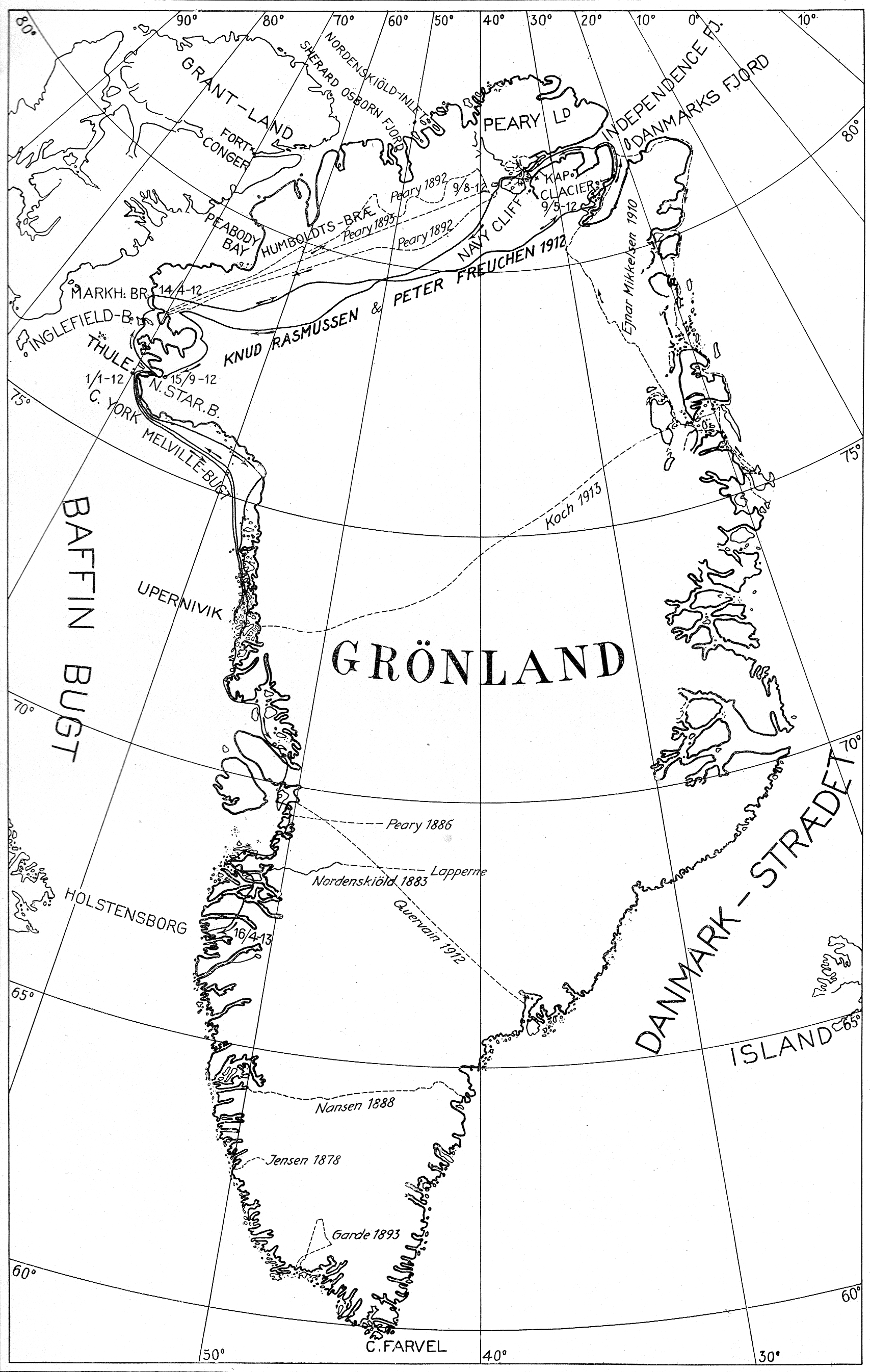
Карта, демонстрирующая маршруты исследователей Гренландии до 1913 года. Составлена Кнудом Расмуссеном

Бриджмен и Кук узнали, что в 1900 году, оправившись от ран, Пири попытался достигнуть северного побережья Гренландии. В мае он открыл самую северную точку острова — Мыс Джесуп (83° 39' с. ш.) и даже попытался пойти ещё дальше, но быстро понял ошибку — началось таяние морского льда. За неделю Пири прошёл всего 22 мили, достиг точки 83° 50' с. ш. и повернул обратно. В сезон 1901 года ему вообще не удалось дойти до побережья, возможно, из-за конфликта с Дедриком. Когда до них добрались Бриджмен и Кук, Роберт демонстрировал решимость, граничащую с одержимостью. Кук подверг Пири медицинскому обследованию и нашёл, что полярник крайне истощён, страдает тахикардией и офтальмией, а культи недостаточно зажили и пострадали от мороза, врач вообще считал, что Пири никогда не сможет ходить на лыжах или снегоступах. По-видимому, начиналась у него и цинга, Кук заставлял для её лечения есть парное мясо и печень в сыром виде. Фредерик Кук и Джозефина настаивали на возвращении Роберта домой; но он категорически отказался, потребовав, чтобы судовая команда помогла запасти побольше мяса на зиму. В результате Дедрик дезертировал, но отказался возвращаться на «Эрике». Кук также отказался занять его место «из этических соображений», сам же Пири заявил, что повторяется история с Вергоевым (Роберт полагал, что геолог в 1894 году собирался поселиться среди эскимосов).
На зимовку в 1902 году вместо Дедрика остался стюард «Виндворда» Чарльз Перси. Бриджмен, видя упрямство Пири, вынужден был выразить уверенность в большом успехе в будущем сезоне, смирилась и Джозефина. Вернувшись домой, она опубликовала книгу «Снежное дитя» (The Snow Baby), и собиралась летом ехать обратно в Арктику, чтобы забрать Роберта. Однако в разгар приготовлений Пири прибыл в Сидни. Оказалось, что 6 марта 1902 года он вместе с Хенсоном и четырьмя эскимосами попытался выступить в поход на Северный полюс. Дойдя до Форт-Конгера, они проследовали по побережью до мыса Гекла и смогли 21 апреля достигнуть 84° 17' с. ш. Далее путь им преградила полоса воды, свободной ото льда — Великая полынья, которая наблюдалась и в последующие годы. Пири прошёл на 27 морских миль больше, чем во время попытки 1900 года, но в том же году стало известно, что Умберто Каньи из экспедиции герцога Абруццкого достиг 86° 34' с. ш., что на 137 миль превышало результаты Роберта.

### Результаты и последствия
Бриджмен предпринял грандиозные пропагандистские усилия, чтобы оправдать четырёхлетнее пребывание Пири в Арктике. Было объявлено, что полярник привёз огромное количество документов и «реликвий», оставшихся от экспедиции Грили, и при этом опроверг слухи, что члены команды Грили якобы от голода скатились к каннибализму. Пири рекламировался и как первый среди американцев, достигший столь высоких широт. Сам Роберт Пири был подавлен и в первых письмах к жене из Сидни писал, что на острове Элсмир «проиграл», что особенно контрастировало с его гренландскими успехами. Его мучили страхи, что спонсоры привлекут его к ответу, а публика назовёт «пустышкой», и он даже заявлял, что его 16-летняя мечта разбита вдребезги. Его подавленность только усилилась, когда было объявлено о возвращении в том же 1902 году экспедиции Свердрупа. Норвежцы подробно обследовали территорию в 260 тыс. км² — больше, чем в какой-либо предшествующей экспедиции, картографировали 1750 миль побережий. Людьми Свердрупа было совершено 15 санных походов суммарной продолжительностью 762 дня, пройдено 17 515 км, не считая экскурсий от 25 до 400 км на срок до одного месяца. Во время чествования в Королевском географическом обществе его бессменный глава Клементс Маркем заявил, что результаты Свердрупа превзошли всё, что было сделано Кейном, Хейсом, Холлом, Грили и Болдуином — имя Пири было демонстративно опущено в этом ряду.
Современные исследовали называют в числе крупнейших достижений Пири в 1890-е годы пополнение коллекций американских музеев, в первую очередь — Музея естественной истории. Последний был вынужден расширить своё выставочное пространство на 100 000 квадратных футов (более 9000 м².), открыть новое — восточное — крыло и два выставочных зала в отделе птиц и млекопитающих.
Осенью 1902 года Пири была сделана операция на обеих ступнях, что позволило ему полноценно ходить. В ноябре он выступил перед Американским географическим обществом с докладом о четырёх годах, проведённых на Севере, хотя реальное его содержание было невелико — основной акцент был сделан на открытиях 1900 года на побережье Гренландии. Все обнаруженные им мысы, заливы, фьорды и ледники получили название в честь членов Арктического клуба Пири, а их масштаб был привязан к размеру сделанных пожертвований. Несмотря на сомнения Г. Бриджмена, Пири выступил и на заседании Национального географического общества. Этот доклад свидетельствовал, что Пири излечился от депрессии и вновь вернулся к былой амбициозности: он заявил, что покорение Северного полюса является величайшим из географических «призов» после открытия Колумба, а гонка за него — самое захватывающее из состязаний на Земле. «Можем ли мы позволить кому-нибудь другому выиграть этот приз?».

## На подступах к главной цели (1902—1908)

### Подготовка

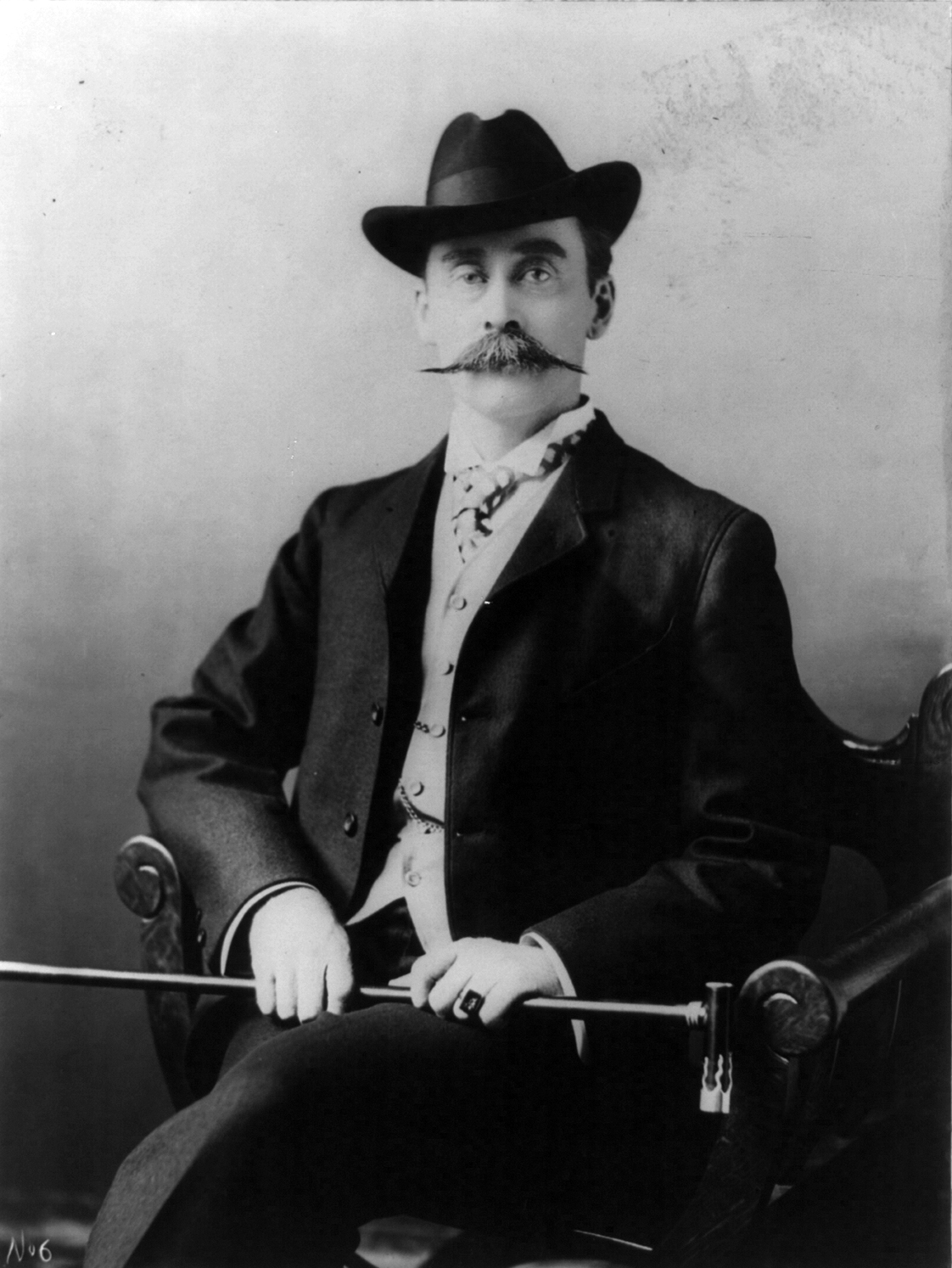
Пири в техасском костюме. 1903

Экспедиция 1898—1902 годов показала невозможность использования китобойных судов или переоборудованных яхт (наподобие «Виндворда») в новых планах Пири. Путешественнику требовалось специальное судно, способное служить надёжной и удобной зимовочной базой и одновременно обеспечить проход в высокие широты и успешное возвращение. На реализацию этой идеи потребовалось около 8 лет. Командиром ещё не построенного корабля был заранее определён Роберт Бартлетт — представитель промыслового семейства из Ньюфаундленда, опытный арктический навигатор. Работая с Пири в 1898—1902 годах, он заявил своему семейству, что намерен дальнейшую карьеру связать с планами Пири. Сам Пири в докладе Американскому географическому обществу был предельно конкретен:

«Завоевание Северного полюса, полное определение [северных] границ Гренландии и Полярного Архипелага, а также устранение из наших карт неизвестной области между 84-й параллелью и полюсом, что имеет важное географическое значение. Эта работа может быть выполнена без риска для жизни или здоровья при сравнительно небольших затратах».
Для финансирования предприятия Пири был готов идти на любые ухищрения — вплоть до продажи провинциальным музеям и зоопаркам чучел и шкур экзотических зверей (Музею Карнеги в Филадельфии он продал три моржовые шкуры за 250 долларов) или поставок живых животных. Пири ввёл в Новой Англии моду на ездовых собак; эскимосские лайки экспедиции Пири послужили моделями для художника Пола Брэнсома, который иллюстрировал Джека Лондона. Влиятельным союзником Пири в американском университетском сообществе стал этнограф Франц Боас, отчасти он и Пири способствовали распространению «моды» на первобытные культуры. Впрочем, ситуация в 1902 году складывалась не в пользу Пири: Хенсон уволился и перешёл работать на нью-йоркскую железную дорогу, Бартлетт неожиданно вернулся на Ньюфаундленд, а жертвователи Арктического клуба стали отказываться от членства, считая Северный полюс неактуальным объектом для инвестиций. В их числе были лица, побывавшие в Арктике и на практике увидевшие методы работы Пири. Однако Джесуп и Бриджмен были готовы ставить на Пири и дальше и даже анонсировали увеличение числа жертвователей клуба до 50 (по 1000 долларов взносов с каждого).
Психическое состояние Пири оставалось нестабильным, Джесупу и Бриджмену приходилось скрывать от него негативные новости. Он был мрачен и подвержен резким сменам настроения, в его письмах жене и матери вновь появились упоминания того, что он слишком стар для масштабов задуманного предприятия и должен от него отказаться. По мнению У. Герберта, только преданность Джозефины позволила Роберту в очередной раз восстановиться. Имея 12-летний опыт пребывания в Арктике, он настаивал на прежнем плане — необходимо через пролив Смита достигнуть самой северной точки Западного полушария на суше и оттуда выступать на собачьих упряжках к полюсу. Таким образом, вопрос об экспедиционном судне становился первостепенным. С политической точки зрения данный вопрос также работал на имидж Пири, поскольку «Виндворд» был подарком английского медиа-магната. Американская исследовательница К. Лэнкфорд утверждает, что Пири был единственным путешественником в США, который действительно мог реализовать задачу достижения полюса. С 1890 года он накопил достаточный опыт, полностью усвоил методы выживания и передвижения эскимосов, но и сам отличался прекрасными организаторскими способностями и за годы путешествий не потерял ни одного человека от травм и болезней (исключая случай с Вергоевым). Поэтому нежелание потенциальных спонсоров финансировать его воспринималось Пири крайне болезненно. В результате он вновь вернулся к обычному состоянию лихорадочной спешки, рассчитывая отправиться уже в 1903 году. На Пири работала ситуация «арктической гонки», в которую были вовлечены самые разные европейские державы, включая Италию. Герцог Абруццский (Роберт в своих письмах именовал его Abuzzis) публично заявил, что только маршрут Пири является наиболее удобным для достижения полюса, и анонсировал новый поход — уже из Западного полушария. Пири воспользовался этим заявлением, чтобы обрушиться на спонсоров и правительство за то, что Соединённые Штаты готовы отказаться от полярных амбиций. Пока шло ожидание, он зарабатывал лекциями. Пири и здесь проявил практичность: он старался выбирать наиболее обеспеченную аудиторию, в свою очередь, организаторы готовы были платить ему по 100 долларов за выступление. Однако Джесупу он писал, что его выступления не вызывают того интереса, который был ещё десять лет назад. Выходом стал не поиск индивидуальных спонсоров, а разворачивание общенациональной кампании. На Пири работал успех журнала National Geographic: опубликованные там фотографии из Арктики существенно подняли тиражи; даже бюллетень Американского географического общества стал выпускаться ежемесячно, а не пять раз в год, как раньше. Тем не менее, монополию Пири сохранить не удалось: в 1903 году Национальное географическое общество поддержало полярную экспедицию Циглера, причём в программу были включены научные исследования, заказанные Геологической службой США.

### Мероприятия в Сент-Луисе

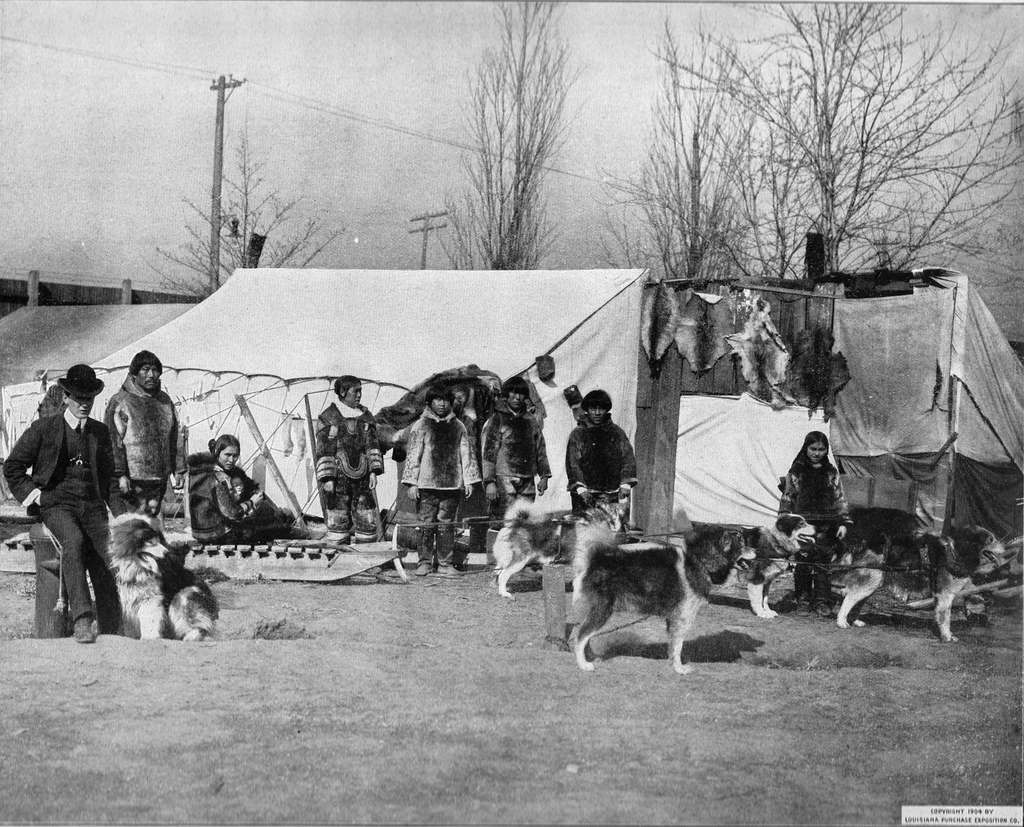
«Эскимосская деревня» — экспонат Всемирной выставки в Сент-Луисе, 1904

В конце 1903 года Пири решил использовать в своих целях Восьмой международный географический конгресс, который в 1904 году должен был пройти в США. К тому времени всё ещё не были определены место и время его проведения, хотя Америку выбрали на предыдущем конгрессе в Берлине в 1900 году; Пири рассчитывал стать на нём «главным игроком» (по выражению К. Лэнкфорд). Роберт немедленно взялся бомбардировать редакции ведущих газет письмами с призывом откликнуться на его план, чтобы США получили первенство не только на конгрессе, но и в географических достижениях. На его имидж работала также книга эскимосских сказок и легенд, изданная под именем дочери — Мэри Анигито Пири. В своих обращениях Пири показал свой профессионализм как организатора и пропагандиста, так и аналитика. Так, в письме в газету St. Louis Post он заявил, что если организация арктических экспедиций будет оставаться на прежнем уровне, Южный полюс будет покорён раньше, ибо с технической точки зрения является более лёгкой целью. Во время организации конгресса возник скандал: кандидатура года лоббировалась на пост главы американской делегации, но профессор У. Макги, председатель оргкомитета, предложил это место А. Грили, что страшно оскорбило Пири с его эгоцентризмом. В конце концов открытым голосованием в марте 1904 года председателем американской делегации был избран Пири. Благодаря этому федеральное правительство предоставило ему очередной отпуск по службе, что Роберт в прессе объявил государственной поддержкой его полярных планов. Однако реальные деньги были у частных спонсоров, и Пири обратился к Карнеги. Тогда же до США дошли первые известия о катастрофических результатах экспедиции Циглера. Пири никогда не пытался использовать эти сведения для рекламы своего предприятия, а в своих обращениях к публике и спонсорам писал о значимости освоения Арктики как национальной задаче. Призывы возымели действие: Бриджмену и Джесупу удалось возродить Арктический клуб Пири, а начальство ещё в апреле 1902 года присвоило ему звание коммандера.
Одновременно с географическим конгрессом в Сент-Луисе проходила и Всемирная выставка, на которой Пири заведовал этнографическим отделом. Заседания конгресса продолжались две недели. В своём докладе Пири подчёркивал, что «более не существует объектов для пионерских географических открытий, за исключением Северного и Южного полюсов», и не скрывал, что приоритет должен быть отдан северной верхушке планеты. Конгресс опубликовал несколько резолюций, в одной из которых говорилось, что «Арктика представляет больший интерес для жителей Северной Америки». После окончания конгресса, Пири обратился в свою альма-матер — Боудинский колледж, причём в прочитанных им лекциях говорил не только о географии, но и — будучи инженером — о конструкции экспедиционного судна.

### «Рузвельт»

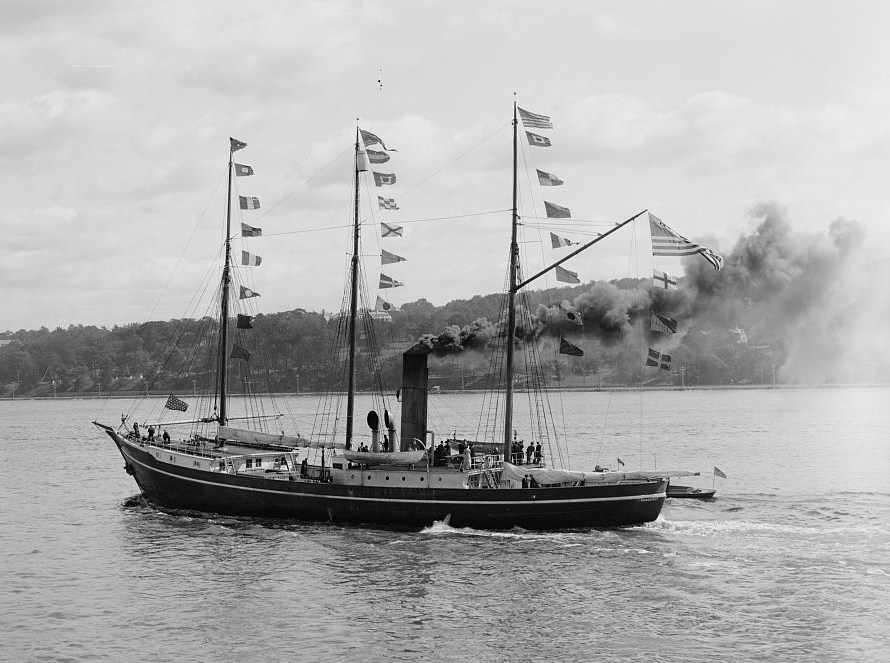
«Рузвельт» на реке Гудзон в 1909 году

С 1904 года важнейшей задачей для Пири было строительство экспедиционного судна. Первоначально он пытался приобрести «Гаусс» — немецкое судно, специально построенное для полярных исследований и участвовавшее в экспедиции в Антарктиду. Арктический клуб (тогда в нём было 8 членов) мог обеспечить только 35 000 долларов, что было достаточно для приобретения списанного китобойца, но не «Гаусса». Сам Пири оценивал бюджет новой экспедиции не менее чем в 150 000 долларов. Ему приходилось убеждать спонсоров самыми разными путями: например, он публично отказался от жалованья и гонораров, а также заявил, что эскимосы и собаки — важнейшее средство достижения полюса — не будут стоить вообще ничего. В поисках финансирования Пири обратился даже к масонам, точнее, Великому мастеру Нью-Йорка Эгберту Крендаллу, и предложил ему вступить в Арктический клуб. В итоге сам Пири был принят в ложу «Кэйн» № 454, а Крендалл не просто вступил в клуб, но и отдал распоряжение всем «братьям» участвовать финансами в предприятии Пири. Правительство в Вашингтоне также обеспечило моральную поддержку экспедиции, о чём Пири писал Джесупу: «ещё шесть лет назад такое было бы совершенно невозможно». Однако от «Гаусса» пришлось отказаться: он предназначался для океанских переходов и имел слабый для нужд Пири двигатель, а переоснащение требовало от 50 до 75 тысяч долларов. Выходом было строительство собственного корабля, что рекламировалось как первый опыт использования американских технических достижений для освоения Арктики. Наконец, члены Арктического клуба Джесуп, Хаббард и Крокер (президент South Pacific Railroad) обещали Пири по 50 000 долларов каждый, если он самостоятельно сможет собрать ещё 25 000. Для этого Пири пришлось влезть в долги, заложить дом и даже драгоценности своей жены; зато судостроитель Чарльз Дикс согласился закупить строительные материалы за свой счёт с длительной отсрочкой долга.
Полярное судно Пири заказал на верфи Маккея и Дикса в Бакспорте, штат Мэн, которая считалась одной из лучших в США. Уступка Дикса имела огромное значение, поскольку стоимость пиломатериалов составляла примерно две трети общей стоимости судна. Технические требования Пири были очень велики: корабль должен был легко маневрировать, то есть иметь небольшую длину, но одновременно должен был иметь достаточную прочность, чтобы выдерживать ледовые сжатия на зимовке. В окончательном проекте была заложена 30-дюймовая толщина бортов (76 см.); набор корпуса был сделан особо сложным, с системой распорок на ватерлинии, где давление льдов было наибольшим. Винт и рулевое перо были сделаны съёмными, для чего кормовая часть судна была оснащена специальными колодцами. Набор корпуса был из дуба, киль, фальшкиль и кильсон были вытесаны из цельных дубовых плах и скреплены вместе, образуя конструкцию в 6 футов высотой. Деньги на киль предоставили лично Пири и капитан Бартлетт, а также судостроитель. Корпус был разделён водонепроницаемыми переборками на три отсека, что позволяло увеличить выживаемость судна, если оно было повреждено льдом. Форштевень был особой формы и окован сталью, что позволяло использовать судно как ледокол: корпус «наезжал» на ледовое поле, а его массы было достаточно, чтобы расколоть пак. Паровая машина-компаунд позволяла отключать несколько цилиндров, на короткое время обеспечивая наибольшую мощность. Для экономии угля при плавании на чистой воде предназначалось парусное вооружение (как у шхуны). При этом весь объём корпуса использовался только для хранения припасов и угля, и размещения котлов и машины, судовая команда и полюсный отряд размещалась в палубных надстройках. Корпус был обшит белым дубом в два слоя, палуба — из орегонской сосны, внутренняя обшивка и подволок были из жёлтой сосны. Доски обшивки крепились к набору оцинкованными болтами. Судно имело длину 182 фута (56 м), ширину 35 футов (10,6 м) и осадку в 16 футов (4,8 м) при водоизмещении 1600 тонн. Закладка киля прошла 15 октября 1904 года, а уже 23 марта 1905 года состоялся спуск на воду. Церемонию крещения вела Джозефина Пири, корабль с разрешения президента, был наречён «Рузвельтом». Достройка продолжилась в Портленде.
Пири всегда подчёркивал, что:

Мне доставляет величайшее удовлетворение сознавать, что вся экспедиция, включая судно, была оснащена американским снаряжением. <…> «Рузвельт» был построен из американского леса на американской верфи, снабжен машиной, изготовленной американской фирмой из американского металла, сконструирован по американским чертежам. Даже самые обычные предметы снаряжения были американского производства. <…> Экспедиция отплыла на север на построенном американцами судне, американским маршрутом, под командой американца, с целью, если окажется возможным, завоевать трофей для Америки.

### Ещё ближе к полюсу: 1905—1906

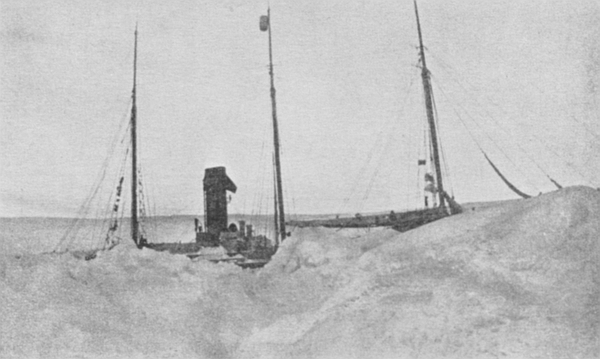
«Рузвельт» на мысе Шеридан

Отправляясь в 1905 году, Пири искренне считал, что это его последняя арктическая экспедиция. Арктический клуб пополнился именами более 20 представителей истеблишмента, включая Асторов, Рокфеллеров, Вандербильтов и Гульдов. Выйдя из Нью-Йорка 16 июля 1905 года, «Рузвельт» прибыл в Эта 16 августа. Туда же пришло судно снабжения «Эрик», доставившее запас угля. Пири принял на борт 67 эскимосов, включая женщин и детей, и около 200 ездовых собак. Плавание через бассейн Кейна оказалось крайне тяжёлым из-за ледовых условий, но всё-таки удалось пробиться до мыса Шеридан на острове Элсмир, куда экспедиция добралась 5 сентября. Однако с самого начала экспедиция не задалась: в качестве корма для собак было взято китовое мясо, оказавшееся негодным; издохли 80 собак. Пири немедленно приказал своим людям ловить рыбу на озере Хейзен и охотиться на моржей, белых медведей и овцебыков.
Зима прошла благополучно. Поход на полюс начался 21 февраля 1906 года. На первом этапе санная партия выступила к мысу Гекла в составе 6 американцев (в том числе Бартлетта) и 21 эскимоса. Они были разделены на пять партий, каждая из которых располагала 20 собаками. Это было применение на практике так называемой «системы Пири»:
1. Корабль экспедиции должен пройти через льды к самой северной точке на материке, откуда он мог бы вернуться обратно в следующем году.
2. Во время зимовки вести интенсивную охоту, чтобы у участников экспедиции всегда имелся запас свежего мяса.
3. Взять с собой на 60 % больше собак, чем потребуется.
4. Подобрать трудоспособных, выносливых и, безусловно, преданных общему делу людей, в числе которых обязательно должны быть эскимосы, как наиболее приспособленные к суровым условиям Арктики.
5. Предварительно доставить к месту выхода экспедиции в санный поход достаточно провианта, топлива, одежды, походных кухонь и других предметов снаряжения, дабы главная партия смогла дойти до полюса, а вспомогательные отряды — до места назначения и обратно.
6. Тщательно проверить и испытать каждый предмет снаряжения, убедиться, что он наилучшего качества и имеет минимальный вес.
7. Экспедиция должна быть обеспечена лучшим типом саней.
8. Начальник экспедиции должен пользоваться абсолютным авторитетом у всех участников экспедиции, дабы любое его приказание беспрекословно выполнялось.
9. Возвращение должно осуществляться по тому же маршруту, по которому шли на север, используя проложенный след и построенные иглу[145].

Смысл системы вспомогательных отрядов был таков: расстояние от побережья острова Элсмир до полюса и обратно составляет около 900 миль, поэтому, по мнению Пири, невозможно взять с собой всё необходимое снаряжение и провиант; хотя Пири практиковал и убийство ездовых собак со скармливанием их собратьям, как это делали норвежцы — Нансен и Амундсен. Поэтому собственно полюсный отряд отправляется налегке, а его предшественники снабжают друг друга пищей и топливом, прокладывают след и строят походные иглу: Пири отказался от палаток, поскольку иглу заменяли вехи для ориентирования на местности.

Отряд Пири располагается на привал и сооружает иглу. Хорошо видны нарты конструкции Пири. Фото 1909 года

Разведочная партия выступила 28 февраля. Её возглавил Хенсон, он же шагал в авангарде на протяжении всего пути. Пири выступил налегке последним — 6 марта. Поход шёл благополучно до 20 марта, когда Хенсон достиг 84° 30’ с. ш.: путь им вновь преградила Великая полынья шириной до 400 метров. Шесть дней заняла попытка её обойти, после чего разразилась сильнейшая метель, заставившая простоять ещё шесть дней. Всё это время лёд быстро дрейфовал в восточном направлении. Пири тем не менее решился отослать всех, кроме Хенсона, назад, а сам двинулся дальше на север, рассчитывая если не дойти до полюса, то установить бесспорный рекорд. В своей книге «Ближе всех к полюсу» Пири писал:

«Когда я посмотрел на искажённые лица моих друзей, на скелеты собак, обтянутые шкурой и почти пустые сани… я понял, что дошёл до возможного предела. И я сказал своим товарищам, что мы поворачиваем обратно».
Уже после его возвращения началась дискуссия, насколько далеко Пири зашёл в тот раз. В его отчёте сказано, что 21 апреля 1906 года он достиг 87° 06’ с. ш., но У. Герберт выявил несоответствия между рукописными оригиналами дневников и опубликованными результатами. Тем не менее, Пири, по-видимому, превысил результаты У. Каньи 1900 года. До полюса оставалось 320 километров. Обратный путь оказался исключительно опасным, поскольку Пири был неважным навигатором и не учитывал снос льда. Санную партию отнесло к Гренландии, суши они достигли у мыса Ноймайера, при этом полностью закончились съестные припасы. Начальник потом вспоминал, что это был единственный в его жизни случай, когда он всерьёз опасался, удастся ли им выбраться живыми. Жизнь путешественникам спасло встреченное стадо овцебыков. Вскоре Пири встретился со страхующей партией Чарльза Кларка, положение которой было ещё хуже, чем у него самого (экспедиционеры стали есть запасные ремни и ботинки). В конце мая все благополучно вернулись на «Рузвельт». Передохнув неделю, 2 июня Пири выступил на северо-запад с намерением уточнить очертания острова Элсмир за пределами зоны исследований Свердрупа. 26 июня, добравшись до острова Акселя Хейберга, Пири заявил, что очень далеко на горизонте — примерно в 120 милях от него — видел землю, которую назвал в честь Джорджа Крокера — одного из основных спонсоров. Бартлетт тем временем вывел «Рузвельта» из льдов, на борт своего судна Пири взошёл 30 июля. Однако вскоре корпус получил пробоину, был сломан руль, и с большим трудом удалось дойти до Эта для минимального ремонта. Из-за постоянно штормовой погоды переход до Сидни был очень медленным, «Рузвельт» несколько раз едва не утонул и прибыл в гавань только 23 ноября 1906 года. Сразу после возвращения Пири был награждён Медалью Хаббарда как человек, ближе всего подобравшийся к полюсу.

### Кризис 1907—1908 годов
Вернувшись в США, Пири спешил, рассчитывая отправиться в следующем, 1907 году. Несмотря на поддержку Арктического клуба, «Рузвельт» требовал серьёзного ремонта корпуса и даже замены силовой установки (паровые котлы потребляли слишком много топлива), на что потребовалось ещё 75 000 долларов. Хотя по контракту срок всех исправлений истекал 1 июля, ничего не было готово ещё в августе. Пири был вне себя, ему пришлось отказаться от похода на Север в этом году. Далее страна в полной мере ощутила последствия экономического кризиса 1907 года, а 22 января 1908 года скончался Морис Джесуп — самый старый и верный из спонсоров и покровителей полярника. Пири беспокоился ещё и потому, что Фредерик Кук, объявивший о собственной попытке достижения полюса, не вернулся из охотничьей экспедиции Брэдли, оставшись зимовать в Анноатоке. Известия об этом пришли в октябре 1907 года: Кук известил письмом Бриджмена, который не мог не предупредить Пири. В мае 1908 года Пири опубликовал в «Нью-Йорк Таймс» статью о докторе Куке, тон которой напоминал его прежние суждения о Нансене и Свердрупе: он повторил жалобы, что кто-то воспользуется его людьми, маршрутами и ресурсами. В 1908 году Кук был заочно избран президентом Клуба Исследователей, но поскольку он не мог исполнять своих обязанностей, должность предложили Пири. Он сначала отказался, но далее по совету Джозефины согласился. Крайне неопределённой была ситуация с его должностью в Корпусе инженеров: по ходатайству той же Джозефины до 1906 года Пири числился в отпуске. Его известность и выслуга лет позволили рассматривать его кандидатуру на должность главы отдела верфей и доков, однако он опоздал с подачей документов на конкурс, поскольку прибыл в США только в ноябре 1906 года, и должность досталась другому. 29 декабря 1906 года Александр Белл выдвинул его на соискание вакантной должности секретаря Смитсоновского института, причём Пири намекнули, что в институте весьма положительно отнесутся к его дальнейшей работе с Арктическим клубом. Однако в итоге должности он не получил. Наконец, указом президента Рузвельта коммандер Пири получил очередной трёхлетний отпуск.
В прессе регулярно появлялись материалы, которые негативно сказывались на репутации Пири. Осенью 1907 года скончался последний из эскимосов, привезённых в 1897 году для Музея естественной истории. Пири совершенно не интересовался судьбой его соплеменников и не откликнулся, даже когда Джозефина предложила вернуть его на родину во время экспедиции 1905 года. Члены команды Брэдли и Кука в 1908 году привезли из Гренландии слухи о внебрачных детях Пири и Хенсона от эскимосок. Позднее распространялись слухи, что Пири якобы присвоил меха, добытые Куком и оставленные у эскимосов на хранение на время его отсутствия. Однако серьёзный конфликт разразился ещё через два года.

## Покорение Северного полюса (1908—1909)

### Планы и организация

Карта-схема экспедиции Пири

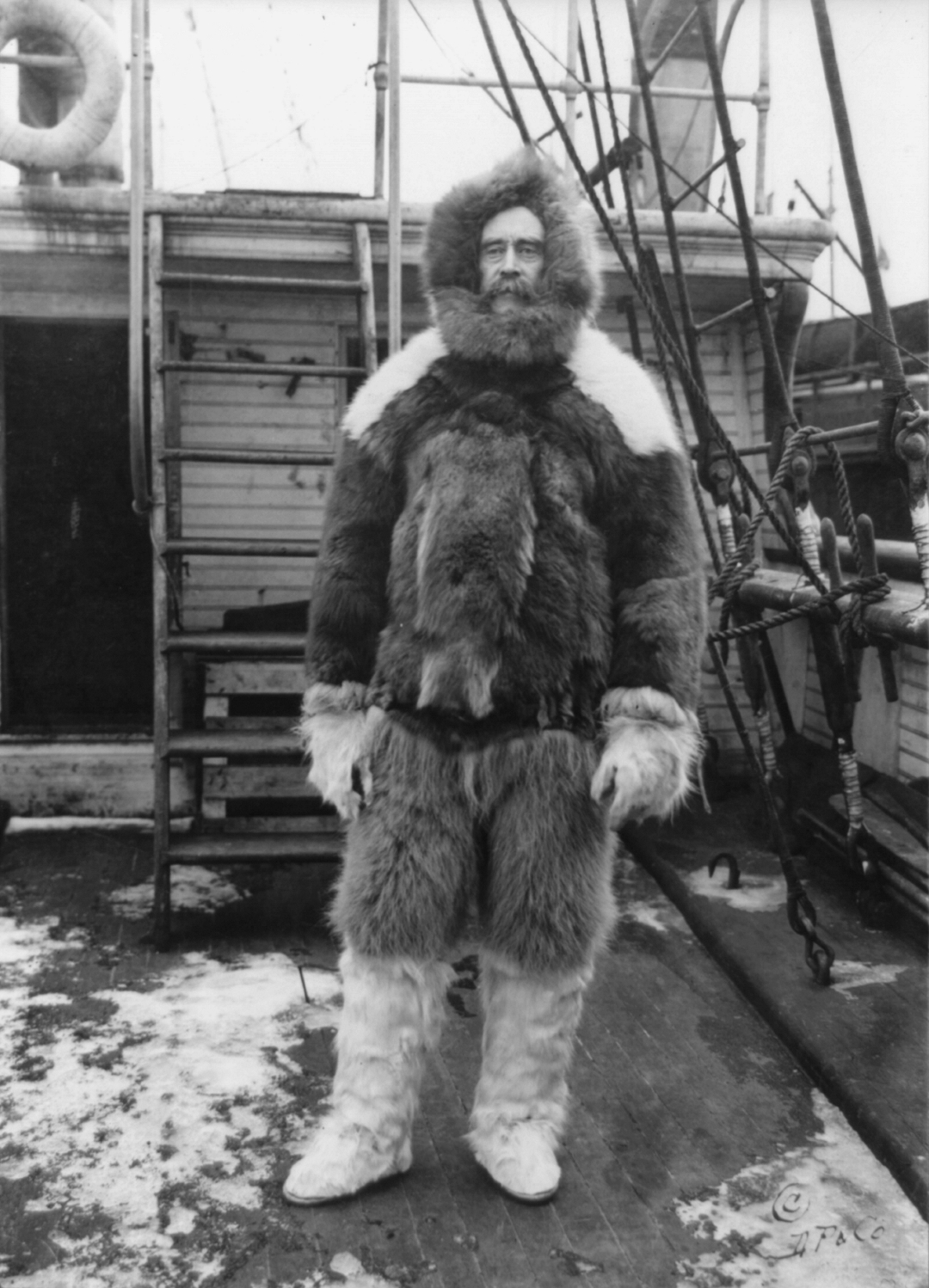
Пири в эскимосской одежде на палубе «Рузвельта»

Планы нового похода к полюсу Пири обнародовал в нескольких периодических изданиях в начале мая 1908 года. «Рузвельту» предстояло пройти проливами Белл-Айл, Дэвисовым и морем Баффина к Китовому заливу, где, взяв на борт собак и эскимосов, идти к мысу Шеридан, где и зимовать. Санный поход начнётся от мыса Колумбия в феврале. Курс будет прокладываться с уклоном на северо-запад, чтобы компенсировать восточный дрейф льда. По словам Пири, план оправдался вплоть до деталей. Экспедиция Пири не преследовала собственно научных целей, тем не менее, она проводила географические измерения, метеорологические наблюдения и т. п. Служба береговой охраны США дала Пири задание исследовать приливно-отливные явления у южного побережья Ледовитого океана. Примечательны методы определения своего местоположения, применяемые людьми Пири. Расстояние, преодолеваемое за день, определялось путём счисления и уточнялось по высоте солнца. Навигаторов в экспедиции было трое: Пири, Боруп и Марвин. Счисление производилось по компасному курсу и одометру, долгота вообще не определялась. Поскольку одометры на неровном льду вышли из строя, пройденное расстояние определялось только по ощущениям человека. Определение широты производилось в среднем каждые пять переходов по пути на полюс. Гляциолог и историк полярных путешествий В. С. Корякин писал по этому поводу:

Основное внимание на обратном пути Пири сосредоточил на поисках следов передовых отрядов Бартлетта, Марвина и других — им он доверял больше, чем своим способностям навигатора. Характерно, что при возвращении Пири не произвёл ни одной обсервации, хотя бы для контроля.

В экспедиции участвовали 22 американца и уроженца Ньюфаундленда (в том числе семеро в санной партии) и 47 эскимосов с мыса Йорк — мужчин, женщин, детей, которые далеко не все перечислены в отчёте Пири по имени. Между тем именно эскимосы служили проводниками, каюрами и охотниками в санной партии, во время зимовки эскимосские женщины шили полярную одежду для всех членов команды и способствовали психологической разрядке в мужском коллективе.

### Плавание к острову Элсмир и подготовка к зиме
«Рузвельт» покинул Нью-Йорк 6 июля 1908 года, Северный полярный круг пересекли 26 июля, а 1 августа прибыли в Гренландию — на мыс Йорк. Здесь на борт были взяты около 100 собак и приняты несколько эскимосских семейств. Далее «Рузвельт» и судно снабжения «Эрик» (им командовал Сэм Бартлетт — дядя капитана «Рузвельта») шли вдоль побережья Гренландии, вербуя эскимосов и закупая собак. 11 августа суда прибыли в Эта́, причём на «Рузвельт» было дополнительно погружено 300 тонн угля и 50 тонн моржового мяса. В Эта Пири получил известия от Ф. Кука, встретившись с участником его экспедиции — стюардом Рудольфом Франке. Франке был отправлен Пири в США: доктор Гудсел нашёл у него цингу. 18 августа «Рузвельт» пошёл на север — предстояло преодолеть ещё 350 миль ледовых полей до мыса Шеридан. На борту судна было 69 человек и 246 собак, причём собаки и эскимосы располагались на верхней палубе. Погода поначалу благоприятствовала: 22 августа удалось пройти 100 миль по чистой воде. Далее «Рузвельт» столкнулся с айсбергами и постоянными штормами, несколько раз судно застревало во льдах, 29 августа село на мель, однако мыса Шеридан удалось достигнуть 4 сентября 1908 года. Пири писал, что они с Бартлеттом последние 13 дней плавания спали, не раздеваясь, готовые к любым неожиданностям. Уже в сентябре начались походы для закладки складов вплоть до мыса Колумбия. Работы были успешно завершены до ноября, далее предстояла зимовка, которая прошла без всяких неожиданностей.

### Поход 1909 года

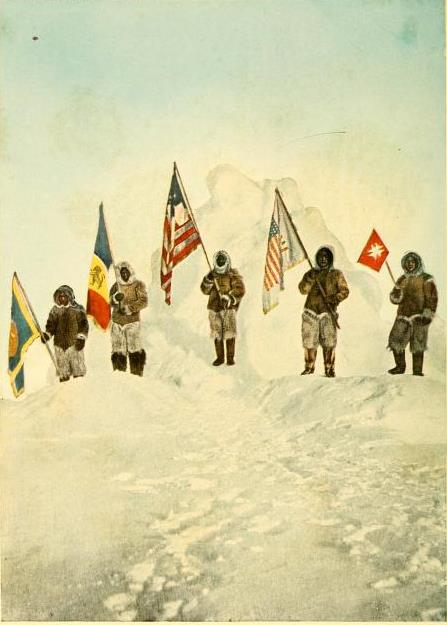
Отряд Пири на Северном полюсе, 6 апреля 1909 года. Слева направо: Укеа, Ута, М. Хенсон, Эгингва, Сиглу

Поход к полюсу начался 15 февраля 1909 года, ещё в обстановке полярной ночи. Первым выступил авангард — отряд капитана Бартлетта, освещая себе путь керосиновыми фонарями. Пири выступил налегке 22 февраля — в день рождения Джорджа Вашингтона — с двумя эскимосами, на двух нартах, запряжённых 16 собаками. В этот день взошло солнце после полярной ночи. В пути к тому времени находились 7 белых экспедиционеров, 19 эскимосов и 140 собак, запряжённых в 28 нарт. 5 марта, удалившись от мыса Колумбия всего на 45 миль, Пири был остановлен открытыми разводьями, которые не позволяли идти вперёд в течение 5 дней. 11 марта полынья затянулась при −45 °F (−43 °C), но люди смогли пройти 12 миль. 13 марта ночью температура понижалась до −55 °F (−48 °C), в тот же день Пири встретился с отрядом Гудсела и отправил его назад. Отряд Макмиллана отправили 15 марта, у Пири теперь было 16 человек, 12 нарт и 100 собак. В эти дни экспедиционеры пересекали широкую полосу торосов, температура к 19 марта держалась на уровне −50 °F (−45 °C), взятый с собой коньяк замёрз.
Только 22 марта впервые была определена широта, наблюдения показали 85° 48’ с. ш. Измерения проводились при температуре −40 °F (−40 °C), однако имеющиеся у Пири таблицы имели поправки только до значения −10 °F (−23 °C). 25 марта Пири догнал авангард Бартлетта (там находился и Хенсон). Марвин определил широту, получив 86° 38’ с. ш. 30 марта Бартлетт был отправлен на базу. В полюсный отряд вошли: Пири с эскимосами Эгингва и Сиглу и Хенсон с эскимосами Ута и Укеа. У них было 5 нарт и 40 лучших собак, которые выдержали полярную дистанцию. Провианта и топлива у них было на 40 дней. Северного полюса, по словам Пири, он достиг в 10:00 6 апреля 1909 года. Астрономические наблюдения производились в 18:00 6 апреля и в 06:00 7 апреля, исходя из того, что находятся на меридиане мыса Колумбия. Пири полагал, что погрешность его инструментов не превышает 10 миль. Перед уходом Пири провёл церемонию и сфотографировал четверых эскимосов и Хенсона с флагами в руках. На полюсе отряд Пири пробыл 30 часов.
На полюсе Пири написал открытку Джозефине и детям, но отправлена она была уже из Сидни:

90-я северная параллель, 7 апреля.

Дорогая Джо!

Наконец-то я победил. Пробыл здесь день. Через час отправляюсь к вам домой. Привет ребяткам.
Берт.

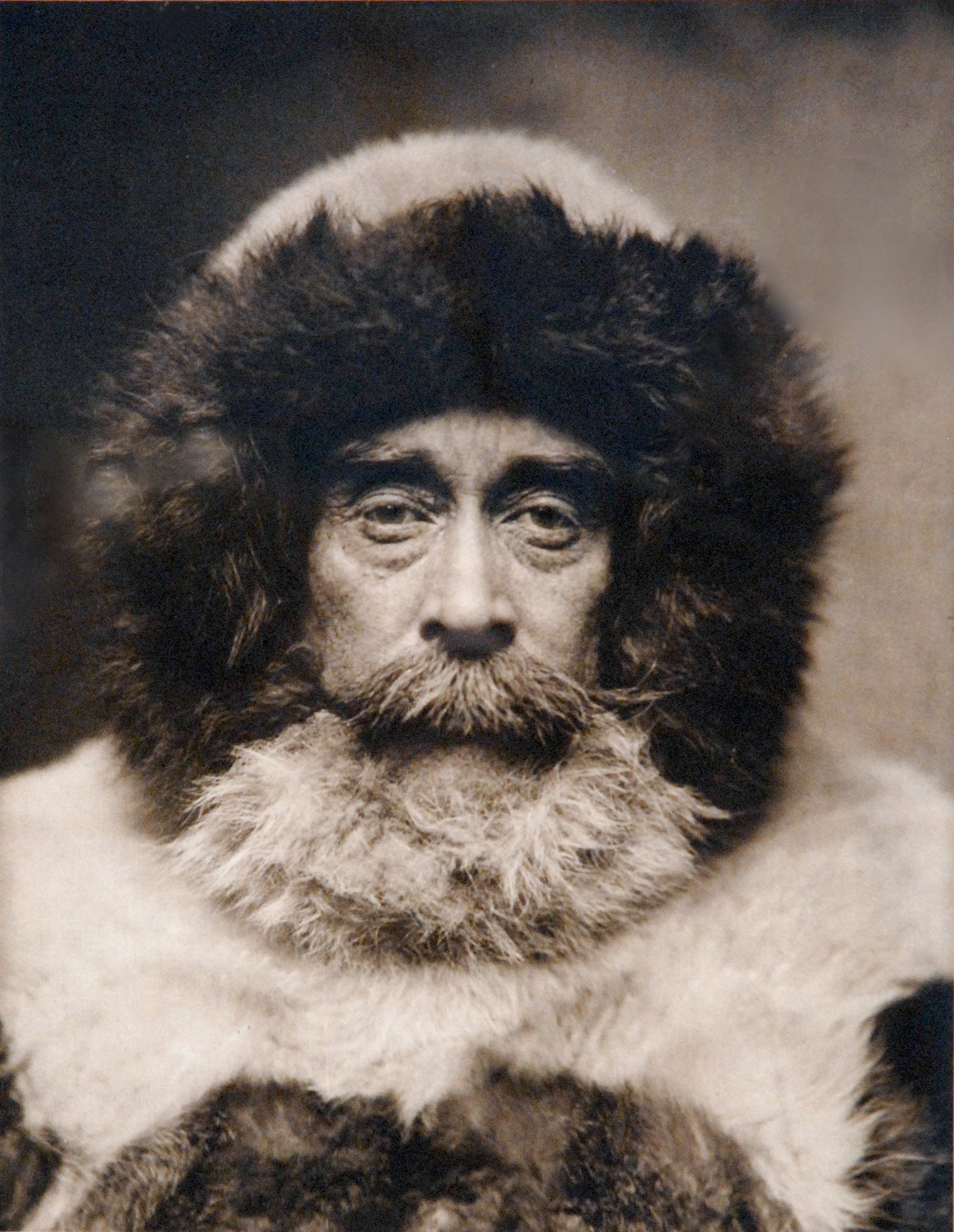
Пири после возвращения с Северного полюса

Обратный путь был не менее тяжёл. Уже после возвращения эскимос Ута сказал: «Чёрт или спит, или ссорится с женой, не то мы бы не вернулись так легко обратно». Пири, по собственным словам, достиг мыса Колумбия 23 апреля, преодолев 826 миль пути (1530 км) за 53 дня (в том числе 37 дней занял путь на полюс), при 43 переходах. Расстояние в 90 миль до «Рузвельта» отряд Пири покрыл за 2 дня. За время отсутствия Пири Макмиллан и Боруп отправились к мысу Джесупа в Гренландии, где 10 дней изучали приливы и отливы, а также добыли 52 овцебыка. На судно они вернулись 31 мая (В. С. Корякин полагал, что они должны были подстраховать Пири, если бы его, как и в 1906 году, вынесло к побережью Гренландии).
Только прибыв на «Рузвельт», Пири узнал о гибели своего ассистента Марвина 10 апреля в 45 милях от мыса Колумбия: по сообщению его помощников-эскимосов, он якобы утонул в полынье. Видимо, Пири не слишком поверил в версию об утоплении, поскольку в отчёте об экспедиции писал, что «подробности трагической кончины Марвина навсегда останутся покрытыми мраком неизвестности». Истинные причины смерти Марвина были ведомы его спутникам-эскимосам, эти причины смог выяснить их соотечественник — Кнуд Расмуссен, но у него не было оснований давать делу ход. Только в 1950-е годы расследованием гибели Марвина занялся французский этнограф Жан Маллори, который и выяснил, что в результате ссоры измученных переходами эскимосов и Марвина, который не останавливался перед рукоприкладством, его убили и бросили тело в разводье. Однако, Пири не захотел проводить расследования.

### Возвращение
18 июля экспедиция начала путь на юг. Было решено не держаться берега, а сразу идти в ледовые поля. 8 августа Пири прибыл к мысу Сабин, где и получил известия, что Кук якобы опередил его в покорении полюса на год. 17 августа «Рузвельт» был в Эта, где от охотника Гарри Уитни была получена новая информация о Ф. Куке (сам Кук впоследствии утверждал, что оставил Уитни результаты своих наблюдений и навигационные инструменты). Одновременно была развёрнута охота на моржей, которых добыли 70 голов — это был гонорар эскимосам, работавшим в экспедиции. Участники полярного похода получили шлюпки, ружья, боеприпасы и проч. На «Рузвельте» их доставили по родовым стойбищам.
Получив подробности об экспедиции Кука от Г. Уитни, Пири и Боруп предприняли допрос сопровождавших Кука эскимосов Авелы и Этукишука; этот эпизод в официальном отчёте Пири отсутствует. Дознание проводил Боруп, который, плохо владея гренландским языком, строил вопросы так, чтобы эскимосы давали однозначный ответ «да» или «нет». Интересно, что он вёл протокол допроса, опубликованный впоследствии. По мнению В. С. Корякина, Пири интересовало, использовал ли Кук его систему и какова эскимосская топонимика о. Элсмир и Северной Гренландии. Эти данные впоследствии были использованы в процессе против Ф. Кука. Мыс Йорк Пири покинул 26 августа, но только 5 сентября был в Индиан-Харбор (Лабрадор), где имелось ответвление телеграфного кабеля. 21 сентября «Рузвельт» вернулся в Сидни.

## Великий спор с Фредериком Куком. Признание (1909—1911)

### Осенний кризис 1909 года

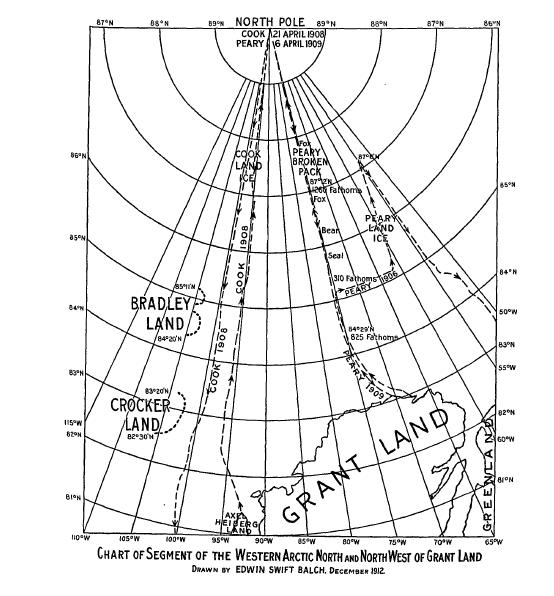
Схема маршрутов Пири и Кука. Из книги Edwin Swift Balch. The North Pole and Bradley Land., 1913. P. 83. «Землёй Гранта» в то время называлась северная часть острова Элсмир. Показаны также гипотетические «Земля Брэдли» и «Земля Крокера»

Американский журналист Теон Райт писал, что Пири узнал подробности об экспедиции Кука только на Лабрадоре, вероятно, от капитана китобойного судна «Морнинг» Адамса. 8 сентября в Нью-Йорк ушла телеграмма следующего содержания:

Вбил звёзды и полосы в Северный полюс. Ошибки быть не может. Не принимайте версию Кука всерьёз. Сопровождавшие его эскимосы говорили, что он не ушёл далеко на север от материка. Их соплеменники подтверждают это. Пири.

Первый публичный доклад Кук сделал в Копенгагене 7 сентября в Датском географическом обществе в присутствии короля Фредерика VIII и 1500 гостей. Куку торжественно вручили Золотую медаль за достижение Северного полюса. На банкете, устроенном газетой «Политикен», была оглашена и первая телеграмма Пири. На расспросы журналистов Кук ответил: «Могу сказать, что не испытываю ни ревности, ни сожаления… Славы хватит на двоих». На сторону Кука категорически встал Отто Свердруп, который публично заявил, что «Пири напрасно 26 лет искал Северный полюс». Руаль Амундсен, строивший планы достижения Северного полюса, прибыл в Копенгаген 8 сентября. Ещё 2 сентября, когда его просили прокомментировать заявление Кука, Амундсен сказал: «Кук сделал завершающий шаг в полярных исследованиях». Отношения между ними совершенно не изменились, хотя Амундсену, обременённому огромными долгами, пришлось быстро менять собственные планы и организовывать экспедицию к Южному полюсу.

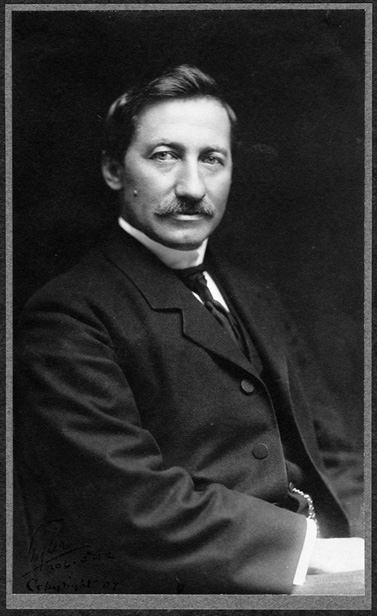
Фредерик Кук в 1909 году

21 сентября 1909 года Кук вернулся в Нью-Йорк, причём во встрече принимало участие более 100 тысяч человек, включая членов Арктического клуба; при встрече и на пресс-конференции он требовал по 10 долларов за автограф. Вскоре прошла первая публичная лекция Кука в Карнеги-холл. 24 сентября с Куком связался Гарри Уитни и сообщил, что порученное ему имущество осталось в Анноатоке. Куку нечего было противопоставить нападкам Пири и вопросам скептиков: с собой у него были только записи полевых наблюдений с 18 марта по 13 июня 1908 года. Р. Бартлетт и Г. Уитни в 1910 году посетили Анноаток, причём Бартлетт заявил, что никаких записей среди вещей, порученных Уитни, не было. Сохранился секстант и некоторое количество одежды. Вопрос о том, существовали ли записи всех полевых наблюдений Кука, остался совершенно неразрешимым. Сторонники Кука позднее заявляли о похищении этих материалов, но документов так никто и никогда не видел.
По словам Р. Брайса, ситуация начиная со 2 сентября особенно невыносимой стала для Джозефины Пири; её беспокойство привело к сильным мигреням. Когда Кук был провозглашён покорителем полюса, от Роберта Пири ещё не было никаких известий. Телеграмма, написанная Пири на полюсе, дошла до Джозефины 6 сентября, как раз в тот момент, когда её интервьюировал репортёр газеты «Сан». Джозефина сдержанно сказала, что не собирается обсуждать действия Кука, поскольку всё уже выплеснулось на страницы газет. Дочь Мэри Анигито — которой исполнилось 16 лет — заявила, что уверена в первенстве своего отца, а о «другом человеке, который утверждает, что достиг полюса», говорить не захотела. Шестилетний Роберт Пири-младший заявил, что устал от всей этой шумихи и не желает ничего слышать о полюсе.
В Сидни встречать Роберта Пири отправился Бриджмен в компании Гилберта Гросвенора и Джорджа Кеннана. Первоначальная реакция в США была негативной: с недоверием были встречены известия, что от полюса до мыса Колумбия отряд Пири добрался всего за 16 дней, ещё больше шума вызвали известия о смерти Р. Марвина, включая весьма неэтичные выпады против его начальника. Национальное географическое общество и Арктический клуб заняли выжидательную позицию. Пири сразу после прибытия в Сидни дал «Нью-Йорк Геральд» большое интервью, в котором заявил, что представит обширное опровержение первенства Кука, как только получит исчерпывающее представление о материалах своего конкурента. Важнейшим союзником Пири в США стал генерал Томас Хаббард, который, как и он сам, был выпускником Боудинского колледжа. Вместе с Бриджменом они сделали всё, чтобы задержать Пири в Сидни и начать в Нью-Йорке кампанию против Кука. Пири вернулся в Нью-Йорк 1 октября без всякой помпы, его встречали лишь немногие друзья.

### Признание

Страница путевого журнала Р. Пири от 27 апреля 1909 года. Национальное управление архивов и документации (США)

Вскоре было принято решение организовать единую комиссию из представителей Национальной академии наук, Американского географического общества, Музея естественной истории и Национального географического общества для рассмотрения материалов Пири и Кука. Национальное географическое общество сначала не пожелало участвовать, но после того, как Пири предоставил оригиналы своих записей, согласилось. Кук же объявил, что предоставит свои материалы только комиссии Копенгагенского университета. Комиссия признала результаты Пири подлинными и объявила его первооткрывателем Северного полюса. Национальное географическое общество решило наградить его золотой медалью, кроме того, Роберт подписал контракт с издательством Фредерика Стокса на печатание отчёта о путешествии из расчёта 1 доллар 20 центов за слово, то есть его гонорар должен был составить 200 000 долларов. Сам Пири демонстративно устранился от слушаний и ожидал результата в своём загородном имении на острове Игл в Мэне.
Журнал Национального географического общества в сентябре вышел с редакционной статьей, в которой особо подчёркивалось, что Северного полюса достигли оба полярника. Однако уже 13 октября Арктический клуб Пири в целом ряде периодических изданий распространил возмущённое заявление. Там, в частности, говорилось, что эскимосы, сопровождавшие Кука, заявили, что во время всего путешествия были в пределах видимости земли. В создавшейся ситуации Кук попытался фальсифицировать расчёты, поручив астрономические вычисления двум газетчикам — Данклу и Лузу, представившимся моряками. Полученная от Кука расписка за гонорар (250 долларов) стала очередным «гвоздём в гроб первопроходца», так как была тут же опубликована, это произошло 9 декабря 1909 года. Кук не смог удовлетворительно объяснить этот эпизод и в своей книге 1911 года, которая вообще была написана очень эмоционально. В конце 1909 года комиссия Копенгагенского университета, изучив материалы Кука, заявила, что не представлено никаких наблюдений, которые бы свидетельствовали о достижении Северного полюса. Имя Кука не было включено в списки награждённых Золотой медалью Королевского датского географического общества, хотя медаль вручили ему ещё в сентябре. До 1911 года Кук не мог примириться с поражением в споре с Пири, друзья Кука даже обратились в Конгресс США. В результате постановлением Конгресса официальным первооткрывателем Северного полюса был признан Пири.

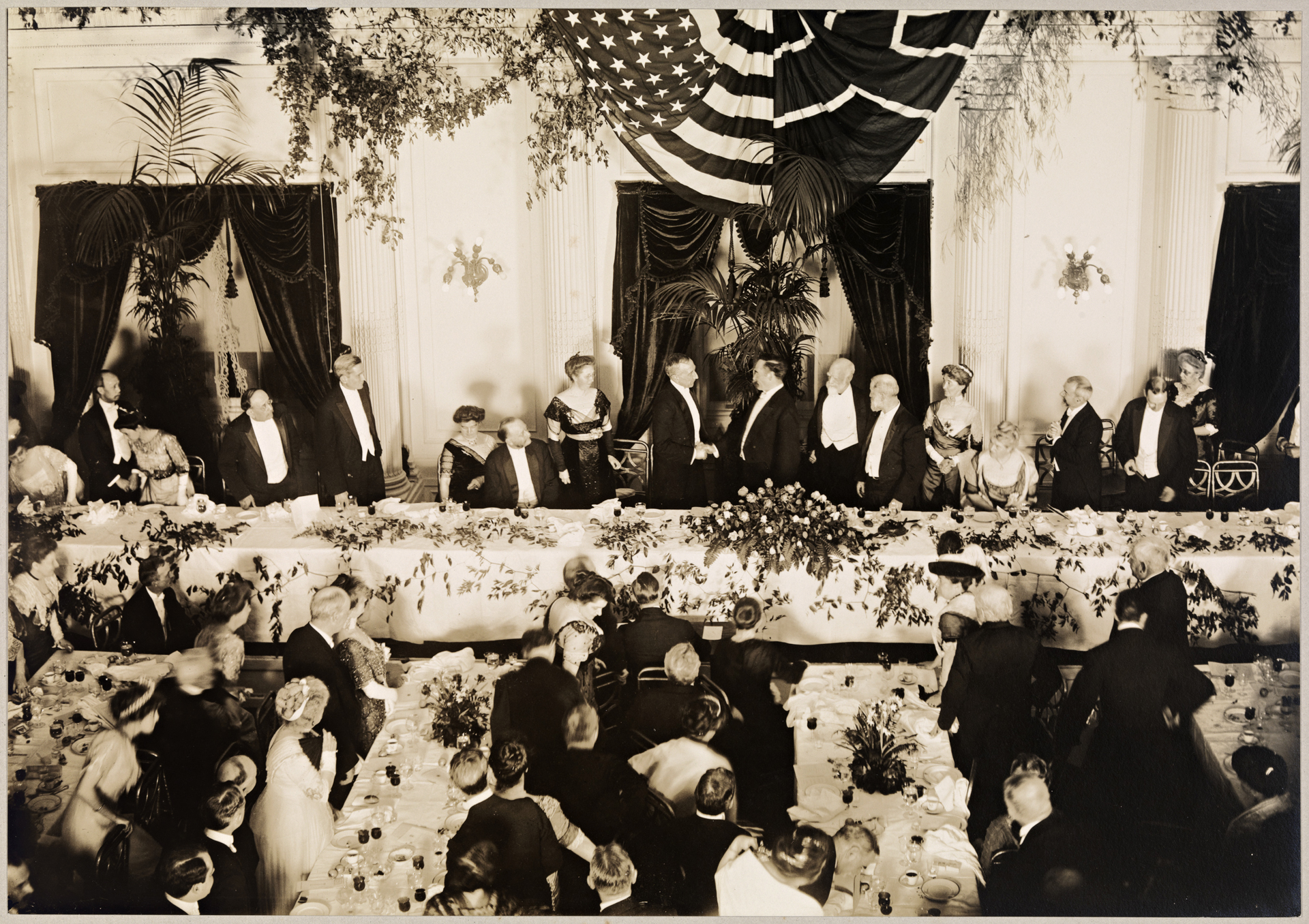
Чествование первооткрывателей обоих полюсов — Пири и Амундсена. 11 января 1913 года

Успех Пири впервые в его жизни имел материальное измерение: накануне нового, 1910 года, ему было предложено прочитать серию лекций о своём достижении. Роберт отказывался от всех предложений на сумму меньше 1000 долларов за выступление, аргументируя это тем, что Кук получал и больше. 3 февраля 1910 года Пири выступал в здании Метрополитен-опера, причём перед началом ему вручили 10 000 долларов, пожертвованных видными жителями Нью-Йорка. Получил он и чек на 40 000 долларов, завещанных ещё М. Джесупом для первооткрывателя полюса. Начинались разговоры о том, что спонсоры готовы финансировать национальную американскую экспедицию к Южному полюсу. Чтобы окончательно закрепить приоритет за собой, Пири обратился в Конгресс — главной его целью было получить государственную пенсию. Расследование оказалось тщательным, причём комиссия использовала материалы, которые вызывали у Пири негодование, например, дневник доктора Гудсела, полный многими нелицеприятными деталями. В итоге, решением обеих палат Конгресса Пири был удостоен персональной золотой медали, особой благодарности за открытие Северного полюса, наивысшей государственной пенсии — 5625 долларов и звания контр-адмирала, присвоение которого считалось от 6 апреля 1909 года. С этого же дня Пири был официально отправлен в отставку. Однако неважно обстояли дела с лекционным турне: продажи билетов держались на низком уровне, в Питтсбурге на лекцию записалось всего 65 человек, а турне по Югу было отменено.
В ноябре 1909 года Арктический клуб Пири спонсировал метеоритную выставку в Музее естественной истории. Пол выставочного зала был превращён в карту Арктики с изображением маршрута Пири к Северному полюсу; помимо метеоритов были выставлены манекены, изображавшие эскимосов с их национальных нарядах, а стены были украшены картинами Фрэнка Стокса, который сопровождал Пири в Гренландии в сезон 1893—1894 годов.

### Европейское турне

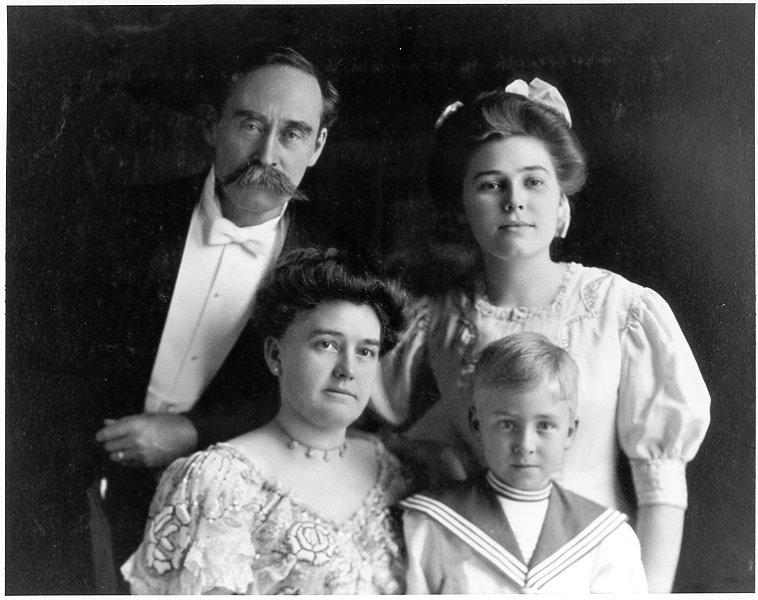
Семья Роберта Пири: вверху отец и дочь Мэри Анигито, внизу Джозефина с пятилетним сыном Робертом Пири-младшим. Фото 1909 года

26 апреля 1910 года Пири со всем семейством отплыл в Европу в сопровождении Р. Бартлетта. 4 мая он выступал в Альберт-холле в присутствии королевского семейства и почти 10 000 зрителей. Речь Пири длилась 90 минут, иллюстрации демонстрировались через волшебный фонарь. После её окончания президент Королевского общества сэр Леонард Дарвин вручил Пири медаль Королевского Географического общества «За вклад в освоение Арктики». При этом произошёл курьёзный инцидент: награда была в коробочке и при демонстрации её публике тяжёлая медаль выпала и закатилась под кресла, что вызвало немало смеха. Однако на следующий день после окончания второго выступления Пири было объявлено о кончине короля Эдуарда VII, что делало невозможным продолжение турне по Британии. Далее путь Пири лежал через Берлин, Рим, Вену и Будапешт, где Роберт был награждён золотыми медалями местных географических обществ и аудиенций у царственных особ. После похорон короля он был принят в Эдинбурге, получил почётную докторскую степень в университете и был чествуем в Шотландском Географическом обществе. Там ему подарили золотую модель парусника XVII века, какими пользовались Гудзон и Дэвис, она весила более 100 унций. Из-за изменения графика Пири не участвовал в проводах Роберта Скотта, который 1 июня отбыл в Антарктиду. Удостоился он и аудиенции у нового короля — Георга V. Домой все Пири и Бартлетт (который также удостоился множества наград) вернулись на пароходе «Мавритания» 11 июня.

### Слушания в Конгрессе

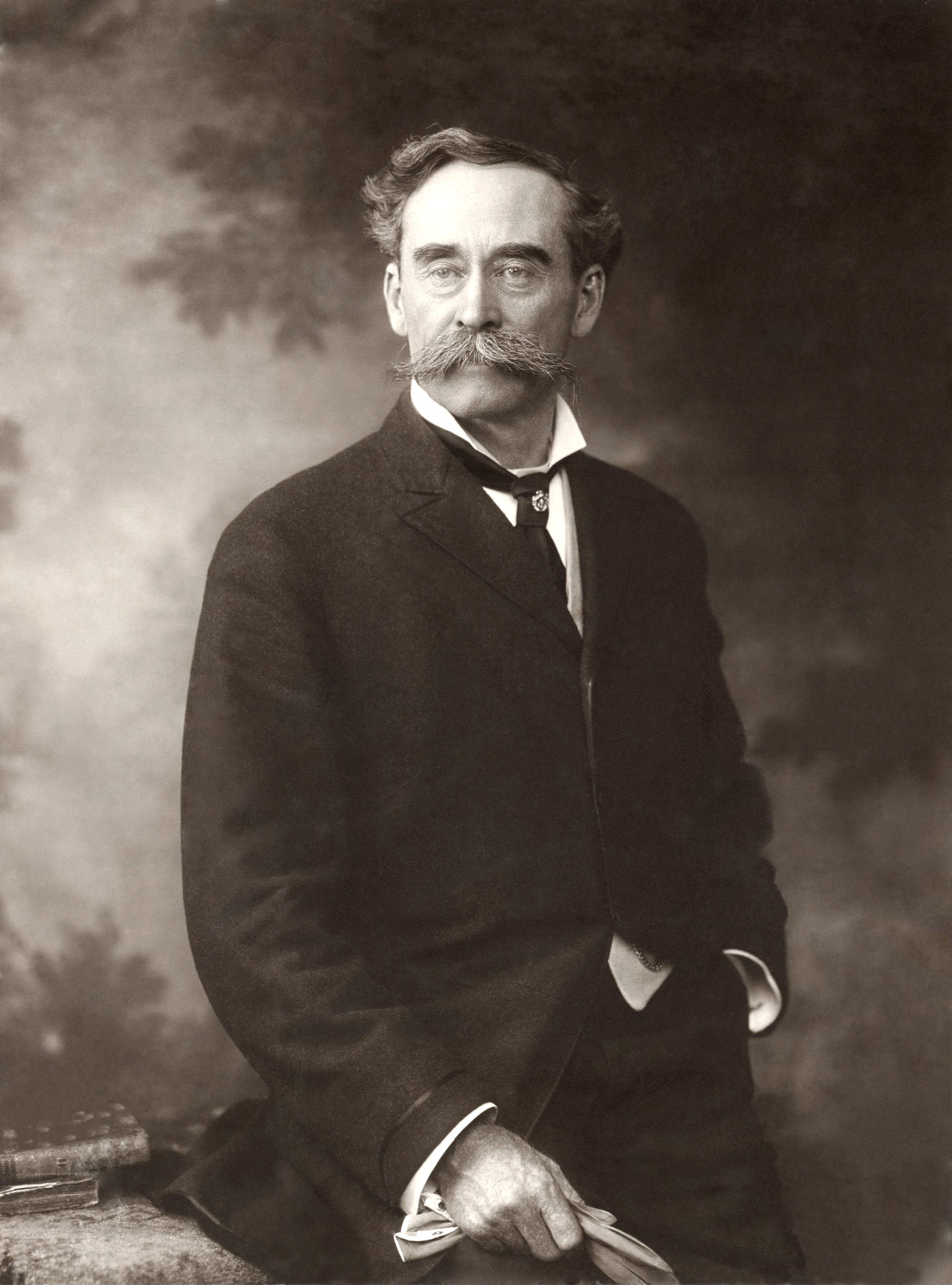
Роберт Пири. Фото Надара

7 и 10 января 1911 года Пири предстал перед комитетом Конгресса по морским делам. Пири было задним числом повышено звание до кэптэна с 20 октября 1910 года, а на заседании разбиралась законность присвоения ему звания контр-адмирала и благодарности от имени Конгресса. Комитет возглавлял Томас Батлер, конгрессмен от Пенсильвании. Во время слушаний выяснилось, что описанные в отчёте успехи преувеличены: конструкция «саней Пири» была весьма ненадёжна, крайне небрежно проводился сбор метеорологической информации, у Пири не было таблиц атмосферной рефракции и поправок на девиацию компасов, а на обратном пути даже не проводилось обсерваций с поправкой на долготу. В целом комиссия была настроена благожелательно, за исключением одного конгрессмена — Мэйсона, — который предложил провести физическое тестирование Пири и заставить его пройти пешком 55 миль за 15 часов (по асфальтированной дороге в Вашингтоне), чтобы продемонстрировать скорости, заявленные в отчёте. На окончательное слушание пригласили эксперта из Геодезической службы, который ещё раз пересмотрел записи Пири и пришёл к выводу, что он действительно был на полюсе. Четырьмя голосами членов комитета против трёх, 21 января 1911 года законность действий в отношении Пири была подтверждена, и вопрос был вынесен на голосование Палаты представителей. Генерал Хаббард привлёк лоббиста Л. Алекзэндера, адвоката из Филадельфии. 3 марта вопрос был благополучно разрешён, но из законопроекта о предоставлении Пири звания контр-адмирала и выходе его в отставку были удалены все ссылки на Северный полюс или звание первооткрывателя. Впрочем, его главный оппонент Р. Мэйсон не был удовлетворён и в печатном виде назвал Пири «лгуном». 4 марта билль был подписан президентом Тафтом, после чего Пири телеграфировал генералу Хаббарду «битва выиграна!».

## Последние годы (1911—1920)

### На пенсии

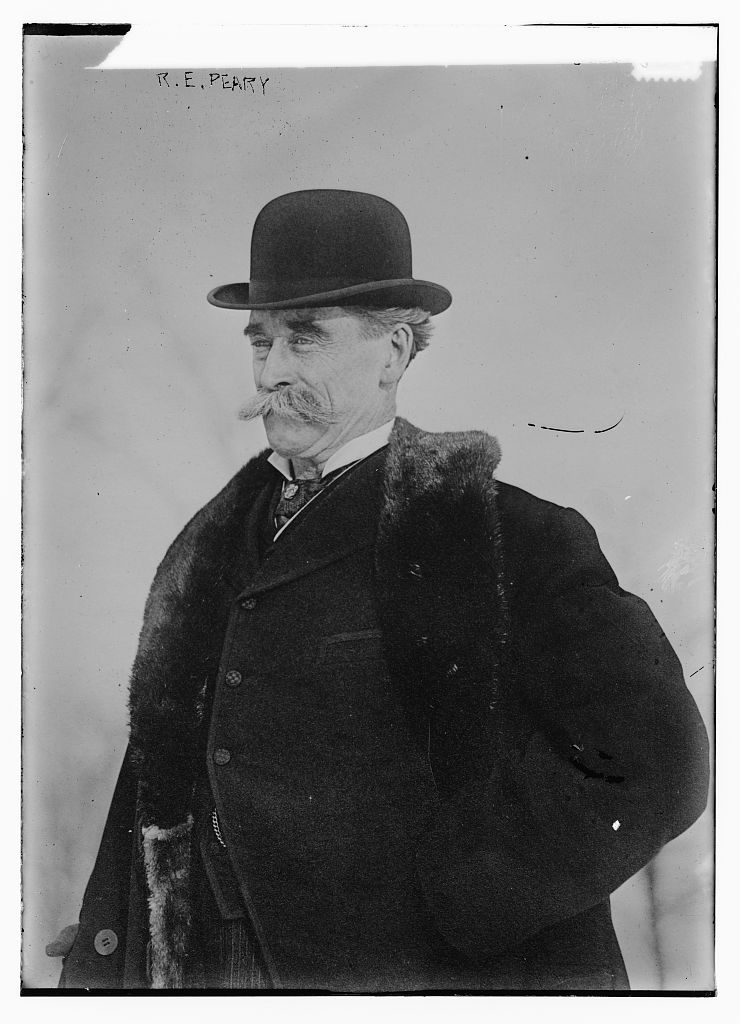
Пири в 1915 году

Выйдя в отставку, Пири в основном занимался получением дивидендов со своих достижений и продолжал следить за усилиями доктора Кука доказать свою правоту. С помощью Бриджмена и Хаббарда он хотел совершенно уничтожить репутацию Кука и запретить ему публиковаться. Пири очень понравился казус в Портлендской школе, где он когда-то учился: дирекция отказала Куку в приёме и праве прочитать там лекцию. Имя Пири превратилось в бренд, и он охотно продавал права на именование в его честь моделей пальто и винтовок, зубной пасты и тому подобного. Например, за модель меховой шинели Пири потребовал 5000 долларов сразу и 10 % от суммы продаж. Соглашался он и на публичные выступления, но никогда не брал менее 1000 долларов, если только речь не шла о рекламе его имени. Это должно было скомпенсировать убытки от изданий книг: отчёт об экспедиции 1905—1906 годов не продавался вовсе, а продажи книги о достижении Северного полюса были крайне низки как в США, так и в Европе. Отчисления от продажи «Ближе всех к полюсу» в Германии составили символическую сумму в 2 доллара. Немецкий издатель «Северного полюса» заявил, что в книге нет доказательств достижения Пири, и подал ему иск о компенсации убытков в 25 000 марок; впрочем, процесс он проиграл. Публика гораздо лучше встретила книги Джозефины Пири и Мэтью Хенсона, который в 1912 году опубликовал автобиографию «Негр — исследователь Северного полюса», рецензенты отмечали, что она хорошо написана.
Когда до Пири дошли известия, что Амундсен изменил планы и стал конкурентом Скотта в достижении Южного полюса, он писал Хаббарду, что сочувствует Скотту, ибо норвежцы в третий раз за последние 25 лет обманывали англосаксов (имея в виду Амундсена, Нансена и Свердрупа). Первоначально было объявлено, что Скотт опередил Амундсена, и Пири не скрывал радости, но затем последовало опровержение: Южный полюс был достигнут Амундсеном 14 декабря 1911 года. Бриджмен советовал Пири не делать резких заявлений и использовать авторитет Амундсена в борьбе с Куком. Весной 1912 года Пири намеревался ехать в Рим на X Международный географический конгресс и подал предварительный запрос, будет ли в нём участвовать Кук; в итоге конгресс был отложен из-за начавшейся итало-турецкой войны.

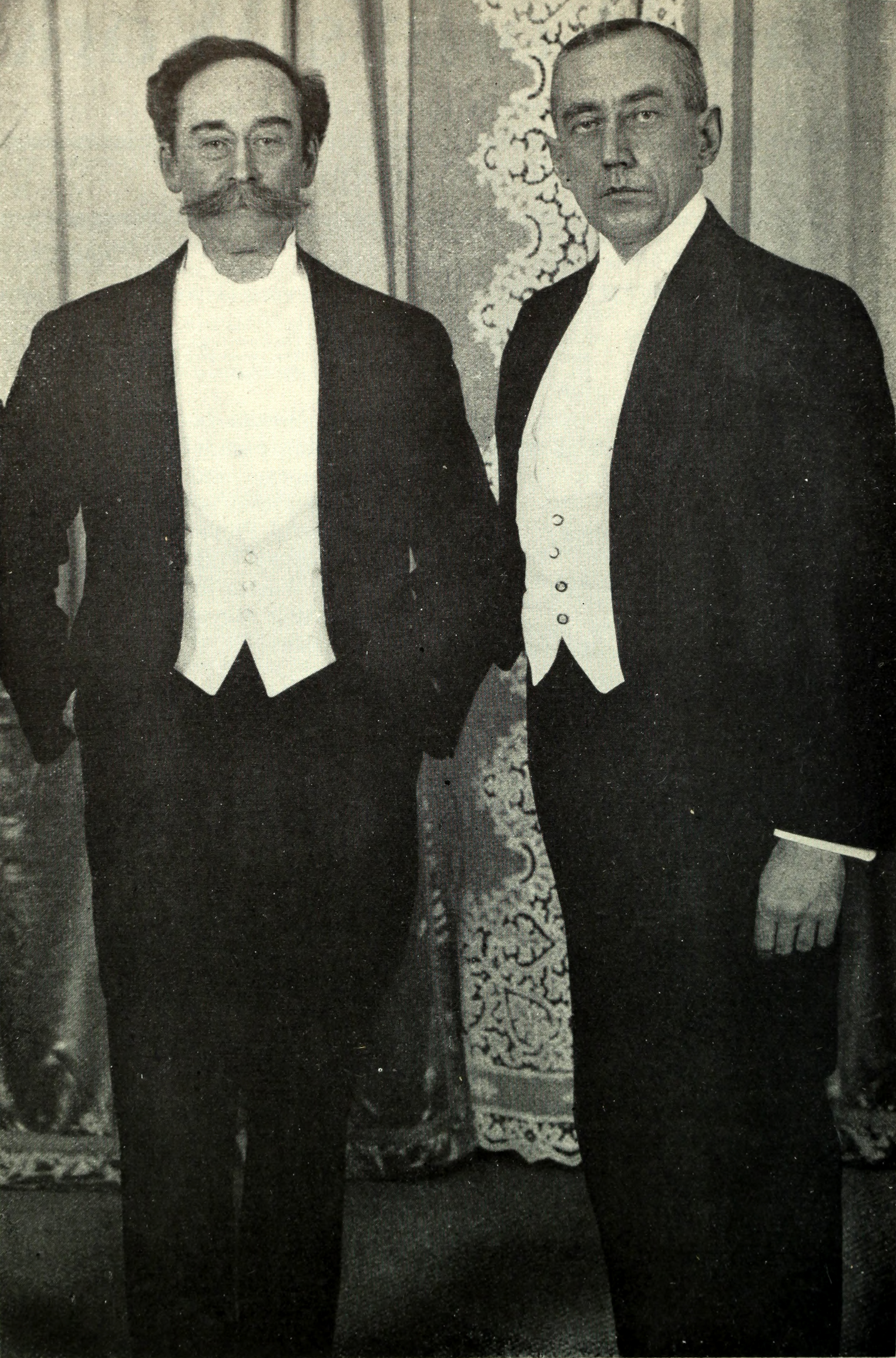
Пири и Амундсен. 11 января 1913 года

В начале 1913 года в США прибыл Амундсен с лекционным туром. Национальное географическое общество 11 января устроило его чествование, на котором полярнику должны были вручить специальную золотую медаль, собралось более 700 человек. Организаторы добились участия в церемонии Пири, который распоряжался на церемонии и лично вручал норвежцу медаль. На вечере в честь покорения Южного полюса немало говорили и об Арктическом клубе Пири, численность членов которого резко возросла, а годовой доход составил 370 000 долларов. Было также объявлено, что резервный фонд Клуба достиг 175 000 долларов, что позволило бы выделить Амундсену 20 000 на предполагаемый им трансарктический дрейф с достижением Северного полюса. В ответной речи на награждении Амундсен упомянул и о Пири, и о докторе Куке. Норвежец заявил, что Пири совершил великий подвиг, а его достижение вынудило самого Амундсена резко изменить планы. Вскоре из Антарктиды пришли известия о гибели Роберта Скотта в марте 1912 года и находке тел его и товарищей; среди вещей британской экспедиции были предметы и фотографии, которые неопровержимо свидетельствовали, что Амундсен был на полюсе первым. Пири был шокирован, отправил соболезнования вдове — Кэтлин Скотт (она разработала дизайн медали, вручённой Пири в Лондоне) — и переслал 100 долларов в мемориальный фонд капитана Скотта. Амундсен тогда всё ещё находился в Нью-Йорке; поскольку известия о судьбе Скотта резко увеличили интерес к полярной тематике, Бриджмен настоял, что Пири должен написать некролог в апологетическом духе, который был зачитан после одной из лекций Амундсена.

### Общественная активность
Географический конгресс в Риме всё-таки состоялся в 1913 году, для него Пири и Хаббард наняли специалиста (Хью Митчелла), который ещё раз пересчитал все полевые данные, используя инструменты Пири и искусственный горизонт; это было сделано, чтобы доказать хорошую точность его измерений. В Риме Пири был оказан восторженный приём, его избрали генеральным секретарём Международной полярной комиссии. Удостоился он и аудиенции у короля Виктора-Эммануила. Из Италии он проехал в Каир, где был принят лордом Китченером. На обратном пути он совершил турне по Швейцарии и Франции, получив ещё четыре золотые награды. В Париже Пири был принят президентом Пуанкаре, который наградил полярника Большим крестом Ордена Почётного легиона. Роберт Пири по этому поводу язвительно писал Хаббарду: «награда первого сорта, которую дают только суверенам и владыкам». По словам Р. Брайса, это был пик общественного признания Пири. Его соратники Макмиллан и Бартлетт в том же году организовали экспедицию для поисков Земли Крокера, в том числе при участии Арктического клуба Пири.

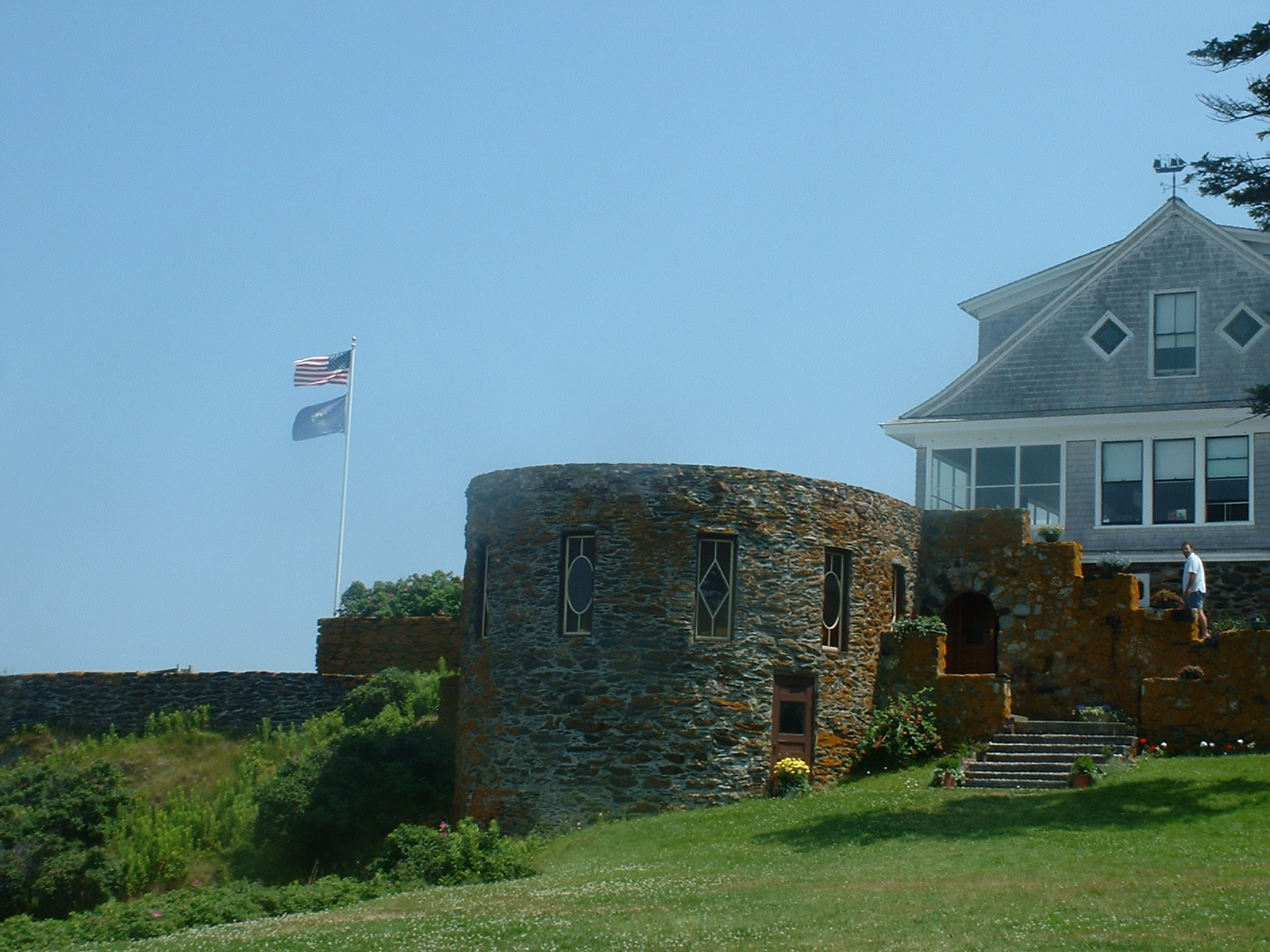
Дом Пири на острове Игл. Хорошо видна одна из полукруглых башен. Фото 2004 года

После начала Первой мировой войны США заняли изоляционистскую позицию. Пири руководил кампанией по дискредитации доктора Кука (Хаббард даже нанял детектива, который следил за соперником Пири во время его зарубежных поездок). Его самомнение не утихало: Хелен Бриджмен вспоминала, что Пири однажды сказал ей, что покорение Северного полюса поставило его в один ряд с Цезарем, Колумбом и Наполеоном. Росли и амбиции: Пири в 1916 году попытался баллотироваться в Сенат от Республиканской партии, а когда США начали переговоры с Данией о приобретении Виргинских островов, Пири начал кампанию по приобретению Гренландии. Он в достаточной мере оценил перспективы развития авиации и доказывал, что Гренландия станет наилучшим оплотом морского и воздушного могущества американцев в Северной Атлантике. Пири был потрясён отказом правительства от притязаний на Гренландию, воспринятым им как величайшее поражение, и затворился в своём поместье на острове Игл, которое построил ещё в 1904 году. В его доме не было телефона; экс-полярник никого не принимал, в основном занимаясь прогулками по лесу, устроил он и бассейн, который наполнялся во время морского прилива. В поместье имелся музей, размещённый в двух полукруглых башнях, пристроенных к основанию дома. В одной хранились зоологические коллекции, которые он собирал с отрочества; здесь же были и арктические трофеи — шкуры медведей, моржовые бивни, рога овцебыков и прочее. В личном кабинете с видом на залив хранился архив, помещённый в 50 ящиков и документирующий все события его бурной жизни.

### Болезнь и смерть
После вступления США в войну Пири вернулся к активности и стал горячим апологетом использования авиации для береговой обороны. Он был избран президентом Американского аэроклуба и попытался развернуть большую пропагандистскую кампанию. Однако уже в конце 1917 года резко ухудшилось здоровье адмирала: он жаловался на усталость, боли в брюшине и тошноту. Диагноз был неутешительный — лейкоз (в те времена это именовалось «злокачественной анемией»). Его личный врач Говард Страйн начал инъекции железа и мышьяка. Пири соглашался и на экспериментальное лечение: ему вводили костный мозг. Восьминедельное лечение принесло некоторое облегчение, а сам Пири не унывал и в одном из интервью сравнил себя с машиной, обороты которой несколько снизились из-за падения давления подаваемого пара.
Весной 1919 года Пири в последний раз выступил на публике — в Национальном географическом обществе, когда вручал золотую медаль Хаббарда исландо-канадцу Вильялмуру Стефансону. С Пири их связывала дружба, особенно после того, как Стефансон участвовал в кампании по дискредитации Кука и доказывал, что тот не мог достигнуть полюса. На чествовании Стефансона было видно, что Пири тяжело болен. В конце 1919 года адмирала стали лечить переливанием крови, которое вошло тогда в моду, но уже было ясно, что облегчение станет только временным. 13 февраля 1920 года Роберту Пири было сделано 35-е переливание крови, оказавшееся последним, — видимого эффекта оно не дало. Его выписали домой (на Вайоминг-авеню, № 1831), где Пири тихо скончался в половине второго утра, в пятницу 20 февраля 1920 года.

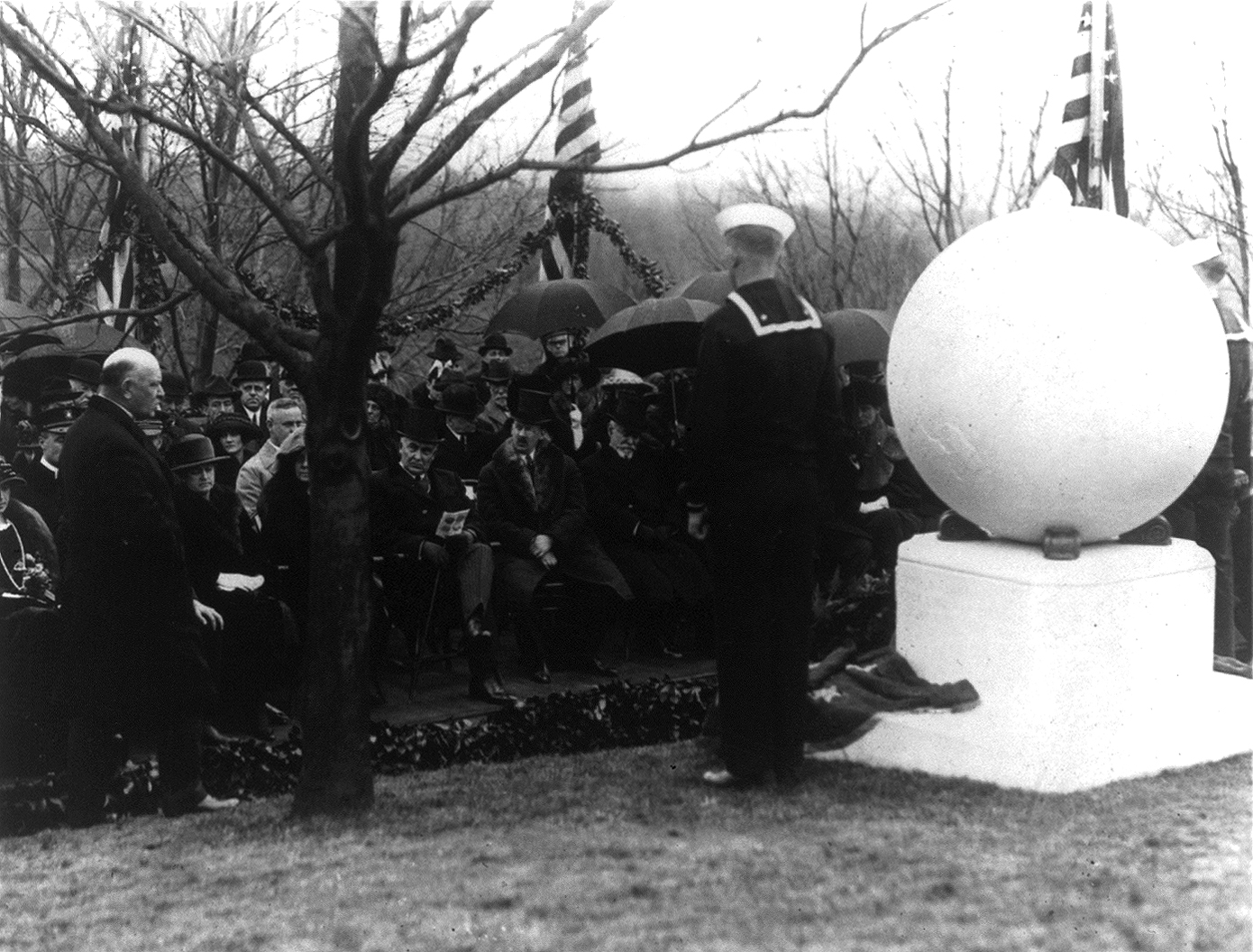
Президент Гардинг открывает памятник Пири на его надгробии. 6 апреля 1922 года

Похороны Пири вылились в общенациональную кампанию. «Нью-Йорк Таймс» выделила отдельную полосу для некрологов со всего мира, во время похорон 23 февраля был приспущен государственный флаг, а над Арлингтонским национальным кладбищем пролетели гидросамолёты ВМС США. В церемонии прощания участвовали почти все члены правительства, включая вице-президента, были А. Белл и В. Стефансон, президенты Клуба исследователей и Американского географического общества. Из соратников Пири присутствовали Бартлетт, Бриджмен и Макмиллан. Мэтью Хенсон не присутствовал, поскольку работал рассыльным на Нью-Йоркской таможне. Панихида прошла в Клубе Исследователей, на которой речь произнёс Герберт Бриджмен и президент Боудин-колледжа Кеннет Силс.
На 13-ю годовщину достижения Северного полюса, в 1922 году на могиле Пири был установлен памятник, на который в завещании было выделено 2954 доллара. Это была модель земного шара из белого гранита, полюс был отмечен бронзовой звездой. На основании было выбито: «Роберт Эдвин Пири. Первооткрыватель Северного полюса. 6 апреля 1909 года». В своей речи на открытии монумента Гилберт Гросвенор заявил, что американец встал в один ряд с Колумбом, Магелланом и Гудзоном.

### Потомки Пири
Вдова Пири, Джозефина, дожила в Портленде до 92-летнего возраста. Её заслуги в области освоения Арктики были отмечены в 1955 году присуждением медали Национального географического общества. После её кончины в том же году прах Джозефины был захоронен вместе с останками мужа на Арлингтонском кладбище. Их старшая дочь — Мэри Анигито — с 1930-х годов активно работала в Гренландии, во время Второй мировой войны состояла в Датской комиссии, которая занималась вопросами снабжения и обороны острова. В 1950 году она была удостоена медали Брайанта за вклад в географические исследования. Скончалась она в 1978 году. Сын, Роберт Эдвин Пири-младший, родившийся в 1903 году, пошёл по стопам отца, получил в Боудинском колледже специальность гражданского инженера и около 40 лет занимался строительством радарных точек и военных баз в Арктике и в Исландии. Он скончался в возрасте 90 лет. Потомки Кали Пири — сына Роберта Пири и гренландки Аллакасингвы — до сих пор проживают в Каанааке.

## Наследие и оценки

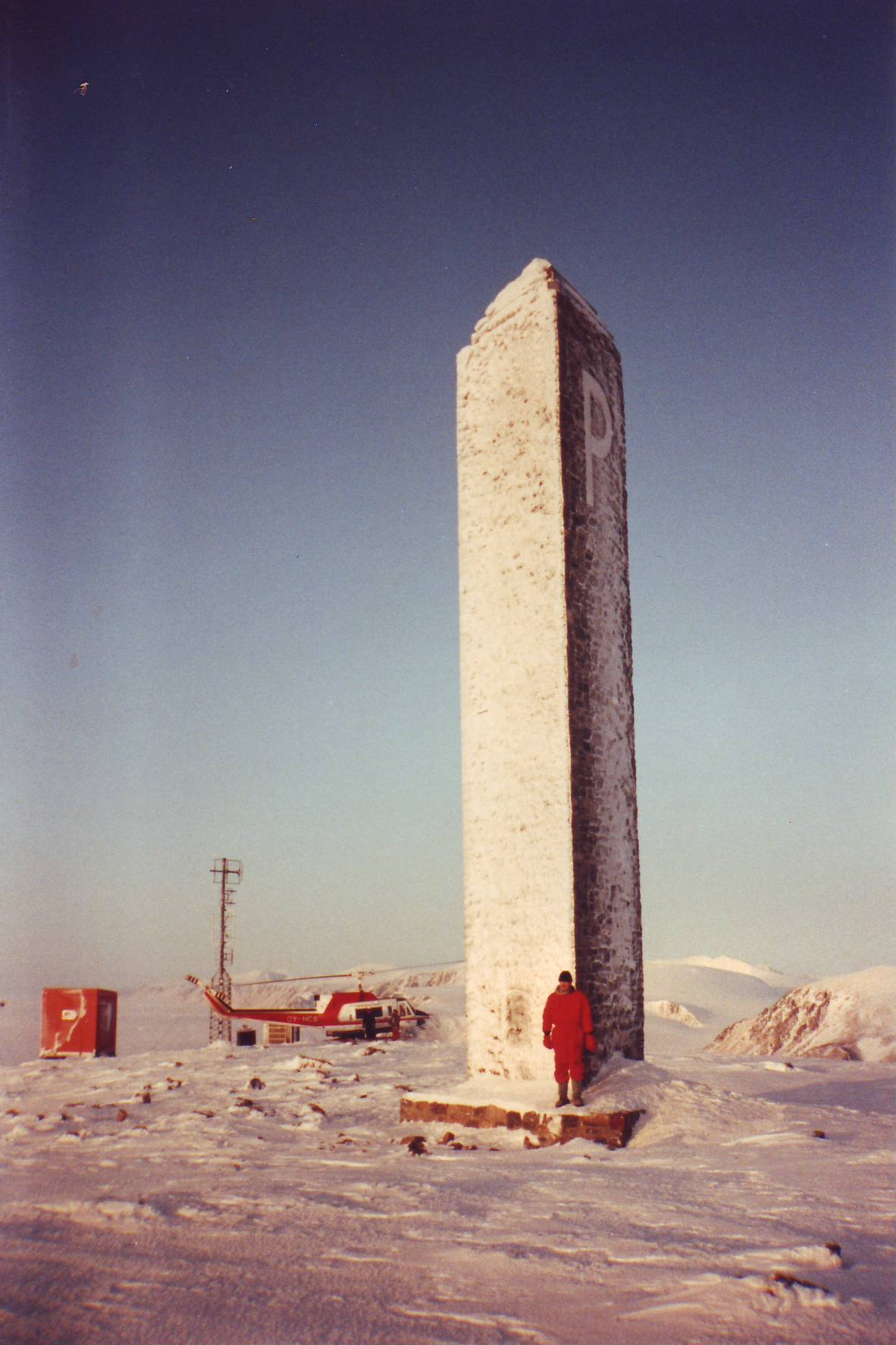
Памятная стела на мысе Йорк, установленная в честь Роберта Пири

### В США и Европе
В 1967 году канадский писатель Фарли Моуэт так охарактеризовал Пири и его сторонников:

«Роберт Пири был частью системы „эстеблишмент“, он понимал, что выгодней иметь сильных мира сего на своей стороне, при этом хорошо зная, что нужно для успеха. Поэтому Пири с самого начала своей карьеры старался связать свою судьбу с такими влиятельными и богатыми личностями, как Моррис Джесеп, Томас Хаббард, семейство Колгейт, и такими мощными коммерческими организациями, как Национальное географическое общество (частное издательство, обладающее большим влиянием и средствами). Пири всегда заботился о том, чтобы благодетели были заинтересованы поддержать его, раздуть его славу, защитить его репутацию, тем самым они упрочивали свою репутацию, заботились о своей славе».
По его же словам, Ф. Кук «подходил к этой системе так же, как человек, исповедующий буддизм, подошёл бы в члены мафии». К началу XXI века данная позиция всецело возобладала. Статья Л. Дика, опубликованная в 2004 году в журнале «American Studies», завершается следующим выводом: Пири смог уловить тенденцию в настроениях американской элиты конца XIX века, мечтавшей о мировом главенстве. Одновременно он стал активно использовать массовую литературу и СМИ для пропаганды, на нём «обкатывались» новые технологии общественных кампаний. Пири много сделал для осознания значимости мира за пределами границ США простыми американцами. Целым поколениям школьников прививались ценности, которые пропагандировал Пири — стойкость, мужество и чувство конкуренции. Роберт Пири был также удобной фигурой для представления на мировой арене США как новой великой державы.
В историографии арктических исследований от самого 1909 года главным оставался вопрос о первенстве Кука или Пири, который далёк от разрешения. На протяжении полувека в посвящённых ему биографиях Пири изображался героем (первая книга такого рода вышла ещё в 1913 году). В 1960 и 1967 годах в свет вышли книги Джона Эдварда Уимса, который был первым историком, получившим полный доступ к семейному архиву Пири. В книгах Уимса — Race for the Pole (New York: Henry Holt and Company, 1960) и Peary: The Explorer and the Man (New York: St. Martin’s Press, 1967) была сделана попытка объективно разобраться в его личности. Пири впервые был показан как человек, одержимый единственной целью: личной славой и местом в вечности. Однако Уимс не был специалистом по Арктике и заранее исходил из истинности заявлений Пири. В 1970-е годы вышло несколько ревизионистских исследований. В 1970 году писатель Теон Райт, проанализировав материалы споров Кука и Пири, решительно объявил все сообщения Роберта Пири сплошной мистификацией. В книге Д. Роулинса 1973 года Peary at the North Pole: Fact or Fiction? критиковались методы Пири и доказывалось, что он не достигал полюса. Впрочем, Роулинс не отдавал Куку предпочтения. В 1981 году вышло исследование Уильяма Ханта To Stand at the Pole, в котором подробно исследовалось противостояние Кука и Пири, и впервые было продемонстрировано, что Ф. Кук действительно мог достигнуть полюса раньше Пири. Автор отметил, что исследователям приоритета и Кука, и Пири приходится работать с косвенными доказательствами, и предсказывал, что убедительные доказательства получить будет невозможно. Хант также обвинил Пири в жестоком обращении с эскимосами и в том, что вывезя с мыса Йорк метеорит, он лишил аборигенов единственного источника металла.

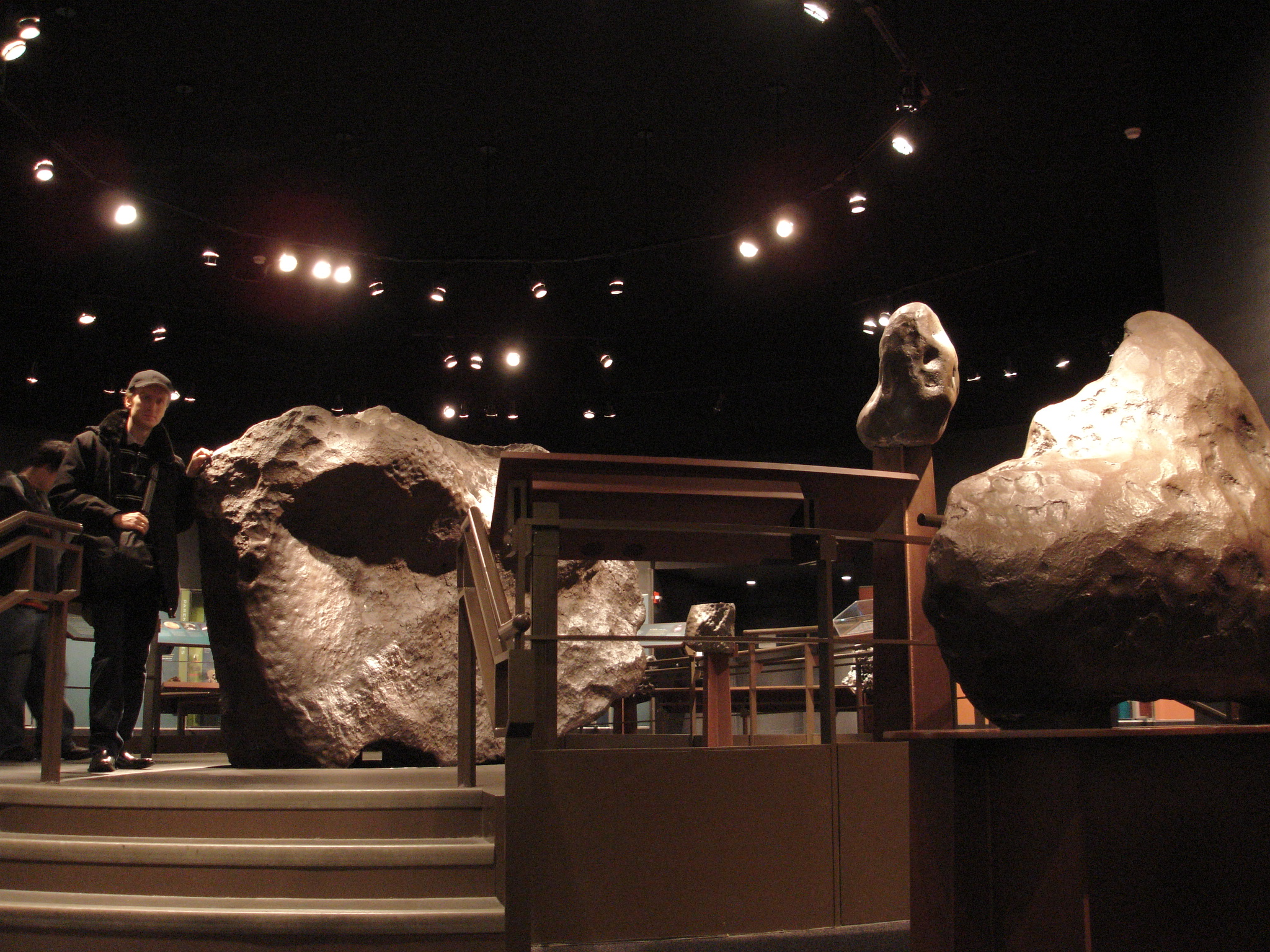
Обломки метеорита «Мыс Йорк» в Американском музее естественной истории. Фото 2007 года

Американский музей естественной истории в 1980 году перенёс метеориты, привезённые Пири, в отдельный зал, где они были установлены на стальные сваи, проходящие через пол музея и покоящиеся на скальном основании города. Был ликвидирован и зал Арктического клуба: эскимосские экспонаты были перемещены в отдельный зал, была убрана карта путешествия Пири, а картины Ф. Стокса были проданы в Канаду ещё в 1961 году. По словам П. Хантингтон, «музей, судя по всему, стремился дистанцироваться от наследия Пири». Это вызвало протесты, которые возглавил Эдвард Пири Стаффорд — внук Пири, сын его дочери Мэри Анигито. Эскимосский зал был окончательно ликвидирован в 2000 году, чтобы не ассоциировать аборигенов Арктики с «дикарями» и не педалировать характер отношений полярника с коренными жителями Гренландии. О Пири в музее свидетельствует только пояснительная табличка в зале с метеоритами.
Первым откровенно усомнился в достижении Пири известный британский полярник сэр Уолли Герберт, в 1968—1969 годах пересёкший на четырёх упряжках за 476 дней всю Арктику от мыса Барроу до Шпицбергена и достигший Северного полюса 6 апреля 1969 года — в 60-ю годовщину достижения полюса Пири. В своей книге «Пешком через Ледовитый океан» Герберт писал, что Пири по пути на полюс преодолевал в среднем 34 мили в день, а на обратном пути — 46 миль. При этом на обходы препятствий тратилось только 10 % времени, хотя в предыдущих своих походах Пири принимал этот коэффициент за 25 %. Его непосредственный предшественник Умберто Каньи в среднем проходил не более 6,3 мили в день, а его лучший переход равнялся 21,2 милям. Позднее Национальное географическое общество заказало полярнику биографию Пири, книга была опубликована в 1989 году (The Noose of Laurels, «Лавровый аркан») и вызвала до некоторой степени скандал, ибо Герберт, основываясь на собственном экспедиционном опыте и архивных материалах Пири, пришёл к выводу, что тот не мог достигнуть Северного полюса и фальсифицировал материалы измерений. По Герберту, Пири не дошёл до полюса примерно 50 миль (80 км). С. Лэнкфорд назвала книгу Герберта «выдающейся». Выводы Герберта ныне приобретают всё больше сторонников. Эту точку зрения поддержали известный историк Канады Пьер Бертон и популяризатор науки Брюс Хендерсон. Герберт много внимания уделил психологическому портрету Пири и описанию серии его разочарований.
В 1997 году вышла объёмная книга библиографа Роберта Брайса, представлявшая собой подробную, вплоть до мельчайших деталей, двойную биографию Пири и Кука, основанную почти исключительно на архивных первоисточниках. Рассмотрев все аргументы сторон и оригиналы путевых записей, Брайс пришёл к выводу, что ни Пири, ни Кук не достигли полюса, причём у Пири практически не было опыта передвижений по паковому льду, а в 1909 году он не дошёл до Северного полюса 160 км. Брайс утверждал, что Пири полностью осознавал, что не способен достигнуть полюса, и сознательно лгал от безысходности. Книгу критиковали по причине перегруженности деталями, в которых «тонули» авторские выводы. Критиковали его и за пренебрежительный тон при описании достижений Пири.

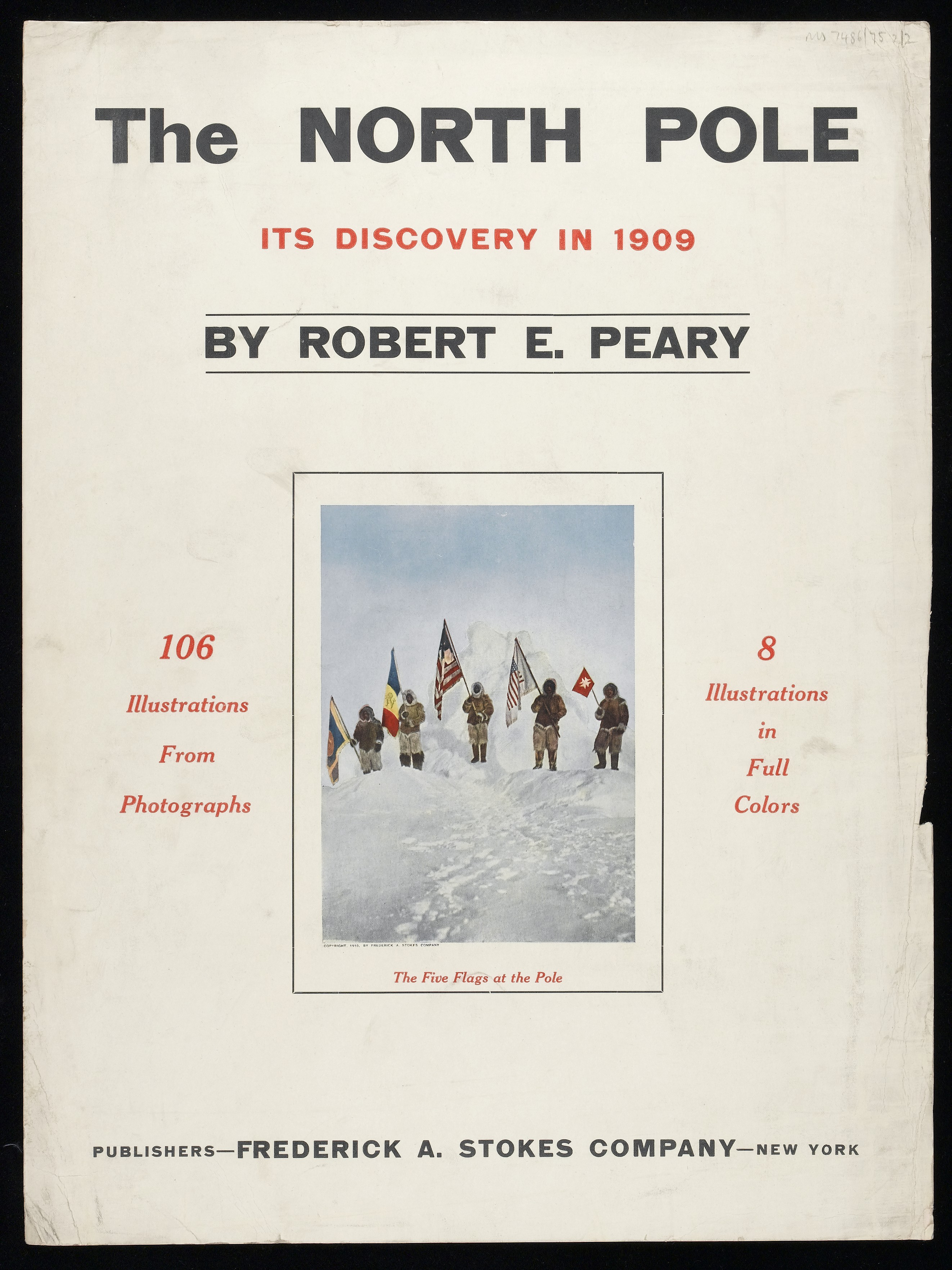
Суперобложка книги Пири «Северный полюс», 1910

В 2005 году британский путешественник Томас Эйвери попытался экспериментально доказать достижение Пири. По мнению самого Т. Эйвери, достижение Северного полюса на собачьих упряжках в кратчайший срок в 2005 году было сложнее осуществить, чем в 1909-м, из-за бо́льшего количества открытых разводий и ледовых гребней, менее стабильных, чем в начале XX века. Он признавал, что из-за дрейфа льда Пири не мог оставить однозначных следов своего пребывания на полюсе, а если при точности своих навигационных приборов он оказался в нескольких милях от полюса, это было достаточно приемлемым результатом. Эйвери на собачьих упряжках преодолел 765 км (413 морских миль) за 36 дней 22 часа и даже опередил график Пири на пять часов. Однако обратно его команда была возвращена самолётом. Этому путешествию был посвящена книга To The End Of The Earth, опубликованная к 100-летию достижения Пири в 2009 году. Наиболее последовательным критиком путешествия Эйвери выступил У. Герберт, который дословно заявил, что казус Эйвери лишь усугубил ситуацию с наследием Пири, а вовсе не расставил всё по своим местам. Максимально пройденное командой Эйвери за сутки расстояние не превышало 70 миль, при этом за счёт южного дрейфа льда терялось до 11 км. Не было у Эйвери и пятидневной задержки, как у Пири.
Несмотря на большое распространение ревизионистских версий, официально достижение Пири не пересматривалось. Примером позитивного отношения к его наследию служит проект The Foundation for the Promotion of the Art of Navigation: члены этого общества — военные штурманы США — провели очередную перепроверку сохранившихся материалов Пири. Одним из важнейших свидетельств считались тени от солнца, заметные на фотографиях, которые позволяли уточнить точное время съёмки и оценить географическую широту места, в котором она была сделана. Специалисты Общества навигаторов заявили, что Пири действительно достиг Северного полюса, имел достаточные штурманские навыки, а точность его приборов была высокой для своего времени. В 2009 году результаты этого исследования были представлены Национальному географическому обществу.

### В России
В России с самого начала возобладало осторожное отношение к достижениям Пири. В 1910 году издательством И. Д. Сытина было выпущено извлечение из отчётов и Пири, и Кука под названием «Открытие таинственного полюса». Полный текст книги «Северный полюс» был опубликован в переводе только в 1935 году, а в 1972 году она была выпущена в новом переводе с послесловием А. Ф. Трёшникова. Известный полярник писал, что спор Пири и Кука носит только исторический характер, в то же время методы навигации и передвижения обоих могут свидетельствовать, что они не достигали полюса. Основываясь на материалах книги Т. Райта, опубликованной в 1973 году в русском переводе («Большой гвоздь»), А. В. Шумилов выдвинул собственную версию: Пири и в 1909 году не сумел достигнуть полюса, но, узнав о достижении Кука, не смирился с поражением и фальсифицировал записи, а далее предпринял все усилия, чтобы подавить своего соперника.
В «Очерках по истории географических открытий» И. П. Магидовича и В. И. Магидовича одна из главок прямо названа «Фредерик Кук опережает Пири», она основана на материалах гляциолога и историка полярных исследований В. С. Корякина. Первая статья В. Корякина на эту тему увидела свет ещё в 1971 году в журнале «Природа» и имела резонанс в США. В. С. Корякин в 2002 году опубликовал биографию Ф. Кука, в которой доказывал его приоритет в полярной гонке, тем не менее, исследователь не сомневался, что Пири также достиг Северного полюса. При этом он находит объяснение темпам передвижения Пири по дрейфующим льдам: на финишную прямую его выводил опытный штурман Р. Бартлетт, после ухода капитанского отряда у Пири было 38 собак для рывка на 133 мили (250 км), при этом общий груз не превышал 200 кг, иными словами, имелся десятикратный разрыв между обычной нагрузкой ездовой собаки (до 40 кг) и фактической. По мнению исследователя, это было своего рода шоу с целью доказательства преимущества «системы Пири», а фактически Пири покорил полюс со значительно меньшими затратами сил и средств. В. С. Корякин объясняет и успешное возвращение Пири по старому следу: видимо, ему удалось оказаться на стрежне активного течения — северной ветви кругового антициклонального дрейфа. Подтверждение этого находится в дневниках Пири, описывающего широкие разводья, покрытые тонким молодым льдом. Находится объяснение и практическому отсутствию описаний пути:

Ничто не могло остановить эту запущенную на всю мощь «машину» из людей и собачьих упряжек, названную её изобретателем «системой Пири». Она продвигалась как на север, так и на юг такими темпами, что её организатору было не до научных наблюдений и созерцания окрестных пейзажей. <…> Кроме главного трофея — полюса, его стремительный бросок к 90° с. ш. и обратно не принёс никому какой-либо практической пользы, но зато оставил немало загадок, в первую очередь касающихся протяжённости дневных переходов на собачьих упряжках, не перекрытых всеми последующими экспедициями и просто искателями приключений.

Впоследствии В. Корякин скорректировал свои взгляды. В 2007 году он опубликовал статью, в которой резко негативно отозвался о штурманских методах Пири, который «с трудом справлялся с определением широты, считая долготу чем-то несущественным». Он также заявил, что описанное путешественником возвращение к месту старта по собственным следам в условиях дрейфа арктического льда просто невозможно; следовательно, достижение полюса Робертом Пири крайне маловероятно.

### Память
Имя Пири носят полуостров в Гренландии и пролив в Канадском Арктическом архипелаге, отделяющий остров Миен от острова Эллефа Рингнеса, а также 1900-метровая гора в Антарктиде. В честь Пири назван 74-километровый кратер на северном полюсе Луны, считающийся наиболее подходящим местом для строительства лунной базы.
В 1983 году по телевидению был продемонстрирован фильм производства CBS «Кук и Пири: гонка к полюсу». В роли Кука — Ричард Чемберлен, Пири — Род Стайгер. В 2015 году на экраны вышла приключенческая драма испанского режиссёра Изабель Койшет «Никому не нужная ночь» (Nadie quiere la noche), в которой роль супруги Пири Джозефины исполнила французская актриса Жюльет Бинош, а роль его эскимосской любовницы Аллакасингвы — японская актриса Ринко Кикути.
В Боудинском колледже существует Полярный музей Пири — Макмиллана с центром арктических исследований, который проводит активную просветительскую и выставочную деятельность. Загородная резиденция Пири на острове Игл внесена в список национальных исторических памятников США.

## Комментарии
1. ↑  В российской историографии закрепилась версия, что это был перевод отчёта Норденшёльда о походе в Гренландию в 1883 году[12][13].
2. ↑  Имеются в виду эксперименты Генриха Гёбеля 1850-х годов. Лампа накаливания его конструкции была снабжена нитью из обугленного бамбука, помещённого в вакуумную колбу[20].
3. ↑  Географ и геодезист В. Глушков комментировал это так: «…Идея пересечь Гренландию в указанном направлении принадлежала Ф. Нансену. Его знакомство с этой страной состоялось в 1882 г., когда он побывал у её берегов на зверобойном судне „Викинг“, а в 1884 г., узнав из газет о подробностях второго путешествия по Гренландии барона А. Э. Норденшёльда, начал готовиться к лыжному походу. Р. Пири, как известно, в это время работал в Никарагуа»[26].
4. ↑  Из-за резкого поворота во льдах нога Пири была зажата румпелем и переломлена ниже лодыжки[34].
5. ↑  В книге «Северный полюс» Пири писал об этом так: «Хорошо известный вид бешенства у эскимосских собак …называется пиблокто. Хотя это заболевание, по-видимому, не заразное, его проявления сходны с симптомами водобоязни. Собак, страдающих пиблокто, обычно убивают, хотя эскимосы нередко употребляют их мясо в пищу»[64].
6. ↑  По данным, приводимым П. Хантингтон, продажей метеорита занималась в 1908—1909 годах Джозефина Пири, которая в отсутствие мужа осталась в стеснённых денежных обстоятельствах, с дочерью и малолетним сыном на руках. Она утверждала, что Пири передал ей все права собственности на привезённые глыбы метеоритного вещества. Миссис Пири в переписке с М. Джесупом особо подчёркивала, что вырученные деньги пойдут не на арктические исследования, а предназначаются для страхового фонда на случай, если что-то случится с Робертом, или на образование их сына. По подсчётам, суммы в 40 000 долларов, эквивалентной примерно 780 000 долларов 2002 года, могло, например, хватить на обучение (с проживанием и питанием) в престижном колледже в течение 19 лет подряд[76].
7. ↑  Судьба живых «экспонатов» была рассмотрена также в диссертации Келли Лэнкфорд[81].
8. ↑  В изданиях Бриджмена много писали о походах Пири от мыса Сабин, суммарная протяженность которых была 800 миль (около 1300 км.) в один конец[110].
9. ↑  Укеа держит флаг Военно-морской лиги,
Ута — флаг братства Дельта-Каппа-Эпсилон, Хенсон — флаг Северного полюса, с которым Пири не расставался 15 лет, Эгингва — флаг организации «Дочери американской революции», Сиглу — флаг Красного Креста[162].
10. ↑  В Берлине не всё было гладко: против Пири подал судебный иск спутник Кука Рудольф Франке, который обвинил его в вымогательстве и похищении имущества на сумму 50 000 долларов[204].
11. ↑  Р. Брайс отметил, что в начале похода 1909 года было взято 28 саней, из которых только 5 вернулись обратно, не требуя ремонта, 14 были полностью разрушены, а те 5 саней, которые дошли до полюса, были перестроены из обломков[207].
12. ↑  Пири не пользовался лыжами и утверждал, что весь путь до полюса и обратно прошёл пешком, не садясь на сани.

## Публикации
- Henson, Matthew Alexander; Peary, Robert E.; Washington, Booker T. A Negro explorer at the North Pole. — New York : Frederick A. Stokes, 1912. — 242 p.
- Peary, Josephine Diebitsch; Peary, Robert E. My Arctic journal : a year among ice-fields and Eskimos. — London : Longmans, Green and Co, 1894. — 342 p.
- Peary, Josephine (Diebitsch), Mrs. The snow baby; a true story with true pictures. — New York : F.A. Stokes Company, 1901. — 96 p.
- Peary, Josephine (Diebitsch) Mrs.; Peary, Marie Ahnighito. Children of the Arctic. — New York : F.A. Stokes Company, 1903. — 132 p.
- Peary, Robert E. Northward over the great ice : a narrative of life and work along the shores and upon the interior ice-cap of northern Greenland in the years 1886 and 1891—1897, with a description of the little tribe of Smith Sound Eskimos, the most northerly human beings in the world, and an account of the discovery and bringing home of the Saviksue or great Cape York meteorites. — New York : F.A. Stokes Company, 1898. — Vol. I. — 608 p.
- Peary, Robert E. Northward over the great ice : a narrative of life and work along the shores and upon the interior ice-cap of northern Greenland in the years 1886 and 1891—1897, with a description of the little tribe of Smith Sound Eskimos, the most northerly human beings in the world, and an account of the discovery and bringing home of the Saviksue or great Cape York meteorites. — New York : F.A. Stokes Company, 1898. — Vol. II. — 654 p.
- Peary, Robert E.; Peary, Marie Ahnighito. Snowland folk: the Eskimos, the bears, the dogs, the musk oxen, and other dwellers in the frozen North. — New York : F.A. Stokes company, 1904. — 104 p.
- Peary, Robert E. Nearest the Pole; a narrative of the Polar expedition of the Peary Arctic club in the S.S. Roosevelt, 1905—1906. — New York : Doubleday, Page & Co., 1907. — 452 с.
- Peary, Robert E. The North pole, its discovery in 1909 under the auspices of the Peary Arctic club. — New York : Frederick A. Stokes co., 1910. — 528 с.
- Peary, Robert E. Secrets of polar travel. — New York : Century Co., 1917. — 343 p.
- Пири, Р. Северный полюс / Роберт Пири ; пер. с англ. В. А. Смирнова. Южный полюс / Руаль Амундсен ; пер. с норв. Л. Л. Жданова. — М. : Дрофа, 2007. — 750 с. — (Библиотека путешествий). — ISBN 978-5-358-01562-3.
- Пири Р. Э. По большому льду. Северный полюс / Пер. П. А. Беркос, Л. Ф. Горюнова. — М. : Эксмо, 2012. — 480 с. — («Великие путешествия»). — ISBN 978-5-699-53606-1.